# 東武伊勢崎線
伊勢崎線（いせさきせん）は、東京都台東区の浅草駅と群馬県伊勢崎市の伊勢崎駅を結ぶ、東武鉄道の鉄道路線である。また、東京都墨田区内にある押上駅から曳舟駅までの区間も伊勢崎線の一部である。浅草駅 - 東武動物公園駅間および押上駅 - 曳舟駅間には「東武スカイツリーライン」（とうぶスカイツリーライン、TOBU SKYTREE Line）という路線愛称名が付けられている。駅ナンバリングの路線記号は浅草駅 - 東武動物公園駅間および押上駅 - 曳舟駅間がTS、東武動物公園駅 - 伊勢崎駅間がTI。

## 概要
東武鉄道として最初に開業した北千住駅 - 久喜駅間を含む創業路線であり、東京の下町にある浅草駅から埼玉県の東部地域と利根地域を経て群馬県・栃木県の両毛地域を結ぶ。日光線や野田線（東武アーバンパークライン）などを含めて東武本線（路線群）を構成する路線の一つで、日光線や東上線とともに東武鉄道の主要幹線である。路線延長は114.5 kmで、JRや第三セクター鉄道を除く日本の私鉄の路線の中では最も長い。
北千住駅 - 東武動物公園駅間はおおむね日光街道（国道4号）に沿ったルートで建設されている。2012年には業平橋駅の貨物ターミナル跡地に東京スカイツリーおよびそれを中核とする東京スカイツリータウンが開業し、それに伴い業平橋駅はとうきょうスカイツリー駅に駅名を変更した。路線愛称の「東武スカイツリーライン」は東武グループのシンボルである東京スカイツリーおよび東京スカイツリータウンにつながる路線であることに由来する。
久喜駅以南は東京近郊の通勤・通学路線としての側面を有する一方で、東京都を起点とする関東大手私鉄の幹線・本線では唯一東日本旅客鉄道（JR東日本）山手線との接続駅を持たず、起点の浅草駅は構造上の理由で6両以下の編成に入線が限られており、ターミナル駅としての機能が弱い。そのため北千住駅から東京メトロ日比谷線（7両編成）、押上駅から東京メトロ半蔵門線・東急田園都市線（10両編成）との相互直通運転を行うことで、都心部への利便性と輸送力を確保している。そういった経緯から浅草駅に代わって多数の路線が結節する北千住駅が実質的なターミナル駅として機能しており、1日平均乗降人員は東武鉄道の駅でも東上線の起点駅である池袋駅に次いで多い。北千住駅から北越谷駅までの複々線区間 (18.9 km) は日本の私鉄最長である。
また、東武動物公園駅で日光線が分岐し、「けごん」・「きぬ」を始めとした日光・鬼怒川温泉方面に直通する特急列車が浅草駅から発着しており、観光路線としての側面も有する。東京 - 日光間の輸送においては、かつては国鉄（現・東日本旅客鉄道〈JR東日本〉）の東北本線（JR宇都宮線）・日光線と競合関係にあったが、現在は東武が完全に優位な状況にあり、JR新宿駅・池袋駅から途中で東武線に直通して東武日光駅に至る特急「日光」・「（スペーシア）きぬがわ」の設定など、日光・鬼怒川温泉方面の輸送において両社は協力関係にある。
一方で、輸送人員が少ない両毛地域は一部の駅が無人駅であり、末端区間はローカル線としての側面も有する。このため、合理化の一環として特急を除く全列車が館林駅で系統分離されており、館林駅以北の全ての一般列車でワンマン運転が実施されている。2006年のダイヤ改正以降、浅草駅 - 伊勢崎駅間の全線を直通する列車は特急「りょうもう」の1往復のみであり、大半の特急「りょうもう」は太田駅から桐生線に直通する。
ラインカラーは、東武スカイツリーライン区間が青、東武動物公園駅以北が赤となっている。各駅の駅名標には浅草駅 - 東武動物公園駅間がオレンジと青（■■;東武スカイツリーラインのラインカラー）、東武動物公園駅 - 伊勢崎駅間が赤と黒（■■;伊勢崎線のラインカラー）が使われている。押上駅は東京地下鉄（東京メトロ）の管理駅のため、東武鉄道のラインカラーは駅番号のシンボルマークにとどまっている。

### 相互直通運転
前述のとおり、東京メトロ日比谷線および東京メトロ半蔵門線・東急田園都市線と相互直通運転を行うことで、都心直通による利便性の向上と長編成による輸送力の確保を実現している。
東京メトロ日比谷線
1962年に直通運転を開始。北千住駅を介し、日光線南栗橋駅まで相互直通運転を実施している。有料着席保証列車の「THライナー」に限り、久喜駅まで相互直通運転を実施している。当初から18m級3ドア車が運用に充当され、1990年からラッシュ時の対策として5ドア車が運用に充当された。その後の混雑緩和とホームドア設置に伴い、2020年までに全列車が20m級4ドア車7両編成に置き換えられた。「THライナー」を除く全列車が各駅停車であり、北千住駅 - 北越谷駅間の複々線区間では内側2線の緩行線を走行する。
東京メトロ半蔵門線・東急田園都市線
2003年に直通運転を開始。押上駅を介し、久喜駅および日光線南栗橋駅まで相互直通運転を実施している。全列車が20m級4ドア車10両編成であるが、2005年から2017年までは東急車の一部において6ドア車をつないだ編成も運用に充当されていた。全列車が急行または準急として運転され、北千住駅 - 北越谷駅間の複々線区間では外側2線の急行線を走行する。

## 路線データ
- 路線距離：114.5 km
  - 旧国鉄・JRおよびこれらから継承された第三セクター鉄道を除けば、一路線の営業キロとして日本最長[注 2]
- 軌間：1067mm
- 複線区間（合計54.4 km）：
  - 浅草駅 - とうきょうスカイツリー駅間 (1.1 km)
  - 曳舟駅 - 北千住駅間 (4.7  km)
  - 北越谷駅 - 館林駅間 (48.6 km)
- 複々線区間（合計20.2 km）：
  - とうきょうスカイツリー駅（押上駅） - 曳舟駅間 (1.3 km)
    - 押上駅 - 曳舟駅間はとうきょうスカイツリー駅 - 曳舟駅間の線増扱いで建設された（京王新線と同じ）

  - 北千住駅 - 北越谷駅間 (18.9 km)
    - JR以外の日本の鉄道路線では最長の複々線区間。内側が緩行線、外側が急行線（区間準急以上の種別）として運用されている。
- 単線区間：館林駅 - 伊勢崎駅間 (39.9 km)
- 電化区間：全線電化（直流1,500 V）
- 閉塞方式：自動閉塞式
- 保安装置：東武TSP式（東武形ATS）
- 最高速度：110 km/h[1]（東武スカイツリーライン区間は100 km/h）
- IC乗車カード対応区間：全線（PASMOエリア）

キロポストは北千住駅から伊勢崎駅に向かって純粋に数字が増えていく。0キロポスト自体は北千住駅にある。北千住駅から浅草駅・押上駅方面のキロポストは後から開業したため、マイナス表示になっている。

## 歴史

### 明治
当路線は1899年（明治32年）に北千住駅 - 久喜駅間を開業したことに端を発する。開業当初は、2時間間隔で1日7往復の旅客・貨物混合列車の運転だった。その後も北へ路線を延伸し、1903年（明治36年）に利根川の右岸に位置していた川俣駅（足利町駅への延伸時に左岸に移転）まで開業したが、この当時の東武鉄道は経営難に陥って無配に転落し、「東武鉄道空引会社」と呼ばれていた。
その後、1905年（明治38年）に根津嘉一郎が東武鉄道の社長に就任した後は、彼の経営手腕によって利根川を架橋することが断行され、1907年（明治40年）に足利町駅（現・足利市駅）まで開業した。これ以降は貨物輸送によって経営難から逃れ、1910年（明治43年）に伊勢崎駅までの全線開業に辿り着いた。

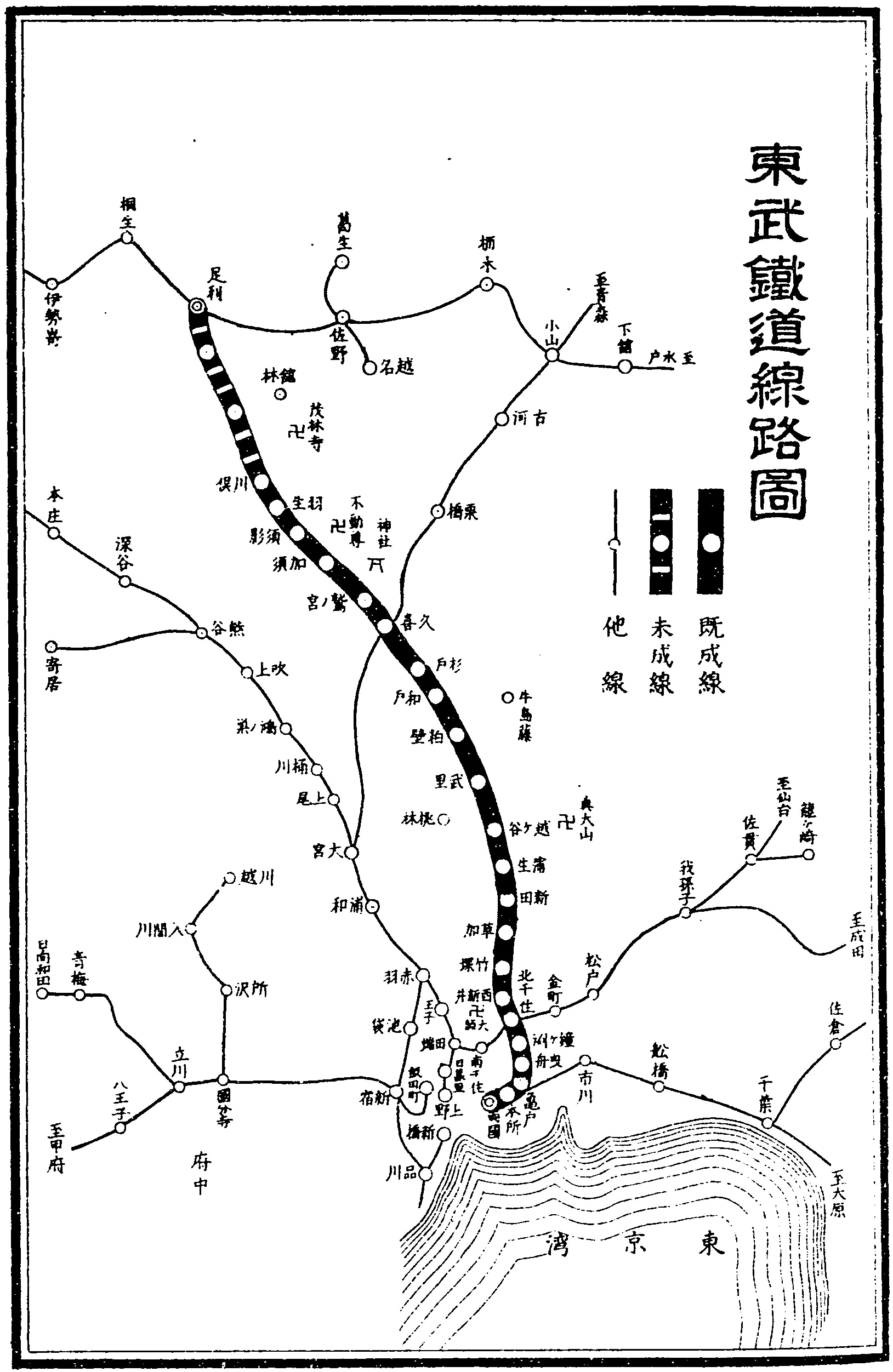
東武鉄道株式会社 1906年の路線図

その一方、都心側のターミナル駅選定には難航する。1902年（明治35年）に北千住駅から吾妻橋駅（現・とうきょうスカイツリー駅）へ延伸開業したものの、亀戸線が開業して総武鉄道両国橋駅（現・両国駅）への乗り入れを果たした1904年（明治37年）に曳舟駅 - 吾妻橋駅間を廃止した。これによって一時は両国橋駅がターミナル駅となったが、1907年（明治40年）に総武鉄道が国有化されると状況は急変し、東武鉄道は自社のターミナル駅を保有することを迫られた。そこで、廃止していた曳舟駅 - 吾妻橋駅間を1908年（明治41年）に再開業し、1910年（明治43年）に吾妻橋駅を浅草駅に改称した。これが、伊勢崎線の駅で初めての駅名改称となる。
- 1896年（明治29年）6月22日：仮免状下付（千住 - 足利間）[官報 1]。
- 1897年（明治30年）9月3日：本免許状下付（北千住 - 足利間）[官報 2]。
- 1899年（明治32年）
  - 8月27日：北千住駅 - 久喜駅間開業。開業時の途中駅は西新井駅、草加駅、越ヶ谷駅（現・北越谷駅）、粕壁駅（現・春日部駅）、杉戸駅（現・東武動物公園駅）[官報 3]。
  - 12月20日：新田駅、蒲生駅、武里駅、和戸駅開業[官報 4]。
- 1900年（明治33年）3月21日：竹ノ塚駅開業[官報 5]。
- 1902年（明治35年）
  - 4月1日：吾妻橋駅（現・とうきょうスカイツリー駅） - 北千住駅間開業[官報 6]。
  - 9月6日：久喜駅 - 加須駅間開業[官報 7]。
- 1903年 （明治36年）
  - 4月23日：加須駅 - 川俣駅間開業[官報 8]。当時の川俣駅は利根川の右岸（埼玉県）にあった。
  - 9月13日：須影駅（現・南羽生駅）開業[官報 9]。
- 1904年（明治37年）4月5日：曳舟駅 - 亀戸駅間（現・亀戸線）開業により、総武鉄道（現・JR総武本線）両国橋駅（現・両国駅）まで直通運転開始。吾妻橋駅 - 曳舟駅間廃止。
- 1905年（明治38年）
  - 5月30日：本免許状下付（川俣 - 足利間）[官報 10]。
  - 7月15日：白鬚駅（現・東向島駅）、堀切駅休止[官報 11]。
- 1907年（明治40年）8月27日：川俣駅 - 足利町駅（現・足利市駅）間開業。川俣駅を利根川の左岸（群馬県）に移転[官報 12]。
- 1908年（明治41年）
  - 3月1日：吾妻橋駅 - 曳舟駅間が貨物線として再開業[官報 13]。
  - 4月8日：休止中の白鬚駅、堀切駅廃止[官報 14]。
  - 8月31日：須影駅廃止[官報 15]。
  - 12月25日：蒲生駅を南に1.2 km移転。新田駅廃止[官報 16]。
- 1909年（明治42年）2月17日：足利町駅 - 太田駅間開業[官報 17]。
- 1910年（明治43年）
  - 3月1日：吾妻橋駅を浅草駅に改称[官報 18]。
  - 3月27日：太田駅 - 新伊勢崎駅間開業。浅草駅（現・とうきょうスカイツリー駅） - 曳舟駅間旅客営業開始[官報 19]。総武本線亀戸駅 - 両国橋駅間への乗り入れ廃止。
  - 7月13日：新伊勢崎駅 - 伊勢崎駅間が開業[官報 20]。伊勢崎線全通。
- 1912年（明治45年）
  - 2月13日：浅草駅 - 鐘ヶ淵駅間複線化。
  - 7月3日：北千住駅 - 西新井駅間複線化。

### 大正
大正に入ると、輸送量の増加により都心側の随所で複線化および電化が行われた。1912年（明治45年）に浅草駅 - 鐘ヶ淵駅間が複線化されたのを皮切りに、1920年（大正9年）に東京市内の全区間が、1922年（大正11年）に当初開業区間である北千住駅 - 久喜駅間が複線化された。1924年（大正13年）に浅草駅 - 西新井駅間が電化されたことを機に、東武鉄道初の電車としてデハ1形が製造、運行された。
1923年（大正12年）には荒川放水路の工事により、鐘ヶ淵駅 - 西新井駅間の線形が変更された。この線形変更に際し、北千住駅 - 西新井駅間は開業当初のルートよりも北方に線形を取り、現在の小菅・五反野・梅島の各駅を経由するようになり、北千住駅 - 小菅駅間で架橋することとなった。鐘ヶ淵駅 - 堀切駅間は放水路の右岸に沿った直線的な経路となったものの、両駅の構内で急カーブを生じるようになった。なお、鐘ヶ淵付近の旧線は荒川の中となっているため痕跡は残っていないが、西新井駅付近は西新井工場の構内線路に流用され、小菅駅付近 - 西新井駅の旧線は大部分が道路（現在の梅田通り・亀田トレイン通りなど）に、一部は住宅地などに転用された。そのため、足立区梅田七丁目の梅田通り終点（梅島駅の南方）には「東武鉄道旧線路跡」の碑がある。
- 1912年（大正元年）12月18日：鐘ヶ淵駅 - 北千住駅間複線化。
- 1918年（大正7年）3月27日：全線を軽便鉄道法による軽便鉄道に指定[官報 21]。
- 1919年（大正8年）11月20日：越ヶ谷駅を武州大沢駅（現・北越谷駅）に改称[官報 22]。
- 1920年（大正9年）
  - 3月5日：西新井駅 - 草加駅間複線化。
  - 4月17日：越ヶ谷駅（現・越谷駅）開業[官報 23]。
  - 12月26日：杉戸駅（現・東武動物公園駅） - 久喜駅間複線化。
- 1921年（大正10年）
  - 4月16日：武里駅 - 杉戸駅間複線化。
  - 10月20日：草加駅 - 越ヶ谷駅間、武州大沢駅 - 武里駅間複線化。
- 1922年（大正11年）5月1日：越ヶ谷駅 - 武州大沢駅間複線化。
- 1923年（大正12年）7月1日：荒川放水路開削により鐘ヶ淵駅 - 西新井駅間でルートを変更[官報 24]。それまでは鐘ヶ淵駅 - 牛田駅間は現ルートより東側を、北千住駅 - 西新井駅間は現ルートより西側を通っていた。
- 1924年（大正13年）
  - 8月25日：足利町駅を足利市駅に改称[官報 25]。
  - 10月1日：白鬚駅が玉ノ井駅（現・東向島駅）として再開業。堀切駅、千住駅（後の中千住駅）、小菅駅、五反野駅、梅島駅開業[官報 26]。浅草駅 - 西新井駅間電化。
- 1925年（大正14年）
  - 7月20日：野州山辺駅開業[官報 27]。
  - 10月1日：谷塚駅開業[官報 28]。西新井駅 - 越ヶ谷駅間電化。
  - 11月10日：新田駅再開業[官報 29]。
- 1926年（大正15年）
  - 6月6日：川俣駅 - 館林駅間複線化。
  - 10月1日：大袋駅、一ノ割駅開業[官報 30]。 越ヶ谷駅 - 粕壁（現・春日部駅）間電化。
  - 12月16日：粕壁駅 - 久喜駅間電化。

### 昭和
昭和に入ると、当時としては東京一の繁華街であった浅草への乗り入れで京成電気軌道（現・京成電鉄）と競合し、激しく争った。その結果、京成は1928年の京成電車疑獄事件の影響もあって乗り入れを事実上断念し、当路線が1931年（昭和6年）に浅草雷門駅（現・浅草駅）への乗り入れを果たした。開業年度における一日平均乗車人員は10,255人であり、東武鉄道で最も乗車人員が多い駅となった。
しかし、第二次世界大戦後の復興によって山手線のターミナル駅に都市機能の拠点が形成されると、山手線と接続しない当路線は沿線開発で不利な状況に追い込まれた。1955年（昭和30年）頃に北千住から新橋や東京八重洲を結ぶ地下鉄道建設を運輸省（現・国土交通省）へ数回に渡り出願したが、全て却下された。
このような状況の下、当路線は1962年（昭和37年）に北千住駅を介して営団地下鉄日比谷線（現・東京メトロ日比谷線）との直通運転を開始した。東京の地下鉄と郊外電車で直通運転を開始したのは、京成押上線と都営地下鉄浅草線の直通運転に次いで2例目であった。日比谷線との直通運転により浅草駅 - 北千住駅間の通過人員が減少し、一時的な減収は避けられなかったものの、それを上回る勢いで沿線開発が進んだことにより、輸送人員が瞬く間に増加していった。マンモス団地とうたわれた草加松原団地や武里団地などの入居が開始されたのも、当路線が日比谷線との直通運転を果たした直後である。1966年（昭和41年）には乗り入れ区間が北春日部駅まで延長され、日比谷線直通列車が6両編成になった。さらに1981年（昭和56年）には東武動物公園駅まで延長され、同年に開園した東武動物公園の宣伝にも一役買った。
沿線開発が進むにつれてラッシュ時は激しく混雑するようになり、特に北千住駅では準急列車と日比谷線との乗換客の列でホームが埋め尽くされることもあった。1969年（昭和44年）度の秋季交通量調査では、朝ラッシュの最混雑区間である小菅駅 → 北千住駅間の混雑率は248%を記録し、当該年度では大手私鉄の路線で最高値を計上した。輸送量を増強すべく、1971年（昭和46年）には日比谷線直通列車が8両編成になり、1972年（昭和47年）には地上車の8両編成が営業運転を開始したものの、これ以上の長編成化は浅草駅の制約により困難であった。当時の朝ラッシュ時の上りダイヤはせんげん台駅から北千住駅までが平行ダイヤで、増発の余地もなかった。10両編成の列車が営業運転を開始したのは1986年（昭和61年）であるが、これは東武鉄道の主要幹線の一つである東上本線と比較しても10年ほど遅い時期である。
そこで運転本数の増加に努めるべく、関東私鉄初の複々線化が事業化（建設主体は日本鉄道建設公団）され、1974年（昭和49年）に北千住駅 - 竹ノ塚駅間で竣工し、供用を開始した。同区間ではラッシュ時の本数が大幅に増加しただけでなく、準急のスピードアップにも貢献した。複々線化は1988年（昭和63年）に草加駅まで延ばされ、その際に実施されたダイヤ改正で日中の準急が毎時4本から毎時6本に増発された。
- 1927年（昭和2年）
  - 4月1日：久喜駅 - 羽生駅間複線化。久喜駅 - 館林駅間電化。花崎駅、須影駅（再開業）、茂林寺前駅開業[10]。
  - 9月1日：姫宮駅開業。
  - 10月1日：館林駅 - 伊勢崎駅間電化、全線（浅草駅 - 伊勢崎駅間）電化完成。細谷駅、世良田駅開業。
- 1928年（昭和3年）5月1日：県駅開業。
- 1929年（昭和4年）10月10日：浅草駅 - 東武日光駅間で特急を運転開始。
- 1930年（昭和5年）2月28日：千住駅を中千住駅に改称。
- 1931年（昭和6年）
  - 3月13日：草加荷扱所（草加駅 - 新田駅間）開業。
  - 5月25日：浅草雷門駅（現・浅草駅） - 業平橋駅（現・とうきょうスカイツリー駅）間開業[官報 31]。同時に浅草駅を業平橋駅に改称。請地駅（業平橋駅 - 曳舟駅間）開業[11]。
- 1932年（昭和7年）
  - 4月17日：臨時駅の競馬場前駅（野州山辺駅 - 韮川駅間）開業。
  - 9月1日：牛田駅開業。
  - 10月25日：韮川駅開業。
- 1935年（昭和10年）
  - 9月20日：東武和泉駅開業。
  - 11月1日：千住線 中千住駅 - 千住駅間開業。
- 1937年（昭和12年）3月1日：中野駅を多々良駅に改称[12]。
- 1939年（昭和14年）2月1日：競馬場前駅廃止。
- 1943年（昭和18年）12月31日：隅田公園駅（浅草雷門駅 - 業平橋駅間）休止。
- 1945年（昭和20年）
  - 4月15日：中千住駅休止。
  - 5月20日：玉ノ井駅休止。
  - 10月1日：浅草雷門駅を浅草駅に改称。
- 1946年（昭和21年）9月11日：請地駅休止。
- 1949年（昭和24年）
  - 9月1日：粕壁駅を春日部駅に改称。
  - 10月1日：玉ノ井駅営業再開。
  - 10月20日：休止中の請地駅廃止。
- 1953年（昭和28年）4月1日：中千住駅（牛田駅 - 北千住駅間）を廃止して中千住信号所とする。
- 1955年（昭和30年）1月1日：鷲ノ宮駅を鷲宮駅に改称。
- 1956年（昭和31年）12月1日：越ヶ谷駅を越谷駅に、武州大沢駅を北越谷駅に改称。
- 1958年（昭和33年）10月22日：休止中の隅田公園駅廃止認可。
- 1960年（昭和35年）10月9日：特急「きぬ」・「けごん」・「おじか」で「デラックスロマンスカー」1720系電車運用開始。
- 1962年（昭和37年）
  - 3月23日：中千住信号所を廃止して千住分岐点とする。
  - 5月31日：北越谷駅から営団（現・東京メトロ）日比谷線人形町駅までの相互直通運転開始。
  - 12月1日：松原団地駅開業。
- 1963年（昭和38年）2月28日：営団日比谷線との相互直通運転区間を東銀座駅まで延長。
- 1964年（昭和39年）8月29日：営団日比谷線との相互直通運転区間を中目黒駅まで延長。
- 1966年（昭和41年）9月1日：北春日部駅開業。同時に営団日比谷線との相互直通運転区間を同駅まで延長し、日比谷線直通列車を6両編成化。
- 1967年（昭和42年）
  - 2月21日：曳舟駅 - 鐘ヶ淵駅間高架化[報道 2][13]。
  - 4月15日：せんげん台駅開業。
- 1968年（昭和43年）
  - 3月30日：五反野駅 - 梅島駅間高架化。
  - 4月1日：浅草駅 - 杉戸駅間にATS地上装置（地上子）を導入、使用開始[報道 3][14]（貨物列車は車上装置取り付け後の1969年8月15日から使用開始[14]）。
  - 9月1日：須影駅を南羽生駅に改称。
- 1969年（昭和44年）
  - 4月1日：杉戸駅 - 館林駅間にATS地上装置を導入、使用開始[15]。
  - 9月20日：急行「りょうもう号」で1800系電車運用開始。
- 1971年（昭和46年）5月31日：日比谷線直通列車を8両編成化。
- 1972年（昭和47年）
  - 7月11日：東武鉄道初の冷房車が運転開始[16]（8000系6両編成2本、同時に東上線にも1編成導入[16]）。
  - 12月18日：地上車の8両編成運転開始[16]。
- 1973年（昭和48年）
  - 4月10日：草加荷扱所廃止。
  - 7月24日：ダイヤ改正を実施。
- 1974年（昭和49年）
  - 7月2日：北千住駅 - 竹ノ塚駅間複々線化[報道 4]。この区間が関東私鉄初の複々線となる。
    - それに伴いダイヤ改正を実施し、普通・準急の曳舟行きが運行開始。下りは曳舟駅から業平橋駅まで回送の上で同駅貨物ホームで折り返し、引き続き北春日部駅まで回送運転。

  - 7月23日：新越谷駅開業。
- 1978年（昭和53年）4月1日：浅草駅 - 館林駅間で列車無線を使用開始[17]。
- 1979年（昭和54年）
  - 8月30日：竹ノ塚駅 - 谷塚駅間の一部区間高架化。
  - 10月1日：館林駅 - 伊勢崎間で列車無線を使用開始[17]。
  - 10月31日：太田駅 - 伊勢崎駅間を自動閉塞化。ダイヤ改正を実施。
- 1980年（昭和55年）
  - 7月23日：東武和泉駅 - 韮川駅間高架化[報道 5]。
  - 8月5日：ダイヤ改正を実施。
- 1981年（昭和56年）3月16日：杉戸駅を東武動物公園駅に改称。ダイヤ改正を実施し、営団日比谷線との相互直通運転区間を同駅まで延長[18]。
- 1986年（昭和61年）8月26日：ダイヤ改正を実施し、曳舟駅 - 東武動物公園駅間で朝ラッシュ時に上り準急列車の10両編成運転開始。下りはホーム未延伸の関係で回送の措置がとられる。
- 1987年（昭和62年）
  - 5月1日：千住線の千住分岐点 - 千住駅間廃止。
  - 7月21日：ダイヤ改正を実施。
  - 12月21日：玉ノ井駅を東向島駅に改称[19]。
- 1988年（昭和63年）
  - 8月9日：竹ノ塚駅 - 草加駅間複々線化[報道 1]。ダイヤ改正を以下の内容で実施。
    - 草加発着の普通を新設。
    - 日中の準急を毎時4本から毎時6本に増発[報道 1]。伊勢崎駅発着・太田駅発着・館林駅発着・東武宇都宮駅発着・新栃木駅発着・南栗橋駅発着をそれぞれ毎時1本設定。
    - 日中に毎時4本運転していた浅草駅発着の普通を毎時2本に減便。
    - 日中の日比谷線直通列車が毎時4本から毎時6本に増発。竹ノ塚駅発着が毎時2本、東武動物公園駅発着が毎時4本となる。

  - 11月21日：浅草う回乗車制度を導入。
  - 12月1日：草加駅 - 綾瀬川橋梁（新田駅 - 蒲生駅間）間を高架化[報道 6]。埼玉県草加市内の全踏切を除却。

### 平成
平成に入ると、それまで増加傾向にあった輸送人員がピークを迎えたが、ラッシュ時の北千住駅は乗換客により混雑を極め、依然として危険な状態が続いていた。そこで北千住駅での乗換客を減らすべく、1988年（昭和63年）に浅草う回乗車制度が、1990年（平成2年）に押上う回乗車制度が導入された。これにより、北千住駅を経由する定期券を所持していれば、浅草駅・業平橋駅を経由しても都心に行き来できるようになった。押上う回乗車制度が導入された時に行われたダイヤ改正に合わせて、業平橋駅に10両編成が入線できる地上ホームが新設された。
朝ラッシュ時の混雑率は190%程度で推移する状況が続き、さらなる輸送力の増加と北千住駅の抜本的改造が求められた。これが一段落したのが1997年（平成9年）であり、北千住駅の立体化と越谷駅までの複々線化が完工し、私鉄最長の複々線を持つ路線となった。複々線は2001年（平成13年）に北越谷駅まで延ばされ、その距離は18.9 kmに及ぶ。これらの事業は特定都市鉄道整備事業計画に認定されたもので、総事業費は840億円であった。複々線が完成した2001年のダイヤ改正では、朝ラッシュ時における竹ノ塚駅 - 北千住駅間の上り列車で毎時45本が運行されるようになった。この一路線の一時間あたりの運行本数は関東私鉄において最大であった。
また、2003年（平成15年）には押上駅を介して営団地下鉄半蔵門線（現・東京メトロ半蔵門線）・東急田園都市線との直通運転を開始し、10両編成の優等列車が初めて都心へ直通するようになった。この直通運転に際して押上駅 - 曳舟駅間が新規に建設されたが、正式には業平橋駅（現・とうきょうスカイツリー駅） - 曳舟駅間の複々線化として扱われており、押上駅は業平橋駅と同一駅扱いとしてみなされるようになった。この事業も特定都市鉄道整備事業計画に認定されたもので、総事業費は843億円であった。業平橋駅の地上ホームはこのダイヤ改正で廃止され、跡地に東京スカイツリータウンが建設された。
半蔵門線との直通開始により日中でも10両編成が運転されるようになったが、浅草駅発着の準急を基軸とした従来のダイヤを継承していたため、半蔵門線直通列車は少数に抑えられていた。しかし、2006年（平成18年）のダイヤ改正は種別名変更を伴うほどの大規模な白紙改正となり、半蔵門線直通列車の急行を基軸としたダイヤに刷新した。一方で日中は久喜駅と太田駅で一般列車の運用が分断され、特に太田駅 - 伊勢崎駅間で運用される普通列車は全列車がワンマン運転となり、3両編成に減車された。特急列車は従来のダイヤを継承したが、1日1往復の特急「りょうもう」を除いて浅草駅 - 伊勢崎駅間の直通列車は廃止された。
2013年（平成25年）のダイヤ改正で、東急東横線が東京メトロ副都心線と直通運転を開始したことに伴い、東横線と日比谷線の直通運転が終了となり、日比谷線の車両運用に余裕が生じたため、日比谷線との相互直通区間が日光線南栗橋駅まで延長された。朝ラッシュ時の混雑率も140%程度まで緩和したため、このダイヤ改正で上り区間急行列車の増解結運用が廃止された。また太田駅 - 伊勢崎駅間で運用されるワンマン列車のうち、一部が館林駅まで直通するようになった。
- 1990年（平成2年）
  - 6月1日：特急「きぬ」・「けごん」で「スペーシア」100系電車が運用開始。
  - 9月25日：業平橋駅地上ホーム運用開始。押上う回乗車制度を導入。ダイヤ改正を以下の内容で実施。
    - 曳舟駅発着の全列車を業平橋駅発着に延長。
    - 朝ラッシュ時運転の上り準急列車の10両編成運転区間を業平橋駅 - 曳舟駅間と東武動物公園駅 - 館林駅間で拡大。下りは回送の措置が継続される。
- 1991年（平成3年）
  - 浅草駅に当路線内で初めて発車メロディが導入。曲名は『Passenger』。
  - 2月1日：急行「りょうもう」で200系電車が運用開始。
  - 12月9日：ダイヤ改正を以下の内容で実施。
    - 平日ダイヤの北春日部駅 - 南栗橋駅間の下り終電を最大約15分繰り下げて、北千住駅23:52発とする。種別を準急に変更。
    - 平日ダイヤの北越谷駅 - 北春日部駅間の下り終電を最大約37分繰り下げて、北千住駅0:38発とする。
    - 平日ダイヤの竹ノ塚駅 - 北越谷駅間の下り終電を約19分繰り下げて、北千住駅0:40発とする。
    - 平日ダイヤに浅草駅0:23発、北春日部駅行きの準急を新設。始発駅を0時台に出発する優等列車はこれが初めての設定となる。
- 1992年（平成4年）9月21日：羽生駅 - 川俣駅間複線化[報道 9]。これにより浅草駅 - 館林駅間が全て複線化[報道 9]。ダイヤ改正により、羽生駅発着の全列車を館林駅発着に延長[報道 9]。
- 1993年（平成5年）
  - 3月31日：特急・急行以外の列車は終日禁煙となる[20]。
  - 10月8日：綾瀬川 - 元荒川間（越谷駅 - 北越谷駅間の橋梁）の下り線高架化[報道 10]。
- 1994年（平成6年）
  - 8月2日：ダイヤ改正により、土曜日の8両・10両編成を6両編成に短縮（当時、土曜日は平日ダイヤで運行）。下り準急列車の8両編成運転開始。
  - 11月2日：綾瀬川 - 元荒川間（越谷駅 - 北越谷駅間の橋梁）の上り線が高架化[報道 11][21]。
- 1995年（平成7年）2月16日：ダイヤ改正を実施。日中に設定されていた東武宇都宮駅発着の準急を南栗橋駅発着に短縮。
- 1996年（平成8年）7月23日：北千住駅の日比谷線ホームが高架化。ダイヤ改正を実施。
- 1997年（平成9年）
  - 3月25日：草加駅 - 越谷駅間複々線化[広報 2][22]。北千住駅が4面7線に立体化される[広報 2]。白紙ダイヤ改正を以下の内容で実施[広報 2]。
    - 準急が新越谷駅に停車[広報 2]。
    - 区間準急を新設[広報 2]。
    - 日中の浅草駅発着の普通を廃止。
    - 北千住駅の上り方（地上ホーム）に引き上げ線を新設し、一部の業平橋発着列車を北千住発着に変更。
    - 草加駅発着の普通が廃止され、越谷駅発着に変更。同時に北越谷駅発着を早朝・深夜をのぞき越谷駅発着に変更。
    - 日中の日比谷線直通列車が毎時8本に増発。越谷駅発着が毎時4本、東武動物公園駅発着が毎時4本となる。
    - 北春日部駅 - 大袋駅間の上り初電を約7分繰り上げて、北春日部駅5:00発とする。
    - 北越谷駅 - 谷塚駅間の上り初電を約8分繰り上げて、北越谷駅5:06発とする。
    - 北春日部駅行きの下り終電の種別を準急から区間準急に変更[広報 2]。大袋駅、武里駅、一ノ割駅の下り終電が最大約16分繰り下げ。
    - 業平橋駅 - 館林駅間で下り準急列車と区間準急列車の10両編成運転開始。同時に夕ラッシュ時の運転開始。
    - 土曜日を平日ダイヤから日曜日・休日ダイヤへ変更[広報 2]。

  - 3月31日：浅草う回乗車制度・押上う回乗車制度を廃止。
- 1999年（平成11年）3月16日：ダイヤ改正を実施[広報 3]。りょうもう号の最高速度が110 km/hに向上し、種別を特急に変更[広報 3]。
- 2001年（平成13年）3月28日：越谷駅 - 北越谷駅間高架複々線化[報道 8][広報 4]。ダイヤ改正を以下の内容で実施。
  - 越谷駅発着の普通が廃止され、北越谷駅発着に変更[報道 8]。
  - 10両編成の運転を日中時間帯や土休日に拡大。
  - 土休日ダイヤに浅草駅23:37発、南栗橋駅行きの準急を新設。北春日部駅 - 南栗橋駅間の下り終電を最大約15分繰り下げる。
- 2003年（平成15年）3月19日：押上駅 - 曳舟駅間開業（正式な扱いは業平橋駅 - 曳舟駅間の複々線化完成）[広報 5]。ダイヤ改正を以下の内容で実施。
  - 日光線南栗橋駅から営団（現・東京メトロ）半蔵門線・東急田園都市線中央林間駅までの相互直通運転開始。
  - 通勤準急を新設。平日朝ラッシュ時の上り列車に4本、平日夕ラッシュ時の下り列車に19本設定される。
  - 区間準急は曳舟駅 - 北千住駅間が通過となり、半蔵門線直通の種別に変更される。ただし平日ダイヤに設定されていた浅草駅0:23発の下り列車に限り、曳舟駅 - 北千住駅間を各駅に停車する。
  - 日中の伊勢崎駅発着に設定していた準急Aが廃止。これにより、一般列車が東武動物公園駅以北各駅停車に統一。
  - 日中の日比谷線直通列車が毎時6本に減便。北越谷駅発着が毎時3本、東武動物公園駅発着が毎時3本となる。
  - 日中の準急と各駅停車が緩急接続する駅を草加駅とせんげん台駅に統一。
  - 朝ラッシュ時に10両編成で運転される準急浅草駅行きの後部4両を切り離す駅を曳舟駅から北千住駅に変更。
  - 業平橋駅発着列車が廃止。
  - 5000系が館林駅以南から撤退、浅草駅 - 館林駅間での通勤型車両による列車の最高速度が従来の95 km/hから100 km/hに向上。
- 2005年（平成17年）5月9日：女性専用車両を館林駅 - 押上駅間で導入。
- 2006年（平成18年）3月18日：9年ぶりの白紙ダイヤ改正を以下の内容で実施[広報 6]。運転系統や種別体系が大きく変化した。
  - 東京メトロ半蔵門線・東急田園都市線との相互直通運転区間を久喜駅まで延長[広報 6]。
  - 種別名を変更。浅草駅発着は、有料の急行が特急に、準急が区間急行になる。半蔵門線直通は、通勤準急が急行に、区間準急が準急になる[広報 6]。
  - 全ての区間準急が浅草駅 - 北千住駅間の各駅に停車するようになり、浅草駅発着の種別に変更される[広報 6]。
  - 区間快速を新設。日中の快速が区間快速に格下げ[広報 6]。
  - 北千住駅の下り方（地上ホーム）に引き上げ線を新設し、浅草駅 - 北千住駅間の普通列車運転開始。
  - 日中の半蔵門線直通列車が毎時3本から毎時6本に増発[広報 6]。久喜駅発着が毎時3本、南栗橋駅発着が毎時3本となる[広報 6]。
  - 日中の浅草駅発着の普通が復活。
  - 日中の浅草駅発着の普通・区間準急が全て曳舟駅で半蔵門線直通急行・準急と接続するようになる。
  - 日中の久喜駅での系統分割ダイヤを開始。一般列車で同駅をまたぐ際には対面乗り換えとなる[広報 6]。
  - 夕ラッシュ時の半蔵門線直通列車が毎時4本から毎時6本に増発[広報 6]。種別を急行に統一[広報 6]。
  - 太田駅 - 伊勢崎駅間の普通列車でワンマン運転を開始し、3両編成に短縮。これに伴い、1日1往復の特急「りょうもう」を除いて浅草駅 - 伊勢崎駅間直通列車が消滅。
  - 館林駅 - 伊勢崎駅間において5000系完全撤退、全線での通勤車最高速度100 km/h化。
  - 東武動物公園駅 - 館林駅間の下り終電を約32分繰り下げて、浅草駅23:02発とする[広報 6]。
- 2009年（平成21年）6月6日：ダイヤ改正を以下の内容で実施[広報 7]。
  - 土休日ダイヤの押上駅 - 曳舟駅間の下り終電を約20分繰り下げて、押上駅0:12発とする。
  - 土休日ダイヤの北越谷駅 - 北春日部駅間の下り終電を約10分繰り下げて、浅草駅23:57発とする。
  - 一般列車の4両編成運用が廃止。
- 2010年（平成22年）
  - 1月 8000型通勤型車両が太田駅以南のツーマン運転列車[注 4]から撤退[注 5]。
  - 3月17日：西新井駅に当路線内の中間駅で初めて発車メロディを導入。
- 2011年（平成23年）
  - 3月11日：東北地方太平洋沖地震（東日本大震災）発生。東京メトロ日比谷線・東京メトロ半蔵門線・東急田園都市線・野岩鉄道会津鬼怒川線・会津鉄道会津線との相互直通運転および特急列車を含む全列車が運休。
  - 3月12日：8時57分頃に北千住駅 - 東武動物公園駅間で、11時15分頃に全線で運転再開。
  - 3月14日：東北地方太平洋沖地震による発電所の停止に伴う電力供給逼迫のため、東京電力が輪番停電（計画停電）を実施。これに伴い、この日から曳舟駅 - 押上駅間で運休し、東京メトロ日比谷線・東京メトロ半蔵門線・東急田園都市線・野岩鉄道会津鬼怒川線・会津鉄道会津線との相互直通運転および特急の運転が休止。
  - 3月20日：野岩鉄道会津鬼怒川線・会津鉄道会津線との相互直通運転が再開。
  - 3月22日：特急スペーシア「きぬ」の運転が再開。
  - 3月28日：東京メトロ日比谷線との相互直通運転が再開。
  - 4月2日：曳舟駅 - 押上駅間で運転再開し、東京メトロ半蔵門線・東急田園都市線との相互直通運転が再開される。特急「りょうもう」の運転が再開される。
  - 4月11日：東北地方太平洋沖地震の余震とみられる巨大地震が発生したため、曳舟駅 - 押上駅間で運休し、東京メトロ半蔵門線・東急田園都市線・野岩鉄道会津鬼怒川線・会津鉄道会津線との相互直通運転および特急の運転を休止。
- 2012年（平成24年）
  - 3月17日：業平橋駅をとうきょうスカイツリー駅に改称。同時に、浅草駅・押上駅 - 東武動物公園駅間に「東武スカイツリーライン」の路線愛称を付け、伊勢崎線を含む全路線全駅に駅ナンバリングを導入[広報 1]。ダイヤ改正を実施し、一部の特急がとうきょうスカイツリー駅に停車するようになる。
  - 5月22日：押上駅に「スカイツリー前」の副駅名を導入[広報 8]。
- 2013年（平成25年）
  - 3月16日：ダイヤ改正を以下の内容で実施[広報 9]。
    - 快速・区間快速がとうきょうスカイツリー駅に停車。
    - 東京メトロ日比谷線との相互直通運転区間が日光線南栗橋駅まで延長。
    - 館林駅 - 太田駅間の一部列車でワンマン運転を開始。
    - 朝ラッシュ時の区間急行を8両編成に短縮。これに伴い、館林駅・北千住駅での増解結作業と久喜駅 - 館林駅間の10両編成運用廃止。
    - 日中の半蔵門線直通列車の行先を変更。久喜駅発着が毎時4本、南栗橋駅発着が毎時2本となる。
    - 日中の日比谷線直通列車の運転区間を延長。東武動物公園駅発着が毎時4本、南栗橋駅発着が毎時2本となる。
    - 日中の浅草駅 - 久喜駅間の区間準急を浅草駅 - 竹ノ塚駅間の普通に格下げ。
    - 夕ラッシュ時の日光線方面の区間急行を浅草駅 - 東武動物公園駅間の区間準急に格下げ。
    - 土休日ダイヤの浅草駅 - 北千住駅間の下り終電を約14分繰り上げて、浅草駅0:09発とする。

  - 3月26日：浅草駅 - 館林駅間の全駅に発車メロディを導入。
  - 10月19日：新伊勢崎駅 - 伊勢崎駅間高架化。
- 2015年（平成27年）7月24日：足利市駅で列車接近メロディを導入。曲は森高千里の『渡良瀬橋』。
- 2016年（平成28年）5月29日：竹ノ塚駅付近の下り急行線が高架化[23]。
- 2017年（平成29年）
  - 4月1日：松原団地駅を獨協大学前駅に改称し、副駅名「草加松原」を付与[24]。
  - 4月21日：ダイヤ改正を以下の内容で実施[広報 10][広報 11]。
    - 特急「リバティきぬ」・「リバティけごん」・「リバティ会津」・「リバティりょうもう」で「リバティ」500系電車が運用開始。
    - 特急「スカイツリーライナー」・「アーバンパークライナー」を新設。
    - 全ての特急がとうきょうスカイツリー駅に停車。
    - 快速と区間快速、ならびに1往復のみ設定されていた新栃木駅発着の区間急行（後述参照）を廃止。これに伴い6050系の浅草駅乗り入れが終了するとともに、東武スカイツリーライン（浅草駅 - 東武動物公園駅間）から日光線南栗橋駅以北へ乗り入れる特別料金不要の定期列車が全廃となる。
    - 東武動物公園駅 - 久喜駅間の下り終電を約17分繰り下げて、東武動物公園駅0:09発とする。

### 令和
令和に入ると、快適通勤と利便性向上を図るために関東の大手私鉄では座席指定列車が増加した。当路線で従来から運転されている特急列車はすべて浅草駅発着であり、都心部からは乗り換えを必要としていた。一方で、日比谷線直通列車は当初から普通列車のみの運転であったため、速達性に難点があった。東武鉄道の一般列車は20 m車体が標準であるが、日比谷線直通列車は18 m車体であったために扉位置が合わず、ホームドアの整備にも支障をきたしていた。
これらの弱点を補うために、2020年（令和2年）のダイヤ改正で日比谷線直通列車として初めての優等列車である「THライナー」を導入した。折しも新型コロナウイルス感染症の世界的流行により、鉄道の移動需要が全国的に低下している時期での運行開始となった。このダイヤ改正を前に18 m級3ドア車のメトロ03系・東武20000系が運用から離脱したため、一般列車はすべて20 m級4ドア車に統一され、北越谷駅を皮切りにホームドアが整備されている。
都内区間では高架化事業が進み、西新井駅 - 竹ノ塚駅間の複々線区間に残された2箇所の踏切は2022年（令和4年）に除却された。
- 2020年（令和2年）
  - 3月28日：日比谷線の20m級車両への統一に伴うホームドア設置対策として、北千住駅 - 北越谷駅間の緩行線に定位置停止装置（TASC）が導入される。
  - 6月6日：ダイヤ改正を以下の内容で実施[広報 12][広報 13][広報 14]。
    - 日比谷線との直通列車に座席指定列車「THライナー」を新設。
    - 一部の特急が曳舟駅に停車。
    - 浅草駅を発着する普通を北千住駅発着に短縮。これに伴い、浅草駅を発着する日中の一般列車はすべて北千住行きとなる。
    - 館林駅 - 伊勢崎駅間において、特急列車を除く全列車でワンマン運転を開始。これに伴い、特急列車を除いて浅草駅 - 太田駅間直通列車が消滅。
    - 北千住駅 - 東武動物公園駅間の普通を一部を除いて日比谷線直通列車とする。
    - 朝ラッシュ時の東武動物公園駅 - 館林駅間において、東武動物公園駅7:43発の下り列車を1本増発。
    - 平日ダイヤの東武動物公園駅 - 北春日部駅間の上り終電を約8分繰り下げ、東武動物公園駅23:37発とする。
    - 土休日ダイヤの北越谷駅 - 竹ノ塚駅間で上り始発を約3分繰り上げ、北越谷駅5:01発とする。
    - 土休日ダイヤの竹ノ塚駅 - 北越谷駅間の下り終電を約3分繰り下げ、北千住駅0:29発とする。
    - 土休日ダイヤの北千住行き上り終電の種別を区間準急に格上げ。
    - 特急「スカイツリーライナー」の下り列車が廃止。

  - 6月7日：北越谷駅1番線でホームドアの稼働を開始。
  - 9月26日：竹ノ塚駅付近の上り急行線が高架化[25]。
- 2021年（令和3年）
  - 1月20日：新型コロナウイルス感染症の拡大に伴う緊急事態宣言の発出および国・関係自治体からの要請に伴い、以下の列車を運休[広報 15]。
    - 上り：北千住駅0時19分発の列車を運休。終電が北千住駅 - 浅草駅間で12分程度（土休日ダイヤは16分程度）繰り上げ。
    - 下り：浅草駅0時23分発の列車を運休。平日ダイヤの終電は浅草駅 - 北千住駅間で14分程度、北千住駅 - 北越谷駅間で3分程度、北越谷駅 - 北春日部駅間で9分程度繰り上げ。

  - 3月13日：ダイヤ改正を以下の内容で実施[広報 16]。
    - 平日ダイヤの浅草駅 - 北千住駅間の下り終電を約14分繰り上げ、浅草駅0:09発とする。
    - 平日ダイヤの押上駅 - 曳舟駅間の下り終電を約9分繰り上げ、押上駅0:13発とする。
    - 北千住駅 - 竹ノ塚駅間の下り終電を約6分（土休日ダイヤは約5分）繰り上げ、北千住駅0:34発とする。
    - 竹ノ塚駅 - 北越谷駅間の下り終電を約6分（土休日ダイヤは約4分）繰り上げ、北千住駅0:34発（土休日ダイヤは0:25発）とする。
    - 平日ダイヤの北春日部行き下り終電の種別を普通に格下げ。北越谷駅 - 北春日部駅間の下り終電の種別を約11分繰り上げ、北越谷駅0:51発とする。
    - 北千住駅 - 浅草駅間の上り終電を約12分（土休日ダイヤは約16分）繰り上げ、北千住駅0:07発（土休日ダイヤは0:03発）とする。
    - 土休日ダイヤの久喜駅 - 東武動物公園駅間において、久喜駅9:59発の上り列車を1本増発。
- 2022年（令和4年）
  - 3月12日：ダイヤ改正を以下の内容で実施[広報 17]。
    - 平日朝ラッシュ時の区間急行が毎時2本程度、普通が毎時1本程度減便。これに伴い、北千住駅発着の区間急行が消滅。
    - 日中の半蔵門線直通列車の行先を変更。久喜駅発着が毎時3本、南栗橋駅発着が毎時3本となる。
    - 日中の日比谷線直通列車の運転区間を短縮。北春日部駅発着が毎時2本、東武動物公園駅発着が毎時4本となる。
    - 平日夕ラッシュ時の区間急行を一部を除いて区間準急に格下げ。区間急行が毎時1本、区間準急が毎時5本となる。
    - 深夜帯の急行を一部を除いて準急に格下げ。
    - 平日ダイヤの北千住駅 - 浅草駅間の上り終電を約4分繰り上げ、北千住駅0:03発とする。
    - 平日ダイヤの竹ノ塚駅 - 北越谷駅間の下り終電を約8分繰り上げ、北千住駅0:26発とする。
    - 平日ダイヤの北越谷駅 - 北春日部駅間の下り終電を約7分繰り上げ、北越谷駅0:44発とする。
    - 平日ダイヤの東武動物公園駅 - 北越谷駅間の上り終電を約8分繰り上げ、東武動物公園駅23:29発とする。
    - 土休日ダイヤの東武動物公園駅 - 久喜駅の下り終電を約14分繰り上げ、東武動物公園駅23:55発とする。
    - 特急「スカイツリーライナー」の下り列車が復活。

  - 3月20日：竹ノ塚駅付近の緩行線が高架化[広報 18]。これにより、北千住駅 - 北越谷駅間の複々線区間で踏切を除却。
  - 11月27日：とうきょうスカイツリー駅 - 曳舟駅間の上り線を高架に切り替え[広報 19]。
- 2024年（令和6年）3月16日：ダイヤ改正を以下の内容で実施。
  - 竹ノ塚駅発着の日比谷線直通列車の一部を草加駅発着に延長。
  - 特急「アーバンパークライナー」を休止し、代替として特急「スカイツリーライナー」を設定。
- 2025年（令和7年）3月2日：とうきょうスカイツリー駅 - 曳舟駅間の下り線を高架に切り替え[26]。

## 沿線概況
大手私鉄の路線で最も長い114.5 kmの路線距離を有しており、区間によって沿線状況は大きく異なる。次点の近鉄大阪線（108.9 km）が全線複線であるのとは対照的に、伊勢崎線は複々線区間から単線区間まで存在し、区間によって輸送密度が大きく異なる。東京都の浅草駅から群馬県の伊勢崎駅までの全区間が関東平野であり、中でも羽生以南は関東平野のほぼ中央を南北に縦貫することから加須低地・中川低地（中川低地の河畔砂丘群も参照）・東京低地で、駅間で利根川や荒川と始めとする多くの一級河川を渡る。トンネル区間は東京メトロ半蔵門線と直通する押上駅から曳舟駅までの一区間のみである。

### 浅草 - 北千住
東京の下町にある区間で、浅草寺・東京スカイツリーを始めとする有名観光地を通る。戦前の密集市街地が残されており、全体的にカーブが多い区間である。
浅草駅は頭端式ホーム3面4線を有するターミナル駅であり、江戸通りと馬道通りに挟まれた位置にある。関東では初めての百貨店併設のターミナルビルとして開業し、第1回関東の駅百選に選定された。駅舎は隅田川とほぼ平行しているが、ホーム先端で制限速度15 km/hの急カーブにかかり、隅田川橋梁を渡る立地の制約により、入線可能な列車は1番線のみ8両編成、その他は6両編成までに限定される。2020年に隅田川橋梁沿いには「すみだリバーウォーク」という名称の遊歩道が整備され、線路横の遊歩道を歩いて隅田川を渡れるようになった。またそれと同時に線路高架下に「東京ミズマチ」と呼ばれる商業施設が開業し、レストランやカフェ・雑貨店・ホテルなどが利用できる。隅田川の左岸側で隅田公園の南側を通り、北十間川と並行して東に進むととうきょうスカイツリー駅であり、改称前の駅名だった業平橋は駅の南西側に位置する。駅南側にあった貨物ヤードは土地区画整理事業によって東京スカイツリータウンとなった。押上駅の北側で進路を北東に変えると京成押上線と並走し、さらに進路を北に変えると東京メトロ半蔵門線押上駅に直通する支線と東武亀戸線がそれぞれ合流し、曳舟駅となる。
明治通りと水戸街道を高架で立体交差すると東向島駅で、高架下に東武博物館がある。改称前の駅名だった玉ノ井は駅の北東側に位置していた。高架を降りながら進路を北東に変えると相対式ホームの内側に通過線を有する鐘ヶ淵駅であるが、駅構内で進路を北東から北西に変えるため、通過列車でも45 km/hの速度制限を受ける。荒川の右岸側に並行する直線区間を進み、首都高速6号向島線を地上で立体交差すると堀切駅で、駅の西側に東京未来大学が隣接する。ホーム全体が曲線上にあり見通しが悪い。進路を西に変える途中で川の手通りと京成本線の高架を斜めに立体交差すると牛田駅であり、道路を挟んで南側に位置する京成関屋駅と接続する。駅西側で墨堤通りとわずかに並走し、留置線を挟む形で上下線が離れる。進路を北に変えて大踏切通りを渡ると、常磐線・東京メトロ日比谷線・つくばエクスプレスと並走して東京都足立区最大のターミナル駅である北千住駅に至る。伊勢崎線および本線系統の駅では最も乗降人員が多い駅であり、朝ラッシュ時の最混雑区間も同駅までの上り線となっている。押上・浅草方面の列車は2面4線の地上ホームに（1階）、東京メトロ日比谷線に直通する列車は2面3線の高架ホーム（3階）に発着する。

### 北千住 - 久喜
東武鉄道の路線で最初に開業した区間であり、日光街道と並行して敷設された。日比谷線と半蔵門線の2路線が相互直通運転する区間であり、東京近郊のベッドタウンとして宅地開発が進められている。北千住駅から北越谷駅までの18.9 kmは私鉄最長の複々線区間であり、緩急分離による高密度運転と優等列車の高速運転を実現している。
北千住駅の北側で進路を北東に変え、高架ホームからの線路が緩行線に合流する。複々線区間は外側が急行線、内側が緩行線であり、優等列車が停車しない駅は緩行線のみホームが設けられている。荒川放水路橋梁を渡ると首都高速中央環状線と交差し、小菅駅。東側に東京拘置所が近接する。進路を北西に変える途中で常磐線・東京メトロ千代田線・つくばエクスプレスの線路を交差し、直線区間に入ると五反野駅。直線区間のまま日光街道を立体交差すると梅島駅で、上下線のホームが縦に直列する形で設けられている。梅島駅の下り方に緩行線と急行線を連絡する渡り線が設けられており、THライナーはこの先の区間で急行線を走行する。下り急行線から大師線への連絡線が分岐し、地上に降りると西新井駅。伊勢崎線の都内区間では数少ない橋上駅であり、駅構内に大師線大師前駅の改札を有する。駅の北側で環七通りと地上で立体交差すると進路を北に変える。千住検車区竹ノ塚分室を通り過ぎると下り線が高架になり、竹ノ塚分室への車庫線が上り緩行線と並走する。エミエルタワー竹の塚の東側で上り線と車庫線が高架になり、竹ノ塚駅である。同駅は日暮里・舎人ライナーの開業前は特別区で最も北に位置する駅だった。
直線区間を進んで毛長川を渡ると埼玉県に入り、進路を北東に変えて草加バイパスを地上で立体交差する。上下線とも高架区間になると谷塚駅であり、駅構内で進路を北に変える。直線区間を進むと草加駅で、急行線に通過線が設けられている。多数のバス路線が乗り入れており、他路線と接続しない伊勢崎線の単独駅では最も乗降人員が多い駅である。伝右川を渡ると獨協大学前駅で、駅名の由来となった獨協大学は駅の南西側に、副駅名である草加松原は駅の東側に位置する。改称前の駅名だった松原団地は駅の西側に広がっていたが、老朽化に伴い建替事業が行われている。東京外環自動車道と立体交差すると新田駅、綾瀬川を渡ると蒲生駅である。高架が高くなると新越谷駅で、北側で武蔵野線の高架を越える関係でホームは駅ビルの4階にある。東口のロータリーで南越谷駅と接続し、伊勢崎線の駅では北千住駅に次いで乗降人員が多い駅である。高架が低くなると越谷駅で、草加駅と同様で急行線に通過線が設けられている。元荒川を渡ると北越谷駅である。同駅から先は再び複線区間となる。
北越谷駅の留置線を通り過ぎると高架を降りて、草加バイパスを地上で立体交差すると大袋駅。直線区間を進むと待避線を有するせんげん台駅で、終日にわたり急行列車との緩急接続が行われる。新方川を渡ると西側にある武里団地を通り過ぎ、武里駅。一ノ割駅の先まで直線区間が続き、野田線を地上で立体交差すると進路を北西に変えて春日部駅に至る。春日部駅は東武鉄道の基幹路線が交わる3面6線のターミナル駅で、改札口が東口と西口に分かれており市街地が分断されているが、駅を含む前後の区間で連続立体交差事業が行われている。再度進路を北に変え、岩槻春日部バイパスと立体交差すると北春日部駅であり、待避線を有する。直線区間となり、東側にある南栗橋車両管区春日部支所を通り過ぎると姫宮駅。姫宮落川を渡り、進路を北西に変えると東武動物公園駅である。東武スカイツリーラインの愛称区間はこの駅までであり、駅名の由来となった東武動物公園は駅の南西側に位置する。駅の所在地は宮代町であり、改称前の駅名だった杉戸は大落古利根川の対岸にある杉戸町にちなむ。
日光線と分岐した後は住宅街が駅間で途切れ、車窓からは田園地帯が広がる。大落古利根川と並走して直線区間を進むと和戸駅。首都圏中央連絡自動車道を地上で立体交差し、進路を北に変えると東北新幹線と立体交差し、宇都宮線と並走して久喜駅に至る。半蔵門線直通列車が乗り入れる終着駅であり、日中の運行系統も特急列車を除いて久喜駅を境に分断されている。

### 久喜 - 館林
郊外に進むにつれてモータリゼーションの進展が著しくなる区間であるが、並行する東武日光線と比較すると各駅の乗降人員が多い。
久喜駅の北側で進路を北西に変え、直線区間を進むと鷲宮駅。らき☆すたの聖地巡礼により初詣の参拝者数が大幅に増加した鷲宮神社は駅の北側に位置する。青毛堀川と並行して田園地帯を抜け、東北自動車道を地上で立体交差すると花崎駅。埼玉県の県営公園の一つである加須はなさき公園は駅の南側に位置する。市街地を直線区間で進むと加須駅。進路を北西に変えて、加須羽生バイパスを地上で立体交差すると南羽生駅であり、この区間の駅間距離は伊勢崎線で最長である。進路を北に変えると羽生駅で、秩父鉄道秩父本線の乗換駅である。
羽生駅の北側で利根川を渡るが、利根川橋梁は単線のトラス橋が並列しており、上り線の橋梁は複線化の時に建設された。利根川の左岸側から群馬県に入るが、その先にある川俣駅は、利根川橋梁の架橋前は利根川の右岸側（埼玉県）に位置していた。直線区間を進むと茂林寺前駅で、駅の東側に分福茶釜の舞台となった茂林寺と花園の東武トレジャーガーデンがある。東毛広域幹線道路を地上で立体交差して南栗橋車両管区館林支所を通り過ぎると館林駅。切欠きホームを有する2面5線のターミナル駅で、佐野線と小泉線の乗換駅である。東口の旧駅舎は洒落た模様の窓がある洋館風の駅舎であり、第2回関東の駅百選に選定された。7両編成以上の列車が乗り入れられるのも館林駅までであり、2013年までは朝ラッシュ時の区間急行で当駅から10両編成に増結し、北千住駅で6両編成に解結する運用が存在した。

### 館林 - 伊勢崎
群馬県東部の館林市から南部県央寄りの伊勢崎市までは平野部をおおむね東西に貫通するが、途中では北側の栃木県足利市に迂回して立ち寄る屈曲したルートをとる。単線区間であり、合理化の一環として乗降人員が少ない一部の駅は無人駅となっている。また、すべての普通列車が3両編成のワンマン運転であり、ローカル線の風情が強くなる。
館林駅の北側で進路を北東に変えると小泉線が西側に、佐野線が東側に分岐する。国道122号と並行し、多々良駅。矢場川を渡ると栃木県に入り、田園地帯に入る。県駅の周辺は数件の民家を除き田園風景が広がるが、南側に産業団地が造成されている。進路を北に変えると民謡の『八木節』ゆかりの地である八木宿をルーツとする市街地に入り、福居駅。足利バイパスを地上で立体交差すると東武和泉駅で、伊勢崎線の駅では唯一の単式ホームである。渡良瀬川と並走しながら高架区間に入り、進路を北西に変えると足利市駅である。接近メロディとして使用されている『渡良瀬橋』は、西側に実在する同名の橋で見る夕日をモデルに作詞された。進路を南西に変えると野州山辺駅の先で高架を降りる。矢場川を渡り、足利バイパスを地上で立体交差すると再度群馬県に入り、韮川駅の先で国道122号を地上で立体交差する。SUBARU群馬製作所本工場の東側で高架区間となり、進路を西に変えると小泉線と並走し、太田駅に至る。3面6線のターミナル駅であり、伊勢崎線と桐生線に直通するりょうもう号が到着するホームは北側の2面4線である。高架化当初は太田駅 - 伊勢崎駅間のみ特急列車を除いてワンマン運転を行っており、運行系統も太田駅を境に分断されていた。
太田駅の西側で桐生線と分かれ、進路を南西に変える。高架を降りると関東学園大学を通り過ぎて、細谷駅。西部工業団地を通り過ぎると木崎駅で、駅の北側にサッポロビール群馬工場が隣接する。東毛広域幹線道路を地上で立体交差すると田園風景が広がり、そのまま上武道路を地上で立体交差すると世良田駅である。駅北側に尾島工業団地が広がるが、伊勢崎線で最も乗降人員が少ない駅である。早川を渡ると市街地に入り、境町駅。進路を北西に変えて、再度東毛広域幹線道路を地上で立体交差し、粕川を渡ると剛志駅である。広瀬川と粕川に挟まれた市街地に入り、群馬県道293号香林羽黒線を高架で立体交差するが、すぐに地上区間になる。国道462号を地上で立体交差すると再度高架区間となり、進路を北に変えると新伊勢崎駅。伊勢崎市の中心市街地が西側に広がり、伊勢崎市役所の最寄り駅である。その中心市街地を囲うような線形で進路を西に変えると両毛線と並走し、終点の伊勢崎駅に至る。
館林駅 - 太田駅間においては、1994年10月に沿線自治体が「東武鉄道複線化促進期成同盟会」を結成し、毎年複線化の要望を行ってきた。2006年9月に東武鉄道は『上毛新聞』の取材に対して、10年間で3割近く利用者が減少しており、複線化は実現の見通しがないことを明らかにした。また、同区間では小泉線経由のほうが距離が短いが（伊勢崎線経由は20.1 km、小泉線経由の実キロは16.2 km）、両駅間を結ぶ直通列車の運行は伊勢崎線経由に限られ、小泉線館林駅 - 東小泉駅 - 太田駅間の営業キロ数も伊勢崎線に合わせる形で割増されている。一方、所要時間は、同区間までの前後の列車および東小泉駅での乗り換え時間によって、小泉線経由のほうが早い場合もあれば、伊勢崎線経由のほうが早い場合もある。

## 運行概況
当線で運行される列車および運行本数は、以下のとおり。

### 運行本数
日中1時間あたりの運行本数は、以下のとおり（2022年3月12日時点）。
| 運行範囲 | 特急 | 1-2本     | 1-2本     | 1-2本   | 1-2本   | 1-2本   | 1-2本 | 1-2本 | 1-2本 | 1-2本 | 1-2本 | 1-2本 | 1-2本 | →東武日光・鬼怒川温泉・会津田島 | →東武日光・鬼怒川温泉・会津田島 | →東武日光・鬼怒川温泉・会津田島 | →東武日光・鬼怒川温泉・会津田島 | →東武日光・鬼怒川温泉・会津田島 | →東武日光・鬼怒川温泉・会津田島 | →東武日光・鬼怒川温泉・会津田島 | →東武日光・鬼怒川温泉・会津田島 | →東武日光・鬼怒川温泉・会津田島 | →東武日光・鬼怒川温泉・会津田島 | →東武日光・鬼怒川温泉・会津田島 | →東武日光・鬼怒川温泉・会津田島 |
| 運行範囲 | 特急 | 0-1本     |           |         |         |         |       |       |       |       |       |       |       |                                 |                                 |                                 |                                 |                                 |                                 |                                 |                                 |                                 |                                 |                                 |                                 |
| 運行範囲 | 特急 | 1本       | 1本       | 1本     | 1本     | 1本     | 1本   | 1本   | 1本   | 1本   | 1本   | 1本   | 1本   | 1本                             | 1本                             | 1本                             | 1本                             | 1本                             | 1本                             | 1本                             | 1本                             | 1本                             | →赤城                           | →赤城                           | →赤城                           |
| 運行範囲 | 急行 | 中央林間← | 中央林間← | 3本     | 3本     | 3本     | 3本   | 3本   | 3本   | 3本   | 3本   | 3本   | 3本   | 3本                             | 3本                             | 3本                             |                                 |                                 |                                 |                                 |                                 |                                 |                                 |                                 |                                 |
| 運行範囲 | 急行 | 中央林間← | 中央林間← | 3本     | 3本     | 3本     | 3本   | 3本   | 3本   | 3本   | 3本   | 3本   | 3本   | →南栗橋                         | →南栗橋                         | →南栗橋                         | →南栗橋                         | →南栗橋                         | →南栗橋                         | →南栗橋                         | →南栗橋                         | →南栗橋                         | →南栗橋                         | →南栗橋                         | →南栗橋                         |
| 運行範囲 | 普通 | 6本       | 6本       | 6本     | 6本     | 6本     | 6本   |       |       |       |       |       |       |                                 |                                 |                                 |                                 |                                 |                                 |                                 |                                 |                                 |                                 |                                 |                                 |
| 運行範囲 | 普通 | 中目黒←   | 中目黒←   | 中目黒← | 中目黒← | 中目黒← | 4本   | 4本   | 4本   | 4本   | 4本   | 4本   | 4本   |                                 |                                 |                                 |                                 |                                 |                                 |                                 |                                 |                                 |                                 |                                 |                                 |
| 運行範囲 | 普通 | 中目黒←   | 中目黒←   | 中目黒← | 中目黒← | 中目黒← | 2本   |       |       |       |       |       |       |                                 |                                 |                                 |                                 |                                 |                                 |                                 |                                 |                                 |                                 |                                 |                                 |
| 運行範囲 | 普通 |           |           |         |         |         |       |       |       |       |       |       |       | 3本                             |                                 |                                 |                                 |                                 |                                 |                                 |                                 |                                 |                                 |                                 |                                 |
| 運行範囲 | 普通 |           |           |         |         |         |       |       |       |       |       |       |       |                                 |                                 |                                 | 1本                             |                                 |                                 |                                 |                                 |                                 |                                 |                                 |                                 |
| 運行範囲 | 普通 | 1本       |           |         |         |         |       |       |       |       |       |       |       |                                 |                                 |                                 |                                 |                                 |                                 |                                 |                                 |                                 |                                 |                                 |                                 |

### 列車種別

#### 特急
浅草駅発着で北関東各地域とを結ぶ下記の特急列車が運行されている。詳細は各記事を参照。
- 「けごん」・「リバティけごん」
- 「きぬ」・「リバティきぬ」
- 「スペーシアX」
- 「リバティ会津」
- 「りょうもう」・「リバティりょうもう」
- 「スカイツリーライナー」

このうち、「りょうもう」・「リバティりょうもう」は、浅草駅から東武動物公園駅以北へ直通する。「りょうもう」の桐生線の赤城駅発着を主とするが、浅草駅 - 伊勢崎駅間全線を運行する列車もある。
このほか、東武宇都宮線直通の「しもつけ」が2020年6月5日まで（新型コロナウイルス感染拡大防止のため「しもつけ」含む一部の特急が同年4月25日から6月5日まで運休となったため、4月24日で運転終了）、「きりふり」が2022年3月6日まで設定されていた。
また、野田線（東武アーバンパークライン）に直通する「アーバンパークライナー」（浅草駅 - 春日部駅 - 大宮駅・柏駅間）が運行されていたが、春日部駅の高架化工事進捗に伴い2024年3月16日のダイヤ改正で運転が取りやめられた。

#### THライナー
2020年6月6日に運転を開始した、東京メトロ日比谷線直通の有料座席指定列車。

#### 急行

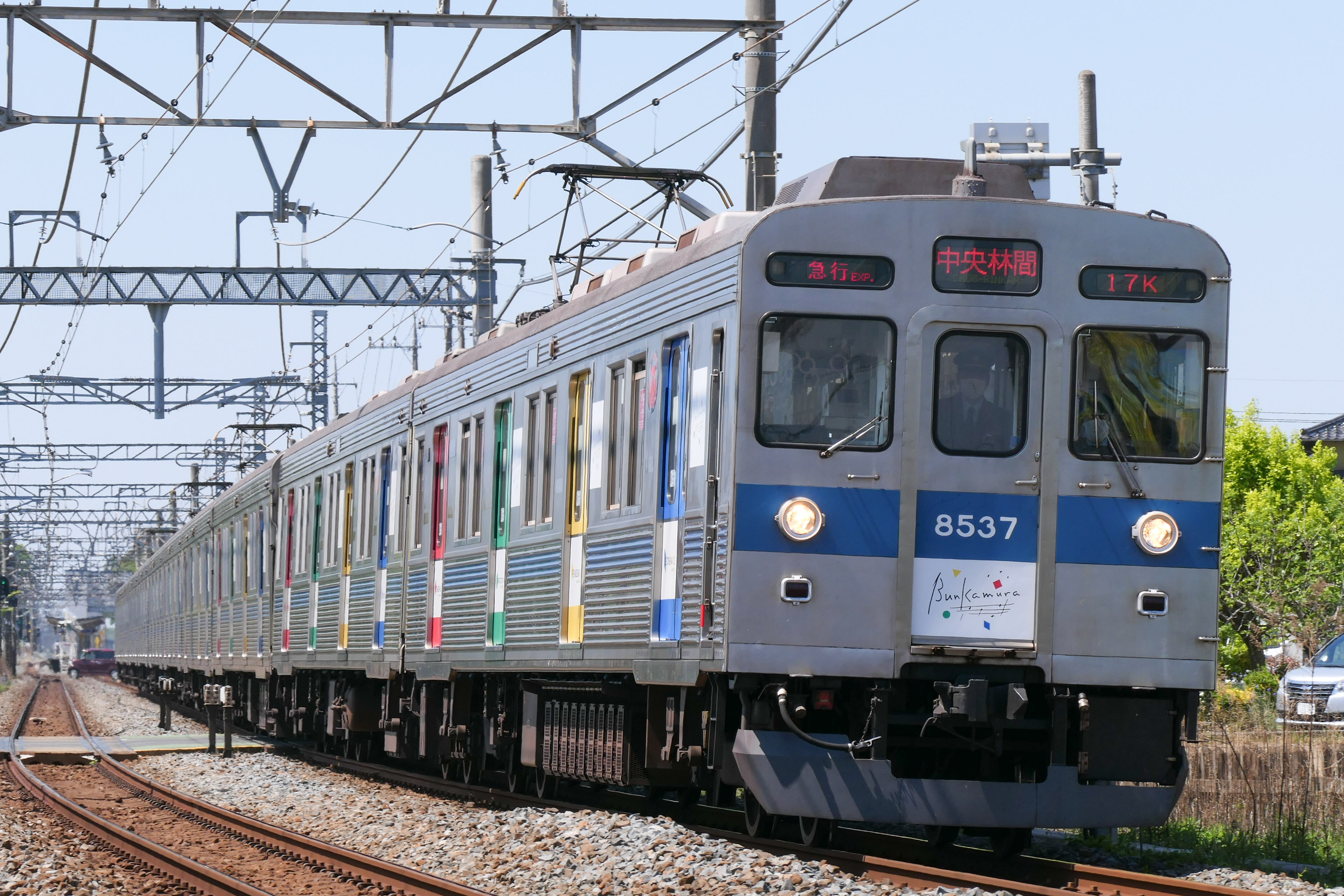
約10分間隔で半蔵門線・田園都市線へ直通する急行（2021年4月 和戸駅 - 東武動物公園駅間、車両は東急8500系）

急行列車は久喜駅・日光線南栗橋駅（一部東武動物公園駅）発着で、押上駅より東京メトロ半蔵門線に乗り入れ、渋谷駅を経由して東急電鉄田園都市線の中央林間駅（一部長津田駅）まで運行される列車である。曳舟駅 - 東武動物公園駅間は主要駅のみ停車して速達輸送の役割を担う。路線図上のシンボルカラーは濃ピンク■ 。
当種別は2003年3月19日の半蔵門線直通開始と同時に「通勤準急」として東武動物公園駅・南栗橋駅発着で運行を開始し、平日ダイヤで朝に上り4本・夕方に下り19本が、土休日ダイヤで上り1本・下り2本が設定された。2006年3月18日ダイヤ改正からは現行の「急行」に種別名が変更され、新たに久喜駅まで運行区間が延長されるとともに、区間急行（旧・準急）と入れ替わる形でほぼ終日にわたって運行されるようになった。なお、それまでの別途料金が必要な急行（「しもつけ」・「きりふり」・「ゆのさと」）は全て特急に変更された。
全列車が10両編成で、終日約10分間隔で運行されている。主に草加駅とせんげん台駅で緩急接続を行う。また、2006年3月18日のダイヤ改正における半蔵門線直通列車の大増発に伴い、浅草駅発着の区間急行（旧・準急）や久喜駅および南栗橋駅をまたいで運行される列車が大幅に削減されたため、曳舟駅・北千住駅では浅草駅発着列車、久喜駅では館林駅方面、南栗橋駅では新栃木駅方面への普通列車との相互接続がそれぞれ考慮されている。

#### 区間急行

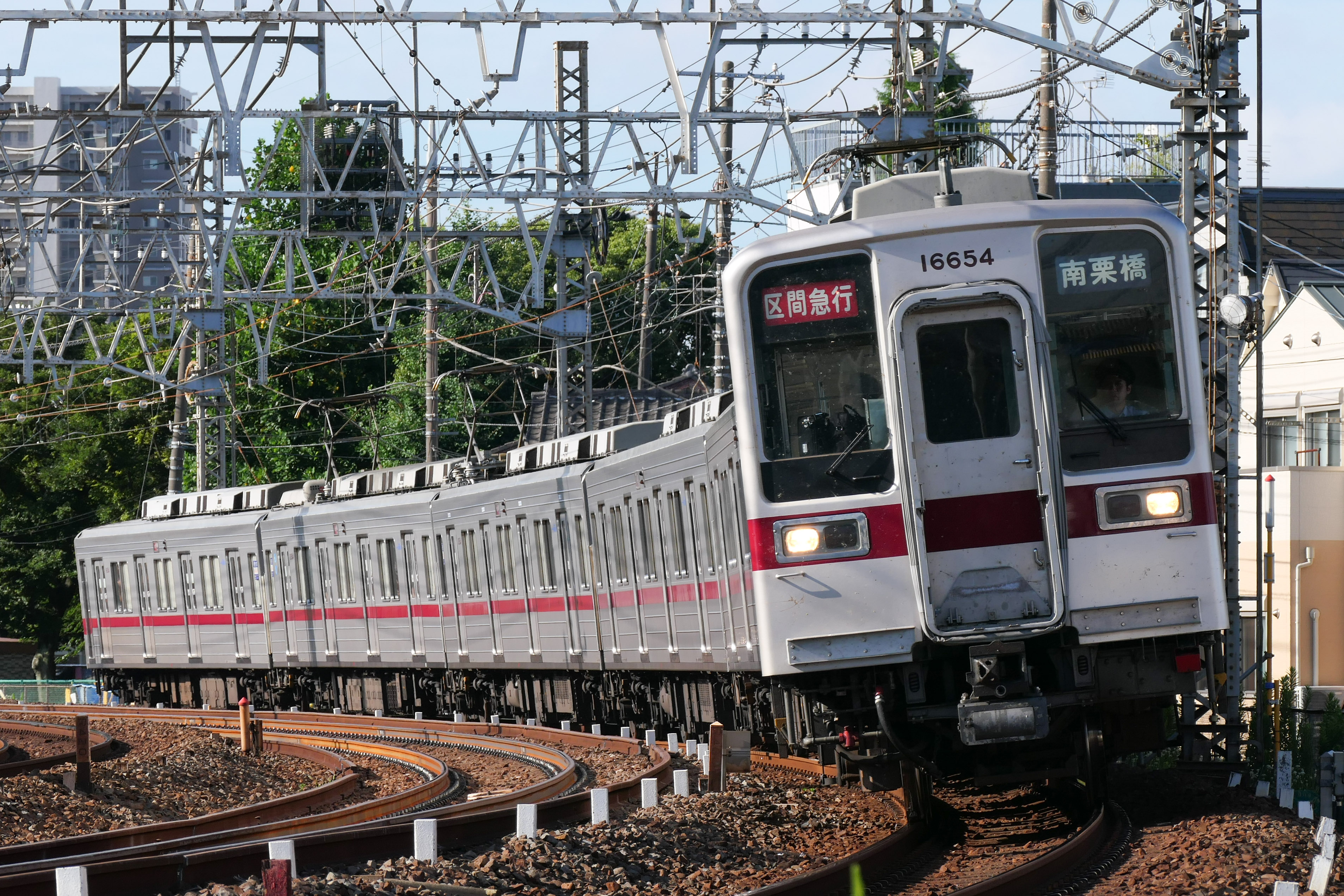
区間急行に充当される10030型（2019年8月 西新井駅 - 竹ノ塚駅間）

区間急行は主に浅草駅 - 館林駅間および日光線南栗橋駅間で運行される。北千住駅 - 東武動物公園駅間では主要駅のみ停車して速達輸送の役割を担い、その他の区間では各駅に停車する。路線図上のシンボルカラーは薄ピンク■。
2017年4月21日改正ダイヤでは、下り列車は浅草駅基準で平日が5 - 9・16 - 23時台、土休日が5 - 9・21 - 23時台、上り列車は東武動物公園駅基準で平日が5 - 9・22 - 23時台、土休日が5 - 9・23時台の運転となっている。基本的に6両編成であるが平日朝ラッシュ時の館林駅・南栗橋駅 - 浅草駅間、夕ラッシュ時に設定されている館林駅行きの一部列車では8両編成で運転される。なお、2022年3月のダイヤ改正まで存在した北千住駅止まりの上り列車も使用する車両に関わらず全て「区間急行」を名乗っており、「急行」とはならなかった。
2006年3月17日までは「準急」として伊勢崎線・日光線・宇都宮線の全線で終日運転され、東武本線の特別料金不要の速達列車として最も長い歴史があった。2003年3月17日までは業平橋駅発着列車、2006年3月17日までは伊勢崎駅発着と東武宇都宮駅発着もあった。
2006年3月18日のダイヤ改正で現行の「区間急行」に種別名が変更となり、日中の速達輸送を半蔵門線直通の急行（旧・通勤準急）へ置き換える形で大幅に減便され、朝夕ラッシュ時主体の運行となった。区間急行となった後も2009年6月5日までは東武日光駅発着（および会津田島駅発）の列車も存在していたが、翌6月6日のダイヤ改正を機に新栃木駅で系統分割された。さらに2013年3月16日のダイヤ改正によって、日光線新栃木駅発着の区間急行は南栗橋駅 - 新栃木駅間の普通列車や浅草駅 - 東武動物公園駅間の区間準急に置き換えられる形で大幅に削減され、南栗橋車両管区新栃木出張所への入出庫を兼ねた6050系の6両編成による1往復のみ（早朝の新栃木駅発・深夜の新栃木駅行き）となった。この列車も2017年4月21日のダイヤ改正で快速・区間快速が廃止され6050系が伊勢崎線から撤退したことに伴い消滅した。さらに、2020年6月6日のダイヤ改正では、館林駅 - 伊勢崎駅間の完全ワンマン化に伴い、区間準急とともに太田駅発着の全列車が館林駅折り返しに短縮された。
前述のとおり、2013年3月16日以降は最大でも8両編成での運行であるが、準急時代の1986年8月26日から2013年3月15日まではラッシュ時に10両編成での運行もされていた。同年3月16日のダイヤ改正で10両編成の運行が全廃された。10両編成で運行されていた当時には、南栗橋駅・館林駅および北千住駅・曳舟駅で増解結作業を行い、新栃木駅・太田駅方面および浅草駅方面へ直通運転を行う列車もあった。
平日朝の上りには地下鉄半蔵門線直通車両（30000系の直通対応車または50050型）が使用される北千住駅止まりの区間急行が1本存在したが、2013年3月16日のダイヤ改正で半蔵門線直通の急行となり消滅した。また、深夜の下りに南栗橋車両管区春日部支所への入出庫の関係から通常は通過となる北春日部駅行きの区間急行も1本存在したが、こちらも同改正で消滅している。

#### 準急

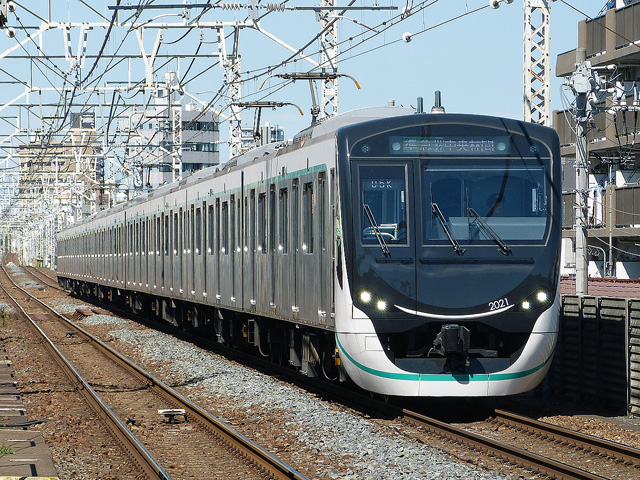
朝夕に運行される半蔵門線・田園都市線直通の準急（2018年10月 五反野駅、車両は東急2020系）

準急列車は久喜駅・日光線南栗橋駅（一部は北越谷駅・東武動物公園駅）発着で、押上駅より東京メトロ半蔵門線に乗り入れ、渋谷駅を経由して東急田園都市線の中央林間駅（一部は長津田駅）まで運行される列車である。その他に半蔵門線内発として清澄白河駅発の列車が早朝に設定されている。東急田園都市線内では急行や準急、または各駅停車として運転される。路線図上のシンボルカラーは緑■。
押上駅 - 新越谷駅間の停車駅は急行と同じで、新越谷駅 - 久喜駅・南栗橋駅間は各駅に停車する。全列車が10両編成であり、早朝から朝ラッシュまでと深夜に運行される。2003年3月19日の半蔵門線直通開始当初は「区間準急」として平日ラッシュ時以外に運行されていたが、当時既に存在していた浅草駅発着の区間準急と曳舟駅 - 北千住駅間で停車駅が異なるなどの観点から、2006年3月18日のダイヤ改正で現行の「準急」に名称が変更された上で早朝から朝ラッシュ後までと深夜のみの運行となった。かつては長津田駅 - 北越谷駅間のみ準急運転を行う下り列車があった。この当時、東急線内は上り（渋谷方面）かつ平日しか設定されなかった。その後、2014年6月21日のダイヤ改正で東急線の下り（中央林間方面）および土休日にも設定されたため、平日朝の久喜駅発長津田駅行きの1本は全区間で準急として東京メトロ車で運転されている。
準急（および区間準急）が運行される時間帯は、地下鉄日比谷線と直通する普通列車の大半が北越谷駅発着となり、新越谷駅 - 久喜駅・南栗橋駅間で各駅に停車する準急が同区間における各駅停車の役割を果たしている。また、せんげん台駅で特急の通過待ちを行う列車もあり、日光線方面では南栗橋駅で東武日光駅行きの急行と接続する列車も存在する。急行同様、曳舟駅・北千住駅では浅草駅発着列車、久喜駅では館林駅方面、南栗橋駅では新栃木駅方面への普通列車との相互接続がそれぞれ考慮されている。
列車種別案内などでは「準急」は「区間急行」の下位種別側に記されているが、準急が各駅に停車する新越谷駅 - 東武動物公園駅間では区間急行はせんげん台駅と春日部駅のみに停車する一方で、準急が通過する曳舟駅 - 北千住駅間では区間急行は各駅に停車する。したがって、準急と区間急行はその緩急順位が全区間で一定しない。そのため、下り列車では曳舟駅で準急に抜かれた区間急行がせんげん台駅か春日部駅で準急を抜き返し、上り列車では北春日部駅またはせんげん台駅で区間急行に抜かれた準急が曳舟駅で追い付くダイヤになっている。かつて朝夕ラッシュ時の上り準急列車の一部では、せんげん台駅で抜かれた区間急行を鐘ヶ淵駅で抜き返し曳舟駅には準急のほうが先に到着するというダイヤが組まれていたが、煩雑さの解消と利便性確保のため曳舟駅まで区間急行を先行させるように改めた。

#### 区間準急

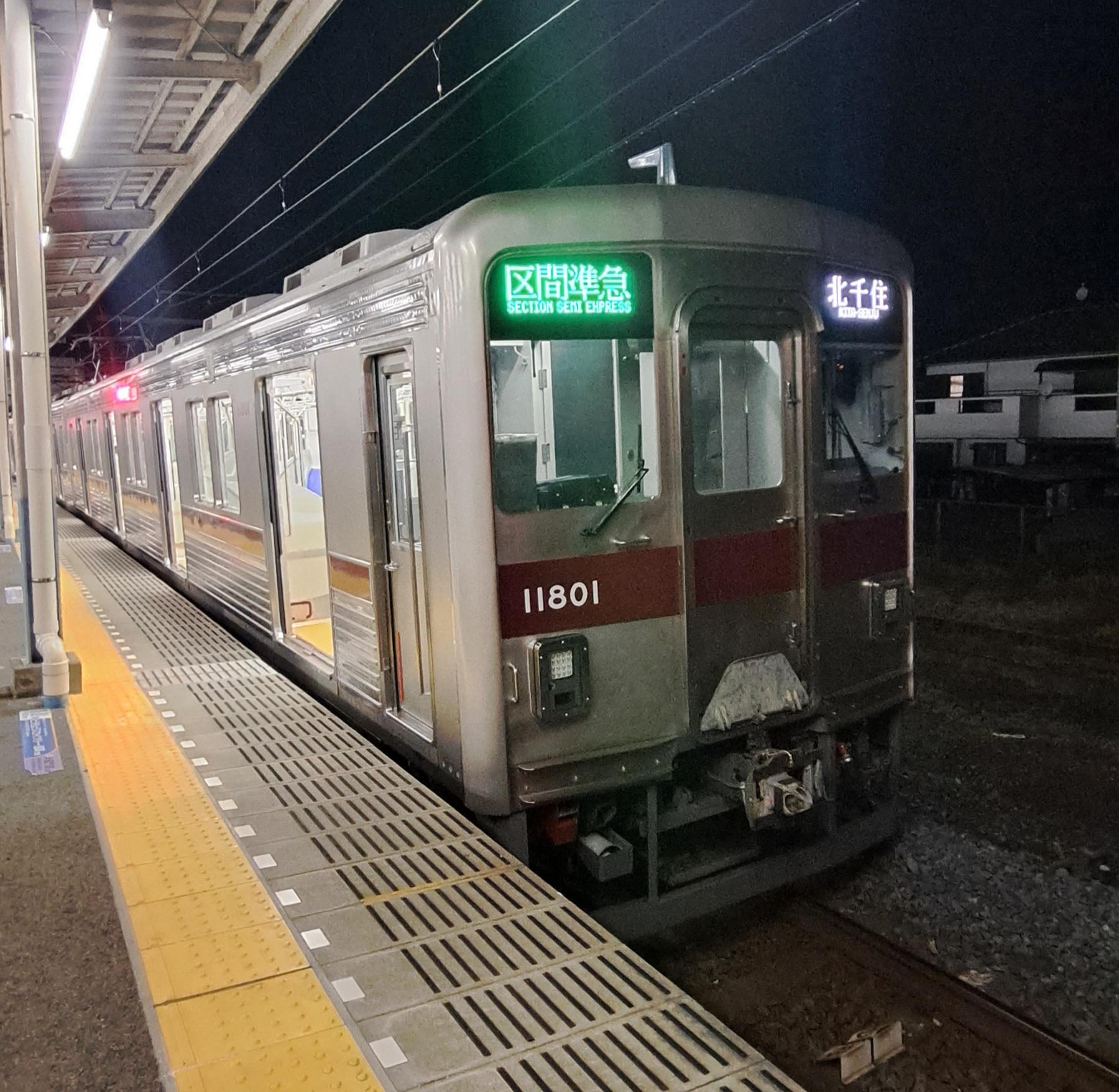
朝夕ラッシュ時に運転される区間準急
（2024年1月 南栗橋駅、車両は10000型）

区間準急列車は主に浅草駅 - 東武動物公園駅間（一部は久喜駅・館林駅・日光線南栗橋駅発着）で運行されている列車である。また運用の関係で北千住駅発着（始発は土休日のみ）、北越谷駅着、北春日部駅発着もある。路線図上のシンボルカラーは黄緑■。
急行線を走行する北千住駅 - 新越谷駅間の停車駅は急行と同じであるが、それ以外の区間では各駅に停車する。2013年までは日中にも運転されていたが、現在は朝夕ラッシュ時に北越谷駅発着の普通を補完する形で運転されている。また、土休日運行の久喜駅行きは東武動物公園駅で後発の南栗橋駅行きとの接続を行う。基本的に6両編成であるが、8両編成で運転される場合もある。なお、2013年3月15日までは平日朝の区間急行の折り返しと夜間の北千住駅発北春日部駅行きの1本のみ10両編成で運転されていた。
当種別は1997年3月25日に運行開始。北千住駅 - 南栗橋駅間で30分おきに運転され、浅草駅発北春日部駅行き（浅草駅 - 北千住駅間は各駅停車）の列車も深夜に1本のみ設定された。2003年3月19日から日中の北千住駅発着列車を延長・増発する形で曳舟駅 - 北千住駅間ノンストップの半蔵門線方面直通列車（現・準急）が設定されたが、朝夕を中心に北千住駅発着と浅草駅発北春日部駅行きも残存した。準急の節で述べた停車駅の違いによる問題もあり、2006年3月18日のダイヤ改正から半蔵門線直通の区間準急が「準急」に種別名が変更され、区間準急は浅草駅および北千住駅発着専用の種別となった。同時に運転区間も浅草駅 - 北千住駅間、東武動物公園駅 - 太田駅間に延長され浅草駅発着が主となった。北千住駅発着は朝夕に限定され、2009年6月6日に北千住駅行きが、2013年3月16日に北千住駅始発が廃止された。その後北千住駅行きは2013年に、北千住駅始発は2017年4月21日にそれぞれ復活した。昼間時間帯の浅草駅 - 久喜駅間は廃止となり浅草駅 - 竹ノ塚駅（のちに北千住駅）間の普通列車に格下げされた。区間急行同様に北千住駅発着列車は車両に関係なく「区間準急」を名乗り、「準急」とはならない。2020年6月6日のダイヤ改正で太田駅発着が廃止され、館林駅発着に短縮となった。

#### 普通

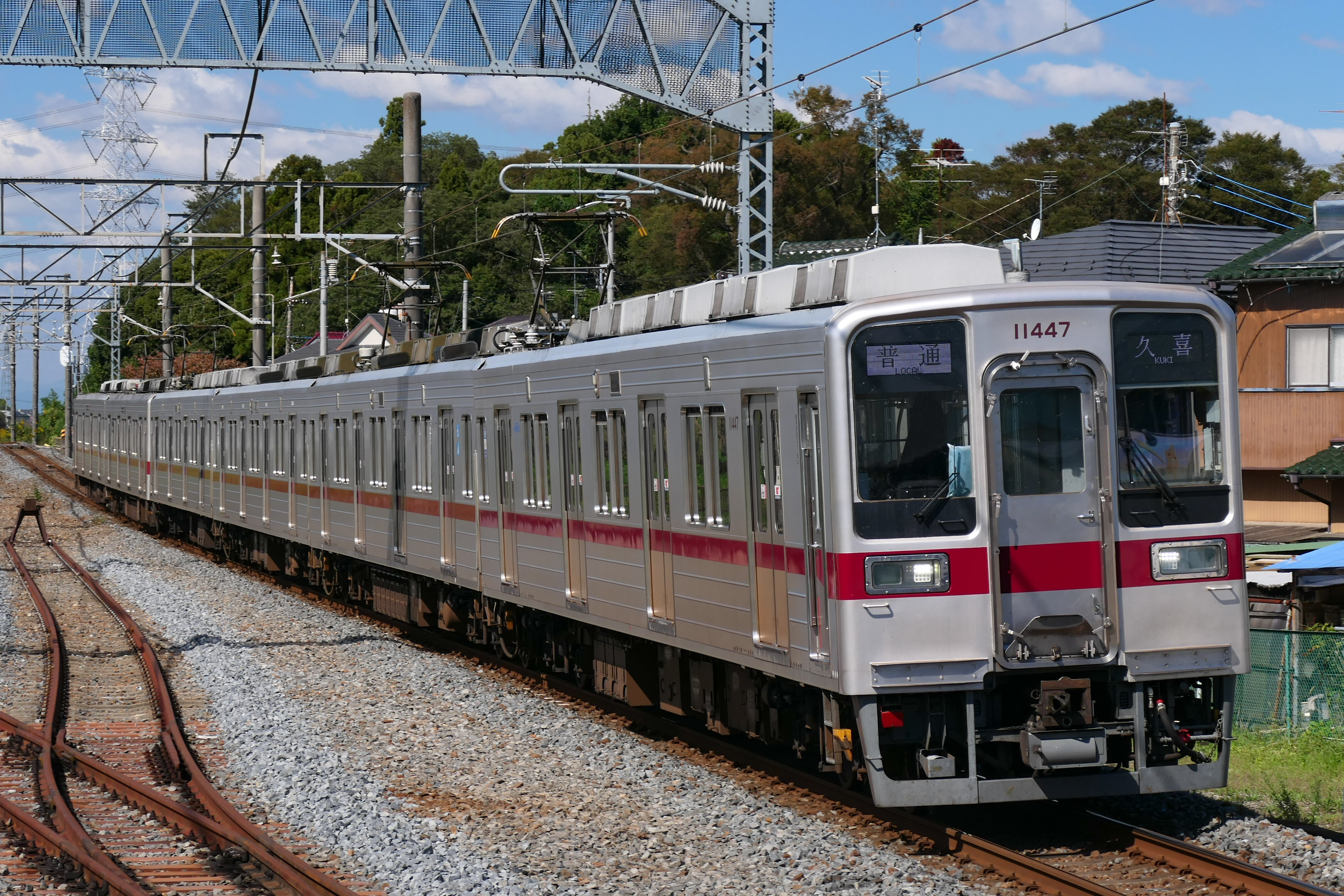
館林駅 - 久喜駅間の普通で運用される10030型（2021年10月 鷲宮駅）

普通列車は主に以下の区間で運行される（送り込み運用などで例外あり）。車内や駅でのアナウンスでは、各駅停車と称される（ごく一部の駅アナウンスでは「普通」を使用）。路線図上のシンボルカラーはグレー■。北千住駅 - 東武動物公園駅・南栗橋駅間の列車（大部分は日比谷線直通列車）は7両編成（70000系と東京メトロ13000系）、ワンマン運転区間では3両編成、その他は基本的に6 - 8両編成で運転される。
1. 浅草駅 - 北千住駅間：2006年3月17日まで運行されていた浅草駅と日光線の南栗橋駅・新栃木駅を結ぶ準急を置き換える形で、2006年3月18日のダイヤ改正で新設された。2013年3月16日のダイヤ改正までは区間準急と、同改正以降は浅草駅 - 竹ノ塚駅間の普通と交互に日中は1時間に3本運行されていたが、2020年6月6日のダイヤ改正で竹ノ塚駅発着の普通が北千住駅発着に短縮されたことで日中は1時間に6本の運行となった。いずれも曳舟駅で半蔵門線直通の急行と相互接続を行う。浅草駅発着の区間急行や区間準急が運行される時間帯は運転本数が減少する。主に6両編成で運転される。
2. （中目黒駅 - ）北千住駅 - 東武動物公園駅・南栗橋駅間：早朝・深夜の一部列車を除く全列車が北千住駅から東京メトロ日比谷線に乗り入れる。日中は1時間に北千住駅 - 北春日部駅が6本、北春日部駅 - 東武動物公園駅が4本の運行で、草加駅とせんげん台駅で急行と緩急接続を行う。北千住駅 - 北越谷駅間の複々線区間では緩行線を走行する。ラッシュ時は竹ノ塚駅・北越谷駅発着列車が多く、日光線南栗橋駅発着列車も設定される。南栗橋駅発着の列車は東武動物公園駅で浅草駅 - 館林駅間の区間急行、または東京メトロ半蔵門線 - 久喜駅間の急行と、南栗橋駅では新栃木駅方面の普通・急行とそれぞれ接続を行う場合がある。車両運用などの詳細は「日比谷線との直通運転」を参照。全列車7両編成で運転される。
3. 久喜駅 - 館林駅間：日中は急行の接続を受ける形で1時間に3本程度運行される。かつては太田駅まで直通する列車もあったが、2020年6月6日のダイヤ改正で全列車が館林駅で系統分離された。一部列車は車両の送り込みを兼ねて東武動物公園駅発着や北春日部駅始発の運行となっている。館林駅発着の区間急行や区間準急が運行される時間帯は運転本数が減少する。館林駅では各路線との接続が考慮されている。この区間は10両編成に対応しているが、日中は主に6両編成で運転される。
4. 館林駅 - 太田駅・伊勢崎駅間：日中は1時間に2本程度運行されるが、半数が館林駅 - 太田駅間での運行となる。特急「りょうもう」や3.との接続が図られたダイヤを組む。館林駅と太田駅では接続する各路線との接続が考慮されている。この区間は6両編成に対応しているが、全列車が3両編成のワンマン運転となっている。

上記に含まれない東武動物公園駅 - 久喜駅間（途中駅は和戸駅のみ）では、特急以外の全列車が終日各駅に停車するため、普通列車はごくわずかである。この区間で完結する列車は平日の9時台に上りの久喜駅発東武動物公園駅行きが2本存在するのみであり、その他に下りは北春日部駅発館林駅行きが2本、東武動物公園駅発館林駅行きが4本、上りは館林駅発東武動物公園駅行きが平日1本、休日5本設定されている。

#### 臨時列車
フラワーエクスプレス
つつじが岡公園のつつじ・東武トレジャーガーデンの芝桜やあしかがフラワーパークのフジの見頃であるゴールデンウィークに（東急線）長津田駅 - （押上駅経由） - 太田駅間で運行された。館林駅以北は10両編成非対応のため、館林駅で4両の増解結を行った。そのため、地下鉄対応で分割可能な唯一の形式である30000系で運転された。
停車駅
長津田駅 - （東急田園都市線内急行・半蔵門線内各駅停車） - 押上駅 - 曳舟駅 - 北千住駅 - 春日部駅 - 東武動物公園駅 - 久喜駅 - 加須駅* - 羽生駅* - 茂林寺前駅（太田駅行のみ） - 館林駅 - 足利市駅 - 太田駅
加須駅と羽生駅は2010年の運行では長津田駅行のみ停車。また、運行当初は中央林間駅発着もあった。
2011年・2012年は「フラワーリレー号」として運行された。2011年は久喜駅 - 太田駅間の普通列車に、2012年は浅草駅 - 太田駅間・久喜駅 - 太田駅間の列車にヘッドマークを装着する形での運行となった。2013年以降は運行されず、2021年に30000系が伊勢崎線および半蔵門線直通運用から撤退したため事実上廃止された。
スカイツリートレイン
6050系を改造した634型電車「スカイツリートレイン」を使用し、東京スカイツリータウンと東武日光駅・鬼怒川温泉駅方面、太田駅方面、大宮駅方面を結ぶ列車として2012年10月に登場した。全区間「スカイツリートレイン」の愛称が用いられる。当初は団体専用列車として運行されていたが、同年12月より土休日を中心に臨時特急として運行が開始された。土曜日と日曜日では運行区間が異なり、祝日はどちらかのダイヤで運行されていた。2017年4月16日をもって運転を終了し、以後634型はその他の臨時列車や団体列車用となっている。

### かつて運行されていた列車種別
この節で単に『準急』と記したものは、2006年3月17日以前に設定されていた準急（2006年3月18日以降の区間急行）を示すこととする。

#### 旧準急・通勤準急
種別名変更された旧準急は「区間急行」、旧通勤準急は「急行」を参照。

#### 通勤快速
1987年7月21日のダイヤ改正で廃止された種別である。北千住駅 - 太田駅・新大平下駅間で快速運転を行う種別で、休日にも運転されていた。廃止時は東武日光駅・東武宇都宮駅（新栃木駅で東武宇都宮駅発着2両を分割併合）発着の上下1往復のみ設定されていたが、所要時間は北千住駅 - 春日部駅間で上り35分（休日は31分）、下り31分であり、準急を追い抜かすことはなかった。この影響で北千住駅 - 春日部駅間の休日上りダイヤでは、前後の準急が14分開いた。
当種別が廃止された後、伊勢崎線では6往復だけ設定される準急A（後述）としてしばらく名残が見られ、日光線では東武日光駅・東武宇都宮駅発着の準急として2006年3月17日まで名残が見られた。
車両は、日光線方面発着列車であっても4扉通勤車が用いられ、種別表示に「通勤快速」がない車両では「快速」と表示されていた。かつて5000系が登場直後に充当された種別でもある。
停車駅
浅草駅 - （各駅停車） - 北千住駅 - 春日部駅 - 東武動物公園駅
（伊勢崎線） - 久喜駅 - 加須駅 - 羽生駅 - 館林駅 - 足利市駅 - 太田駅 - （各駅停車） - 伊勢崎駅
（日光線直通） - 幸手駅 - 新古河駅 - 藤岡駅 - 新大平下駅以北各駅停車

#### 準急A・B
2003年3月18日までは、浅草駅 - 伊勢崎駅間で運行されていた準急の一部（廃止時は日中のみに上下6本ずつ・1時間ごと）が北千住駅 - 太田駅間を速達運転する「準急A」として設定されており、北千住駅 - 東武動物公園駅間のみを速達運転する「準急B」と区別していた。ただし、種別表示では単に「準急」と書かれ、東武時刻表の当該路線のページや放送などの旅客案内上もAやBという呼称は用いず、「東武動物公園 - 北千住間準急」「太田まで準急」などと、準急運転区間の駅名を用いて案内されていた。また東武動物公園駅以北を各駅に停車する走る準急Bや普通との接続は考慮されていなかった。
準急Aの廃止により、準急の速達運転区間が北千住駅 - 東武動物公園駅間に統一された。また、東武動物公園駅 - 太田駅間の準急A通過駅は実質的に増便となった。準急Bの停車駅は現在の区間急行に引き継がれているが、東武動物公園駅以北の乗り入れ区間が館林駅・南栗橋駅までに縮小されている。
北千住駅 - 太田駅間準急（「準急A」）停車駅（廃止直前のダイヤ）
浅草駅 - （各駅停車） - 北千住駅 - 西新井駅 - 草加駅 - 新越谷駅 - 越谷駅 - せんげん台駅 - 春日部駅 - 東武動物公園駅 - 久喜駅 - 加須駅 - 羽生駅 - 館林駅 - 足利市駅 - 太田駅 - （各駅停車） - 伊勢崎駅
北千住 - 東武動物公園間準急（「準急B」）停車駅（廃止直前のダイヤ）
浅草駅 - （各駅停車） - 北千住駅 - 西新井駅 - 草加駅 - 新越谷駅 - 越谷駅 - せんげん台駅 - 春日部駅 - 東武動物公園駅 - （各駅停車） - 伊勢崎駅

#### 快速・区間快速
2017年4月21日のダイヤ改正で廃止された種別である。快速・区間快速の停車駅は日光線内で違いがあるが、伊勢崎線（東武スカイツリーライン）内では同じであった（下記参照）。東武動物公園駅から日光線・鬼怒川線・野岩鉄道会津鬼怒川線・会津鉄道会津線を経由して、栃木県の東武日光駅および福島県の会津田島駅に至る長距離列車であった。シンボルカラーは、以前は赤・オレンジであったが、区間快速設定後は快速が青■、区間快速が水色■。伊勢崎線内の停車駅は急行より少なかった。詳細は「東武日光線快速・区間快速」を参照のこと。廃止直前では6050系が充当されており、多客時には1800系が使用されることもあった。
前述した同じ「区間」のつく「区間急行」と「区間準急」は浅草駅 - 北千住駅間は各駅に停車するが、「区間快速」は浅草駅 - 北千住駅間では途中とうきょうスカイツリー駅のみ停車する。当初は2012年3月17日に業平橋駅から改称したとうきょうスカイツリー駅にも同日から一部の特急が停車していたが、快速や区間快速は通過していた。2013年3月16日より快速・区間快速ともに停車駅となったが、日中の運転本数が1時間に1本から2時間に1本に削減された。
この列車は、関東の大手私鉄の料金不要列車では唯一関東外の地域（福島県）まで乗り入れていた。浅草と日光および会津を結ぶ料金不要の長距離列車として50年以上走り続けてきたが、2017年4月21日の特急「リバティ会津」運行開始に伴い廃止された。ダイヤ改正直後のゴールデンウィークは、かつての快速停車駅に加えて日光線の南栗橋駅と栗橋駅に停車する臨時列車として運転された。
快速・区間快速停車駅（廃止直前のダイヤ）
浅草駅 - とうきょうスカイツリー駅 - 北千住駅 - 春日部駅 - 東武動物公園駅 - 板倉東洋大前駅 - 新大平下駅 - 栃木駅 - 新栃木駅 - 新鹿沼駅 - 下今市駅  - 東武日光駅
- 区間快速は新大平下駅から各駅停車

### 他社線との相互直通運転
以下の路線との相互直通運転が実施されている。

#### 野岩鉄道会津鬼怒川線・会津鉄道会津線
鬼怒川線新藤原駅を経由して、特急「リバティ会津」が浅草駅から野岩鉄道会津鬼怒川線経由会津鉄道会津線会津田島駅まで運行されている。1日4往復運転され、500系が充当される。2017年4月21日のダイヤ改正までは快速・区間快速列車が運行され、6050系が充当されていた。
観光シーズンには夜行列車（「尾瀬夜行」・「スノーパル」）も運行され、かつては300型・350型が充当されていたが、「尾瀬夜行」は2018年6月、「スノーパル」は同年12月の運用からいずれも500系に置き換えられた。

#### 東京メトロ日比谷線

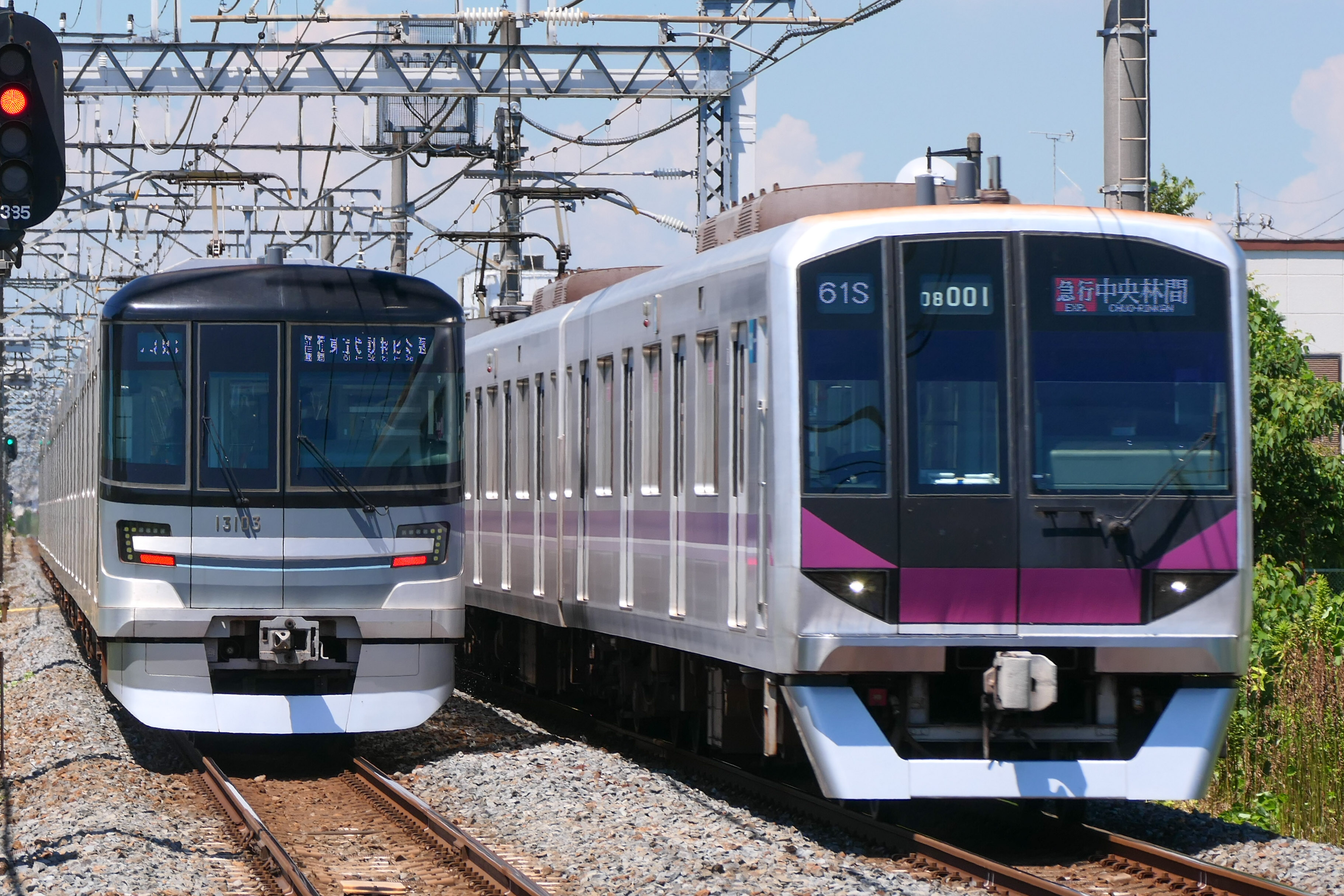
東京メトロの乗り入れ車両。日比谷線は南栗橋駅まで、半蔵門線は南栗橋駅と久喜駅まで直通する（2021年8月 姫宮駅）

北千住駅を経由して、普通列車が日光線南栗橋駅から東京メトロ日比谷線中目黒駅まで運行されている。
戦前より、東武鉄道は独力で都心までの路線延伸を企図していた。戦前期には筑波高速度電気鉄道の免許を使って北千住駅 - 上野駅間の延伸を果たそうとしたが、買収価格を引き下げようとした結果京成電鉄に購入されてしまい失敗した。高度経済成長期には北千住駅から上野・新橋方面までの延伸を計画したが、「都心乗り入れは地下鉄との相互直通運転で」という都市政策上計画を断念し、1962年5月31日の北越谷駅から営団地下鉄日比谷線人形町駅まで相互直通運転開始により都心直結を実現した。
相互直通運転開始後、沿線の埼玉県草加市や越谷市などは東京近郊のベッドタウンとして人口が急増した。翌1963年2月28日には相互直通運転区間を東銀座駅まで延長し、1964年8月29日の日比谷線全通により中目黒駅までの乗り入れを開始した。1966年9月1日には北春日部駅まで相互直通運転区間が延長され、同年の武里団地開設もあって埼玉県春日部市の人口が急増した。さらに1981年3月16日からは、同日に杉戸駅から改称された東武動物公園駅まで相互直通運転区間を延伸した。これにより、日比谷線区間内でも「東武動物公園行きがまいります」と駅名が連呼され、日比谷線各駅の案内でも「北千住・東武動物公園方面」と表示されるようになり、3月28日に開業した東武動物公園の宣伝にも一役買った。
日比谷線は2013年3月15日まで東急東横線とも相互直通運転を行っていたが、当時から3社を直通する列車はなく、伊勢崎線方面からの列車は中目黒止まり（一部は南千住駅・霞ケ関駅・六本木駅折り返し）となっていた。
2013年3月16日には日光線南栗橋駅まで相互直通運転区間が延長された。ただし、それ以前にも例外として、2003年3月19日より朝に1本のみ南栗橋発中目黒行きの普通列車が設定されていた。この列車は東武鉄道の車両での運行であった。このほか、南栗橋車両管区への入庫のための間合い運用として、東武鉄道の日比谷線直通用車両による東武動物公園駅発南栗橋駅行きの普通列車が運行されていた。
北千住駅 - 東武動物公園駅間の各駅停車は、一部を除いて全列車が日比谷線直通列車である。
日比谷線では2社（2013年3月15日までは3社）の車両が使用されており、列車番号末尾アルファベットの「T」は東武所有車両（20000系列・70000系、運用番号は01T - 37Tの奇数）、「S」は東京メトロ所有車両（03系・13000系、運用番号は02S - 74Sの偶数と61S・63S）、「K」は東急所有車両（1000系、運用番号は81K - 87Kの偶数・奇数の両方）を示しているが、東武鉄道の車両は東急東横線に乗り入れることができず、東急の車両も伊勢崎線に乗り入れることができなかった。また東京メトロの車両は東武・東急への乗り入れが可能であるが、結局日比谷線経由で3社を直通する列車は設定されなかった。
各社間の走行距離調整の関係上、東武の車両（2013年3月15日までは東急の車両も）は日比谷線内のみで運転される列車にも使用されている。また2013年3月16日改正ダイヤでは、東武車2本が日比谷線内の千住検車区で、メトロ車2本が南栗橋車両管区春日部支所でそれぞれ夜間留置となる「外泊運用」が組まれている。どの列車がどの会社の車両で運転されるかは、『MY LINE 東京時刻表』（交通新聞社）の列車番号欄などでわかる。

#### 東京メトロ半蔵門線・東急田園都市線

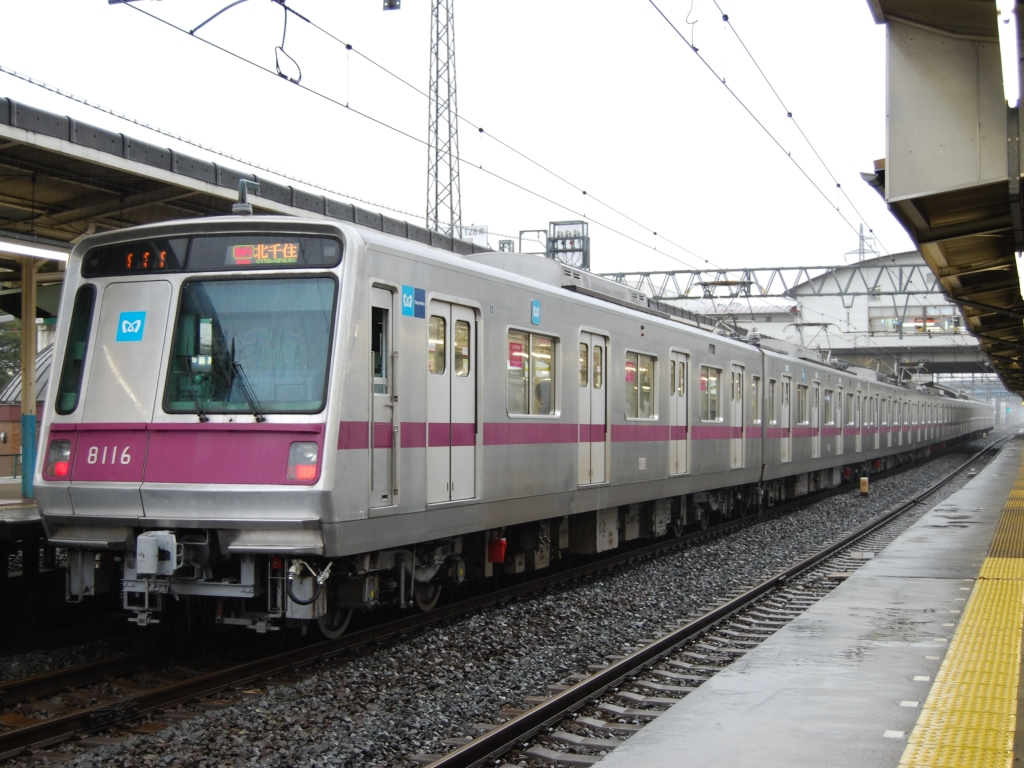
東京メトロ半蔵門線または東急田園都市線に輸送障害が発生した場合のみ運転される急行 北千住行き（2008年10月 せんげん台駅）

押上駅を経由して、急行・準急列車が久喜駅・日光線南栗橋駅から半蔵門線・田園都市線経由で中央林間駅まで運行されている。
日比谷線との直通運転開始後、沿線の人口が急増するとともに伊勢崎線も乗客が急増した。東武鉄道は北千住駅以北の複々線化で輸送力増強・混雑緩和を図ってきたが、北千住駅での日比谷線との乗り換えに伴う混雑が非常に激しくなり、抜本的な改良が求められた。同一ホームでの乗り換えから伊勢崎線（1階）と日比谷線（3階）に乗り場を分離する北千住駅重層化が1996年7月に完成し、ホームに乗客があふれる状況は軽減された。北千住駅の重層化と並行して、さらなる混雑緩和対策として「もう1つの都心直通ルート」を検討した結果、当時東京北東部への延伸計画のあった半蔵門線との直通運転を行うこととなった。当時の帝都高速度交通営団（営団地下鉄）が水天宮前駅から押上駅まで延伸、東武鉄道が曳舟駅から押上駅までの連絡線（正式には業平橋駅〈現・とうきょうスカイツリー駅〉 - 曳舟駅間の線増扱い）建設を行い、2003年3月19日より直通運転が始まった。
半蔵門線直通列車は東急田園都市線まで乗り入れ、久喜駅・南栗橋駅 - 押上駅 - 渋谷駅 - 中央林間駅で運用される。これにより、東武の車両が営業運転としては初めて神奈川県内でも見られるようになった。一部に北越谷駅・東武動物公園駅や田園都市線の鷺沼駅・長津田駅発着列車が運行されるほか、平日の上り最終列車は押上止まり（押上駅で半蔵門線の押上発の列車に接続）となる。
車両は3社の車両が使用され、列車番号末尾アルファベットの「T」は東武車両（50000型・50050型、運用番号は50T - 82Tの偶数）、「S」は東京メトロ車両（8000系・08系・18000系、運用番号は51S - 93Sの奇数）、「K」は東急車両（5000系・2020系、運用番号は01K - 37Kの偶数・奇数の両方と45K）を表している。日比谷線・東横線と異なり、東急車の一部を除いて3社への乗り入れが可能であり、前述のような3社直通電車が運行されている。ダイヤの乱れが生じた場合は、この限りではない。
なお、走行距離調整の関係などから東武車両は田園都市線から半蔵門線の押上駅で折り返す列車および長津田駅 - 中央林間駅間の区間運転列車にも使用されているほか（後者は3社とも使用）、東武車両の2本が長津田車庫で、東急車両の2本が南栗橋車庫でそれぞれ運用終了・夜間留置となる「外泊運用」が組まれている。前述の日比谷線直通列車と同様、どの列車がどの会社の車両で運転されるかは、『MY LINE 東京時刻表』（交通新聞社）の列車番号欄などでわかる。
事故などのトラブルで直通運転が不可能となった場合、伊勢崎線から半蔵門線に直通する列車は北千住駅にて折り返す。また、半蔵門線側から伊勢崎線に直通する列車は、終着駅である押上駅にて折り返し運転を行う。このため、3社の車両には通常は使用しない「北千住」の行き先表示が用意されている。しかし、直通運転が中止された場合の東武線内での運用は、原則として東武の車両となっている。行き先が「北千住」となった場合、電車は北千住駅で折り返し運転を行うのではなく、一度、曳舟駅に回送される。一定時間待避した後折り返し、北千住駅へ向かう。この時、曳舟駅 - 押上駅間は不通となり両駅を結ぶ列車が運行されなくなるので、押上駅へ行くときはとうきょうスカイツリー駅からの徒歩連絡となる。それにあわせて大手町駅 - 北千住駅間では東京メトロ千代田線に乗るよう案内される。そのため、運行トラブルが発生すると北千住駅 - 押上駅 - 大手町駅間で通常時よりも所要時間がかかる。東京メトロ半蔵門線直通列車の運転再開までに要する時間は東京メトロ日比谷線直通列車の運転再開までに要する時間よりも長くなる傾向にあり、夜間にダイヤの乱れが生じた場合は東武・東京メトロ・東急の車両が各自の車両基地（南栗橋・鷺沼・長津田）に戻れないことがある。
前述の不通による影響を考慮し、2013年度より東武線の折り返し運転の設備が整備されることになった。具体的には曳舟駅2番線と押上駅1番線をつなぐもので、整備は2013年10月末に完了し、北千住方面からの折り返しが可能になった。しかし、実際に使用されたことは2017年時点ではない。

## 使用車両

### 自社車両
- 優等列車・団体列車用
  - N100系 - 特急「スペーシアX」で運用。日光線・鬼怒川線系統用。
  - 100系 - 特急「けごん」・「きぬ」・「スカイツリーライナー」で運用。日光線・鬼怒川線系統用。
  - 200系 - 特急「りょうもう」で運用。伊勢崎線系統用。
  - 500系 - 特急「リバティけごん」・「リバティきぬ」・「リバティ会津」・「リバティりょうもう」・「スカイツリーライナー」・「尾瀬夜行」・「スノーパル」で運用。
  - 634型 - 臨時列車・団体列車で運用。
  - 8000型8111F - 保有は東武博物館。2023年11月から野田線で一般列車にも運用。
- 線内一般列車用
  - 800型・850型 - 2006年3月18日より運用開始。2022年現在伊勢崎線内では館林駅 - 伊勢崎駅間のみで運用。3両固定編成ワンマン対応。
  - 10000型・10030型・10050型 - 区間急行・区間準急・普通（東京メトロ日比谷線直通運用を除く）での運用。浅草駅 - 北千住駅間および久喜駅 - 館林駅間の一般列車は全てこの車両で運行される。2・4・6・8両固定編成があるが、伊勢崎線内では6両または8両で運転する。一部の編成は野田線に転属している。
- 東京メトロ日比谷線直通車
  - 70000型 - 20メートル級片側4扉の7両編成で、2017年7月7日より順次導入し[広報 22]、2020年3月28日をもって日比谷線直通運用の20000型・20050型・20070型を置き換えた[34]。
  - 70090型 - 2020年6月6日より「THライナー」で運用。「THライナー」としての運用時以外は東京メトロ日比谷線直通の一般列車（普通列車）として使用される。同年3月20日より一般列車で営業運転を開始した[35][広報 12][広報 23]。
- 東京メトロ半蔵門線・東急田園都市線直通車
  - 50000型・50050型 - 急行・準急運用。東京メトロ半蔵門線・東急田園都市線直通運用専用車両。10両固定編成。

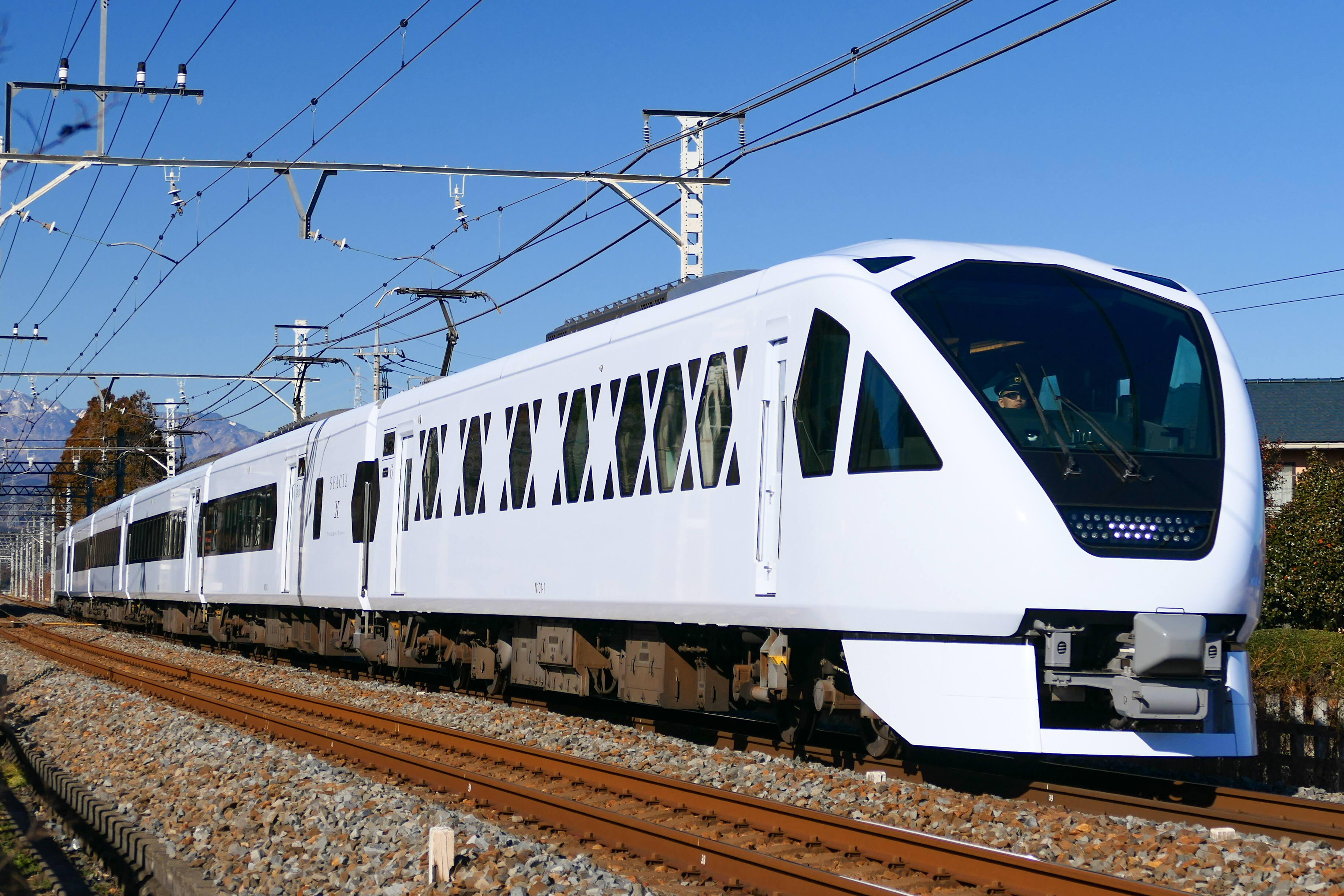
N100系
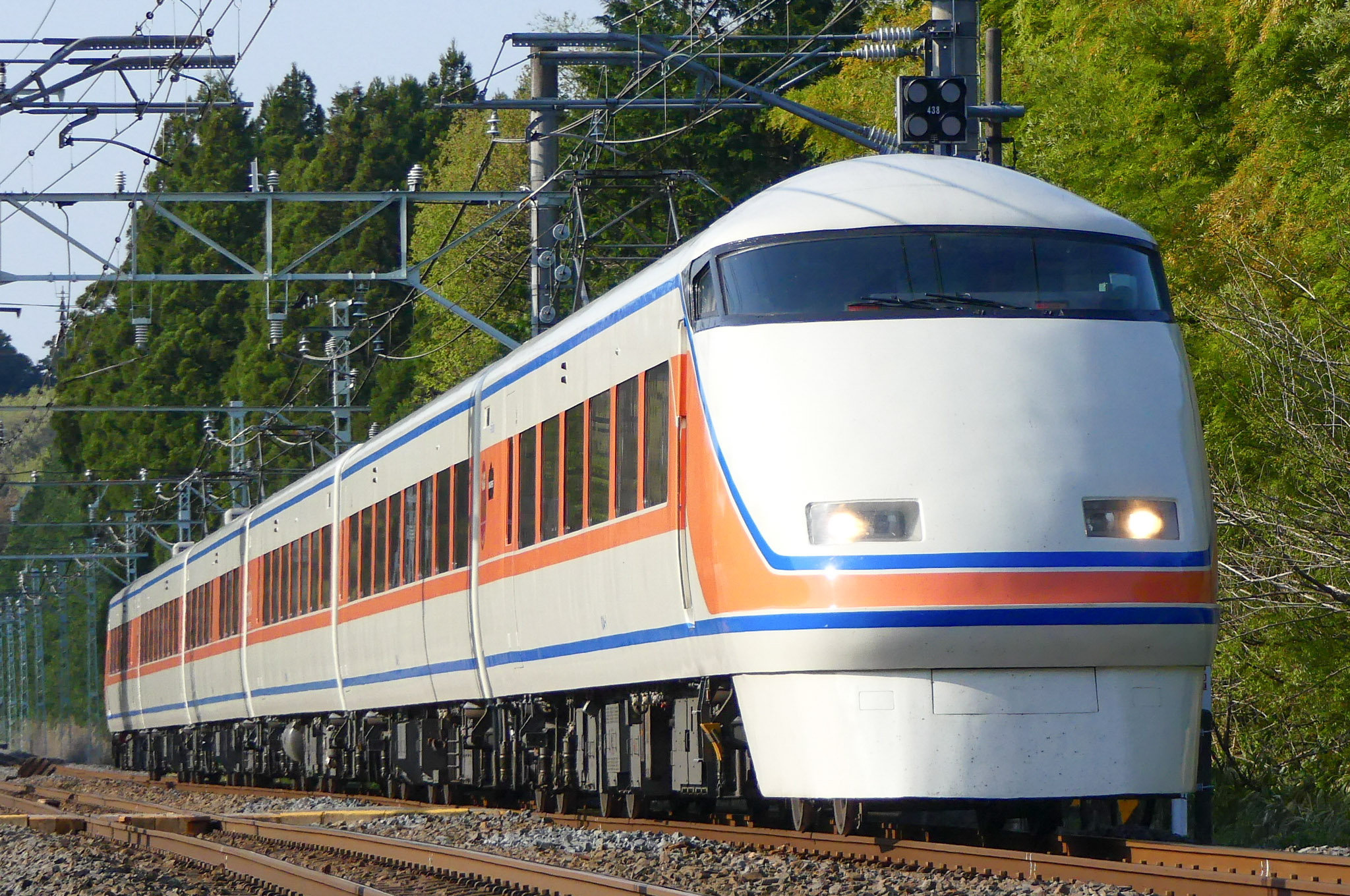
100系
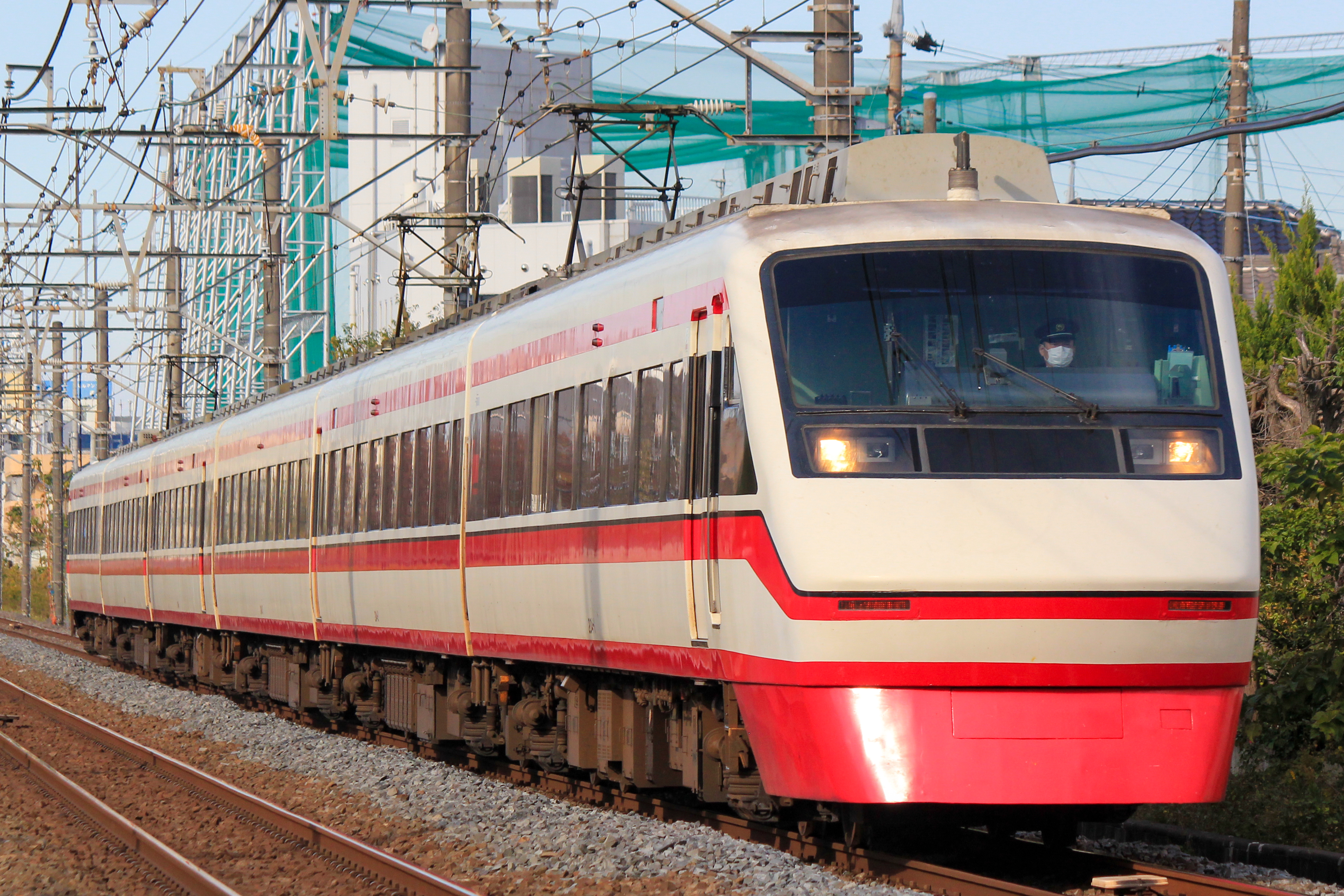
200系
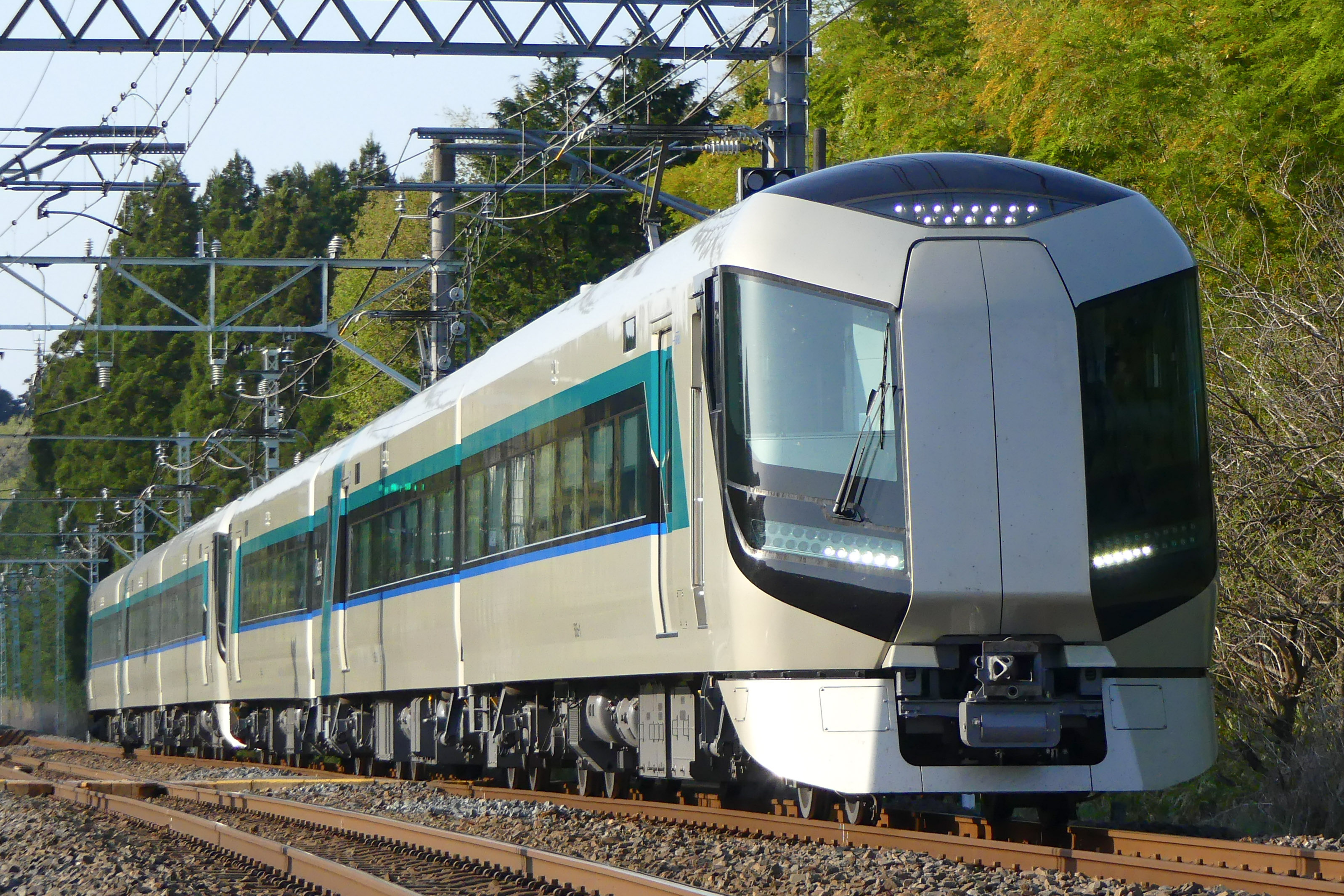
500系
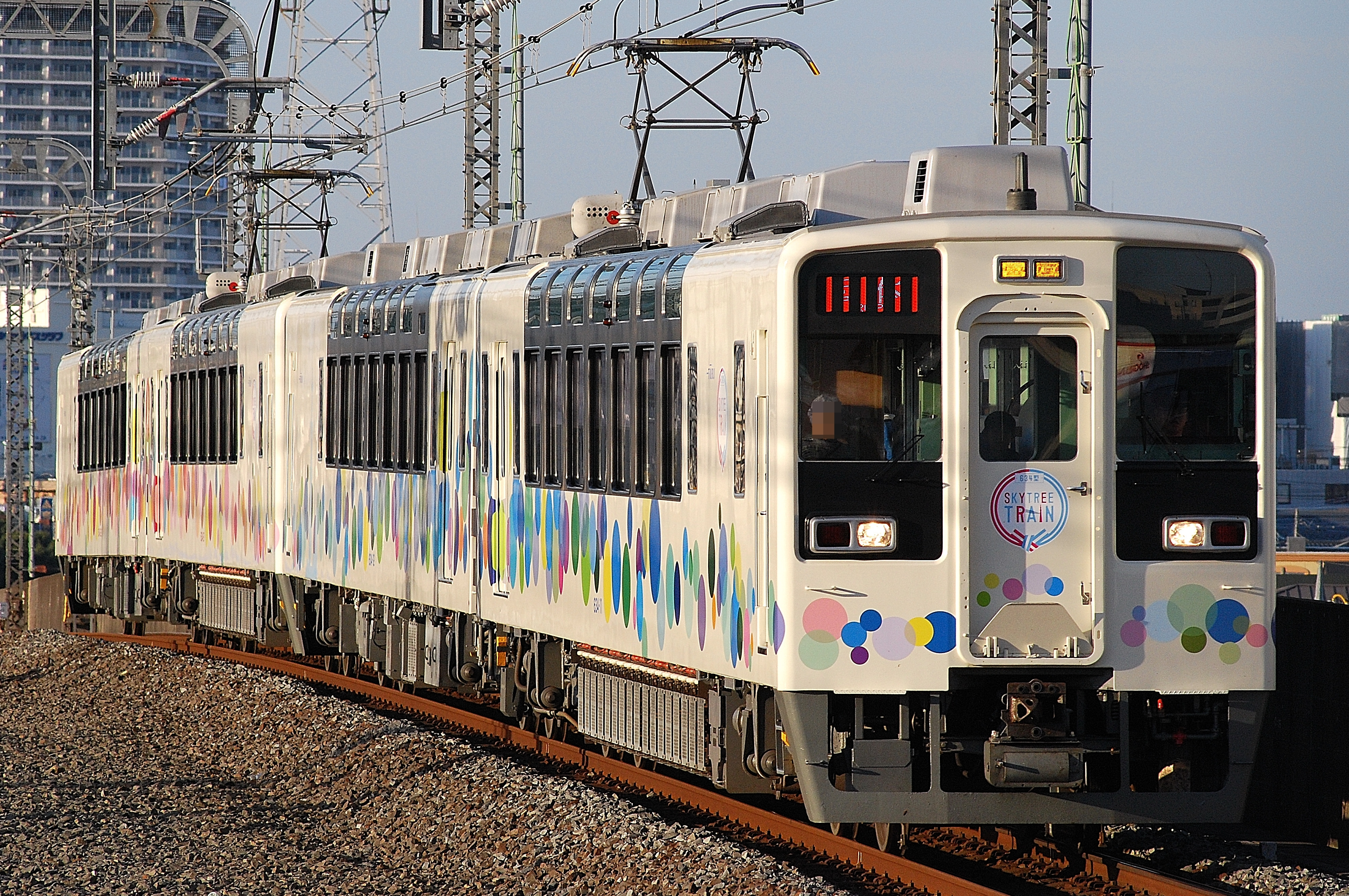
634型
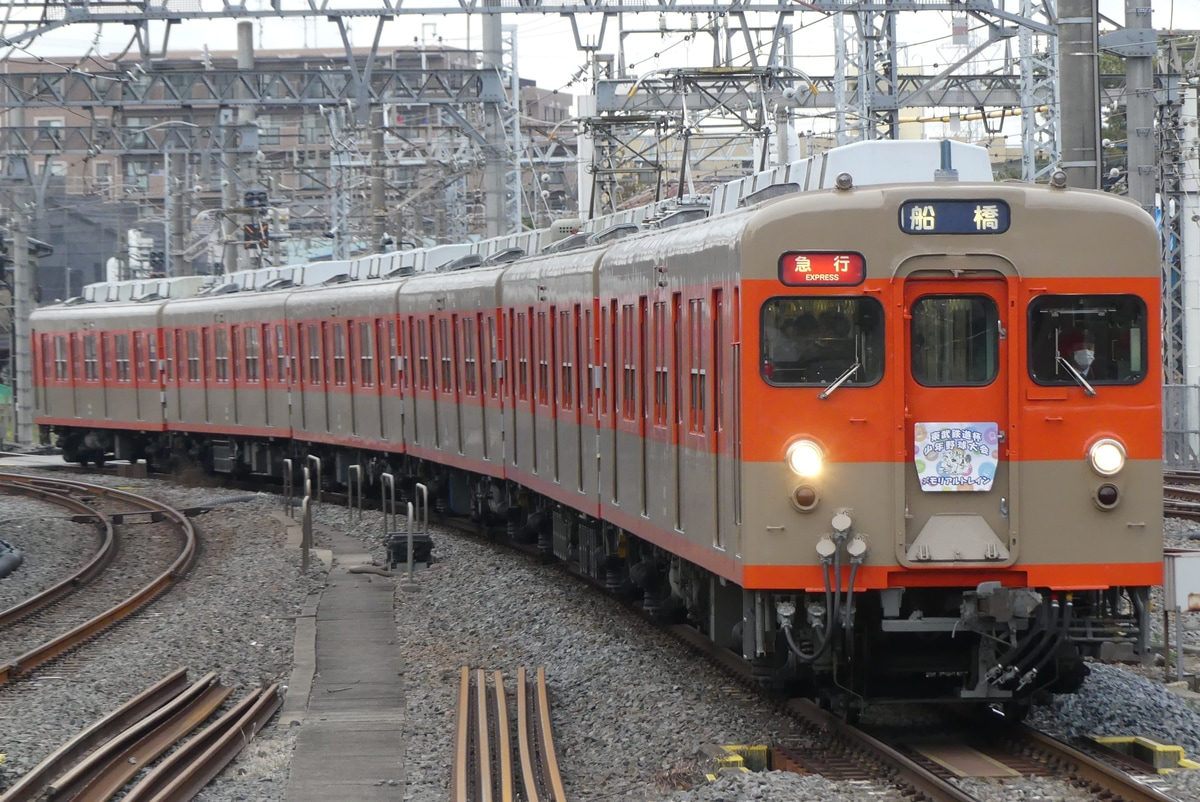
8000型8111F
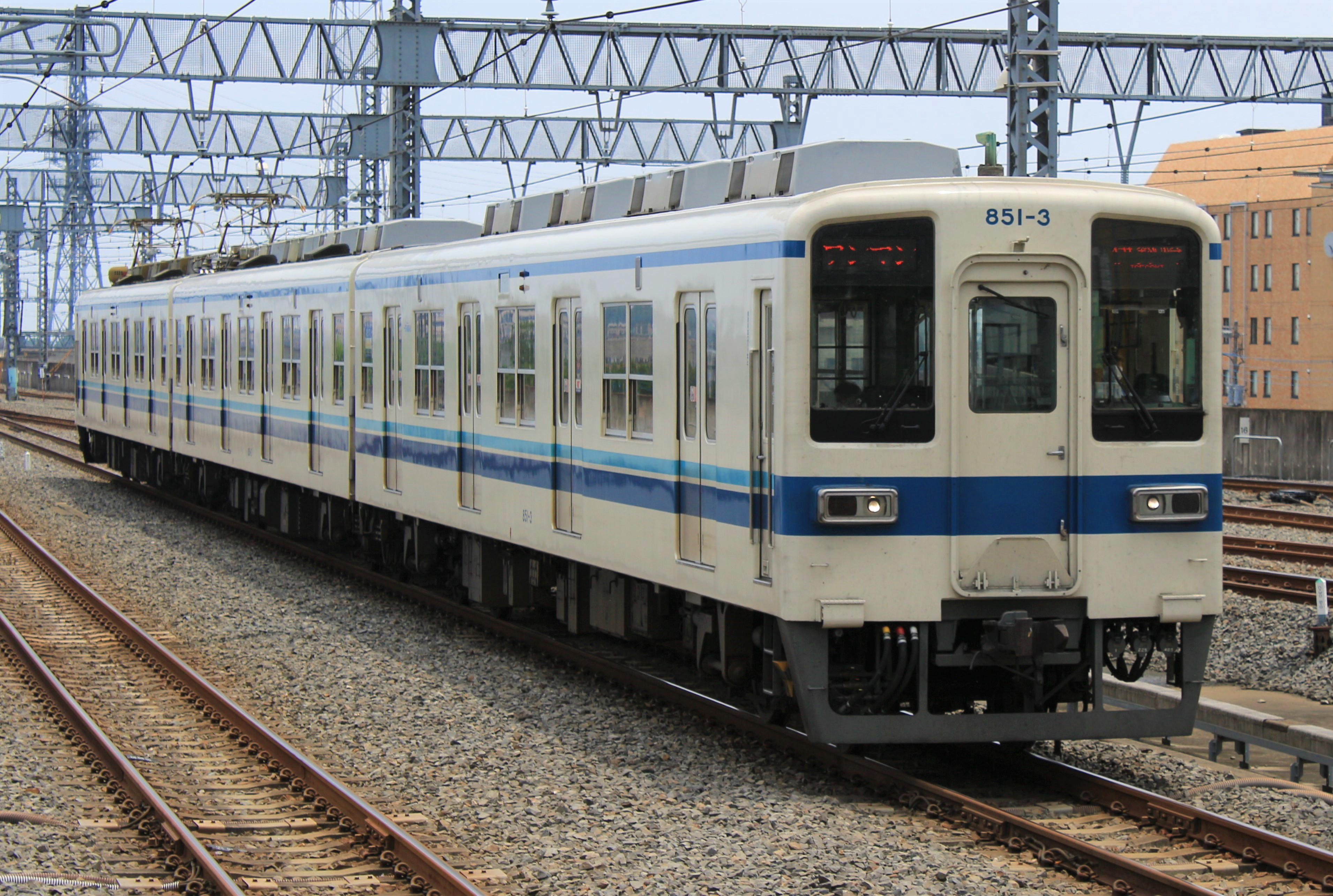
850型
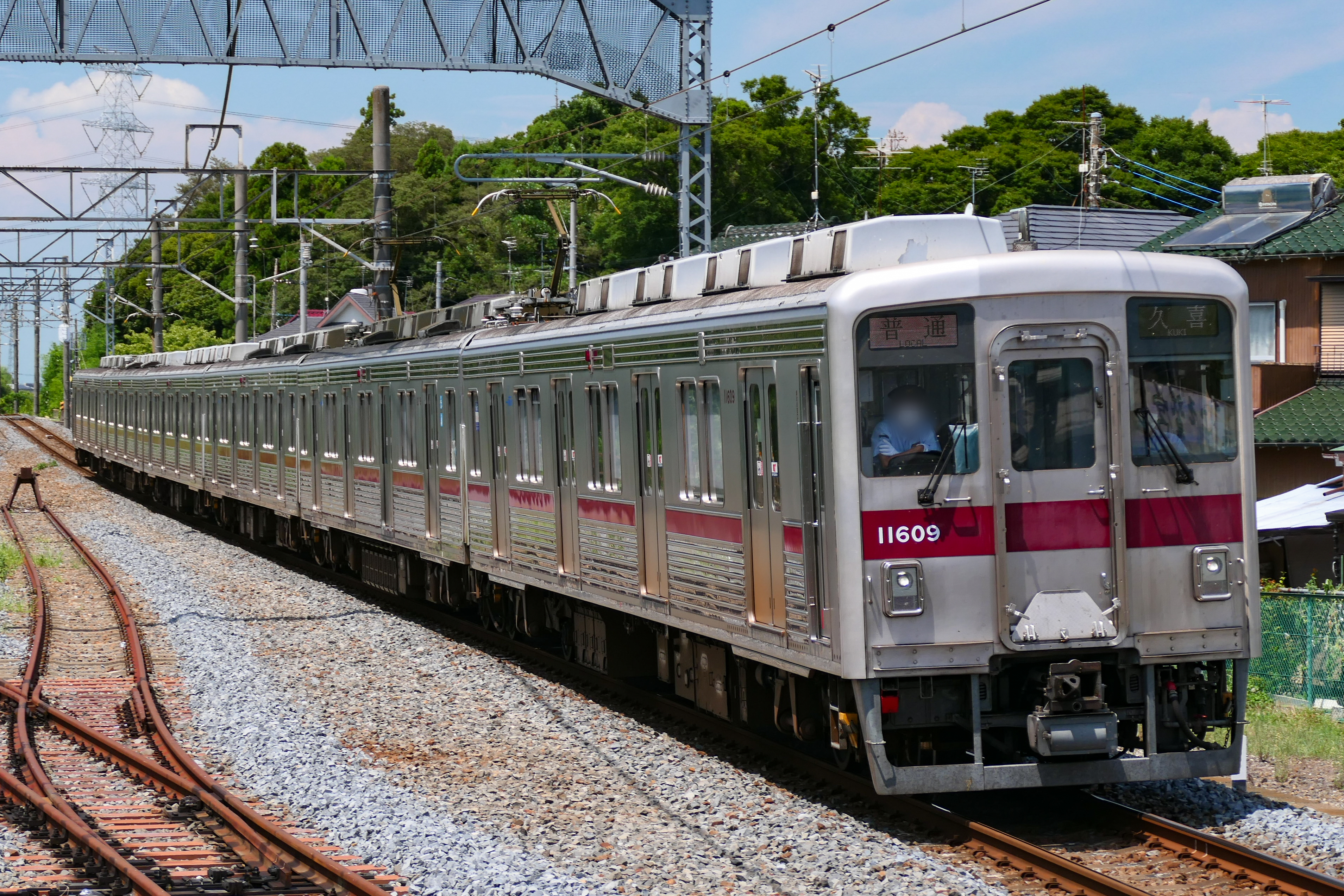
10000型
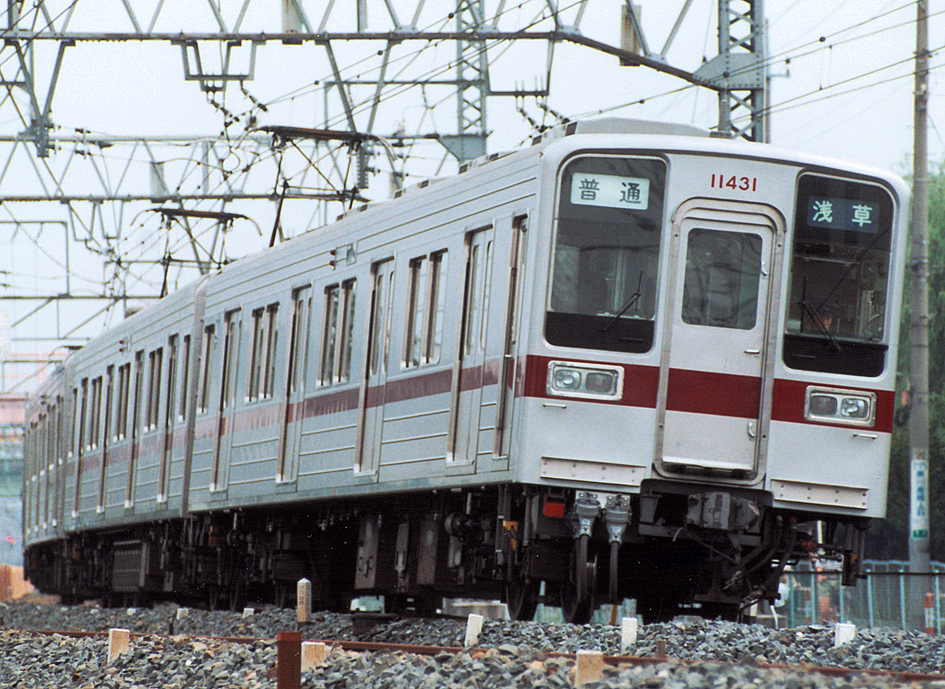
10030型
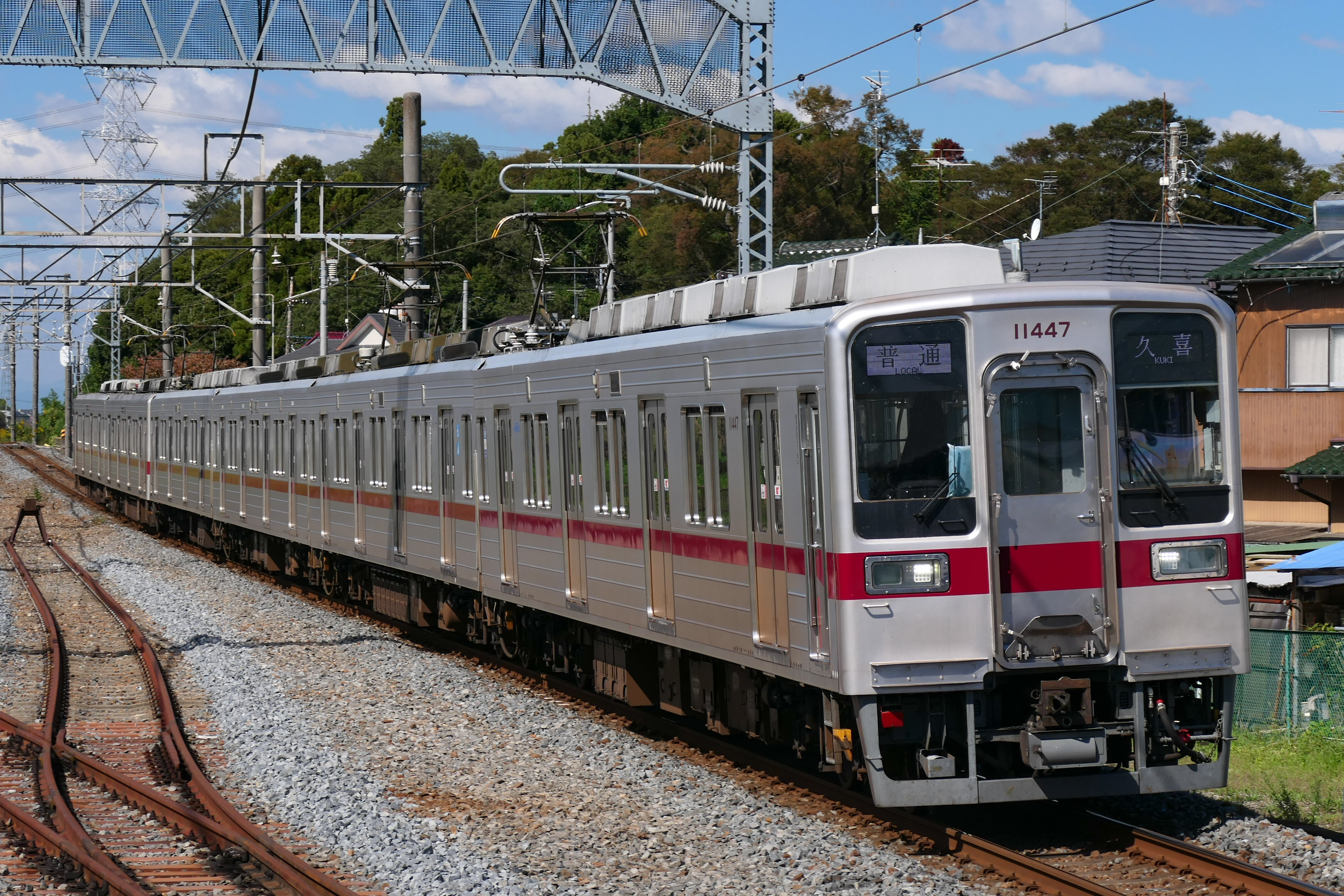
10030型（リニューアル車）
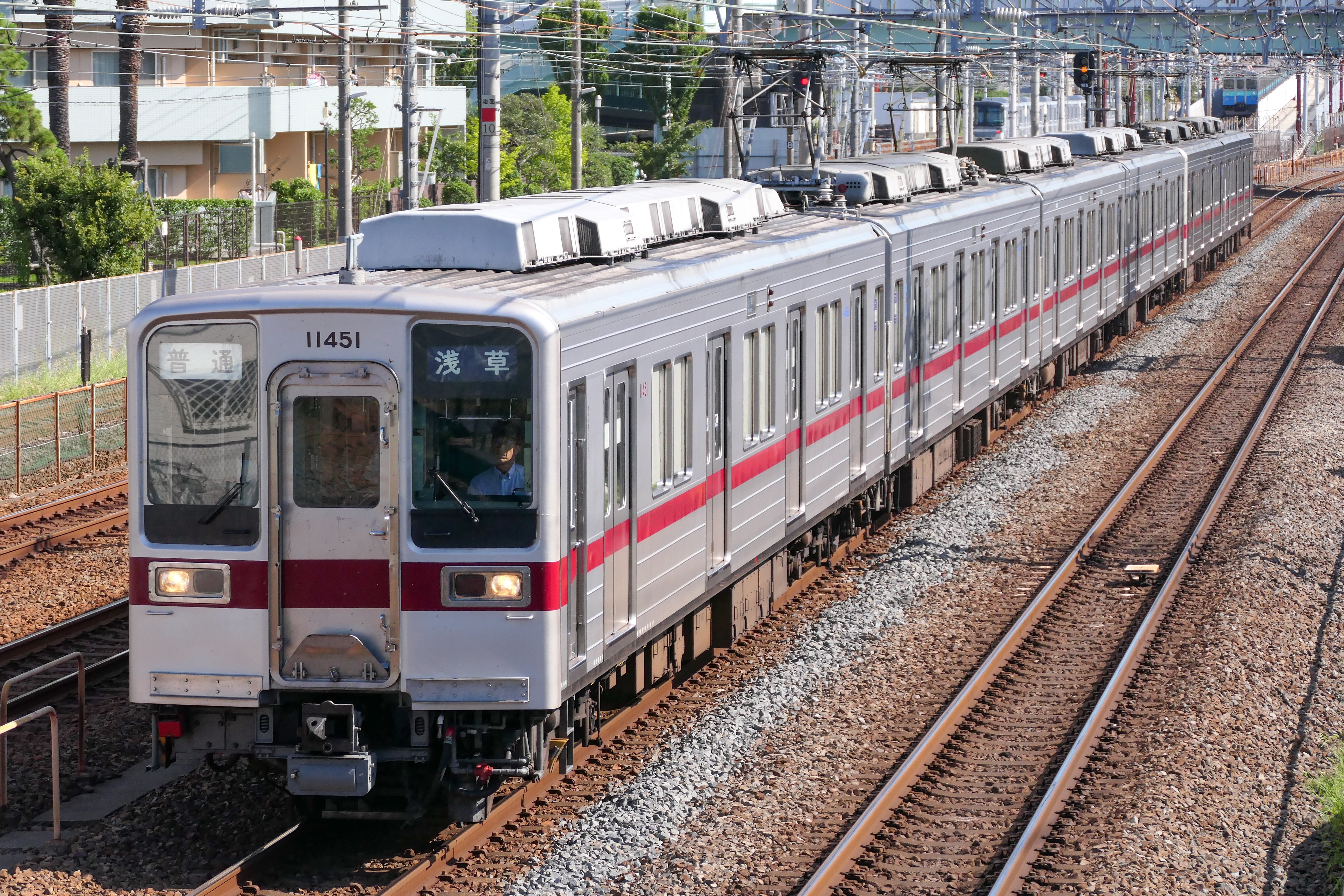
10050型
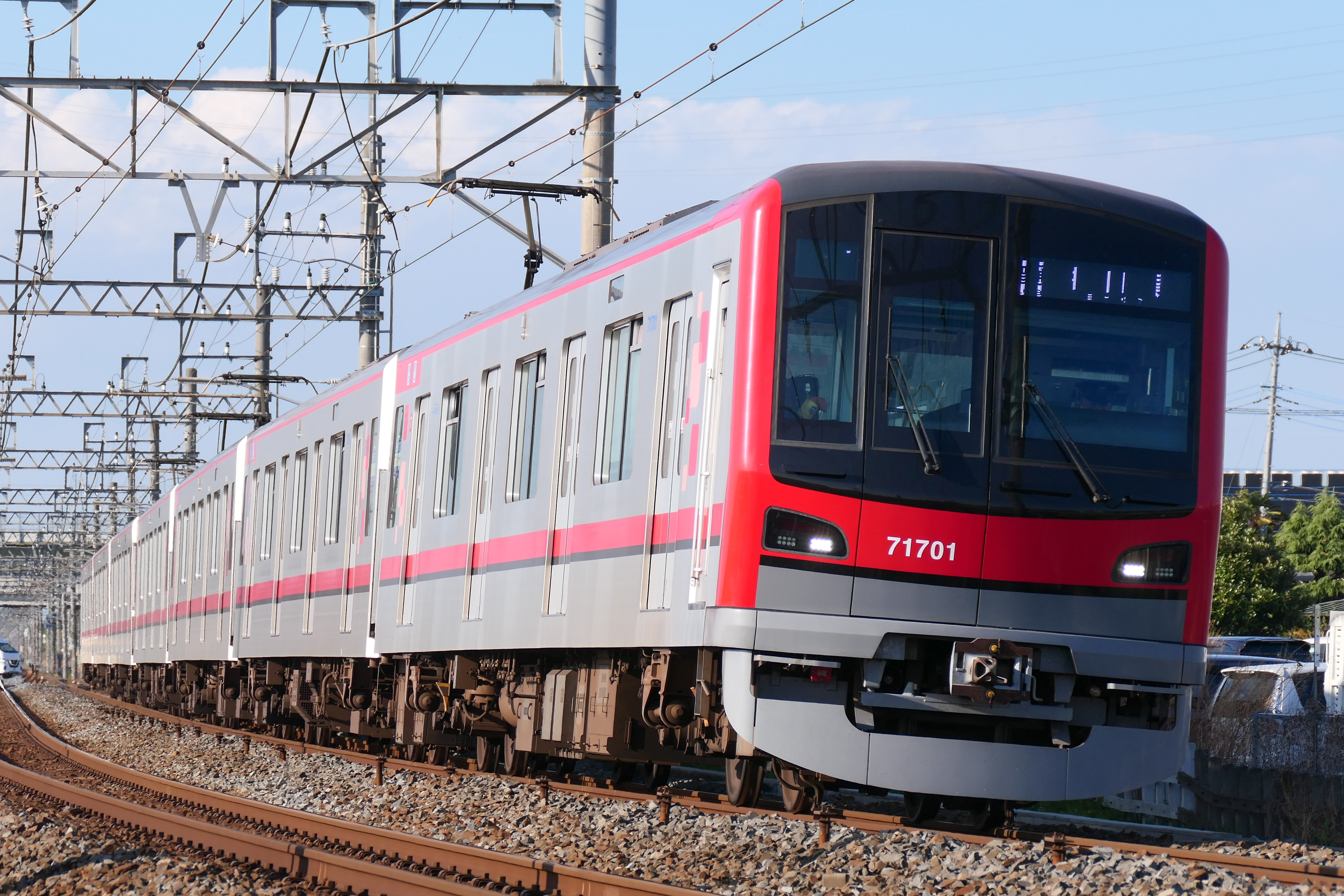
70000型
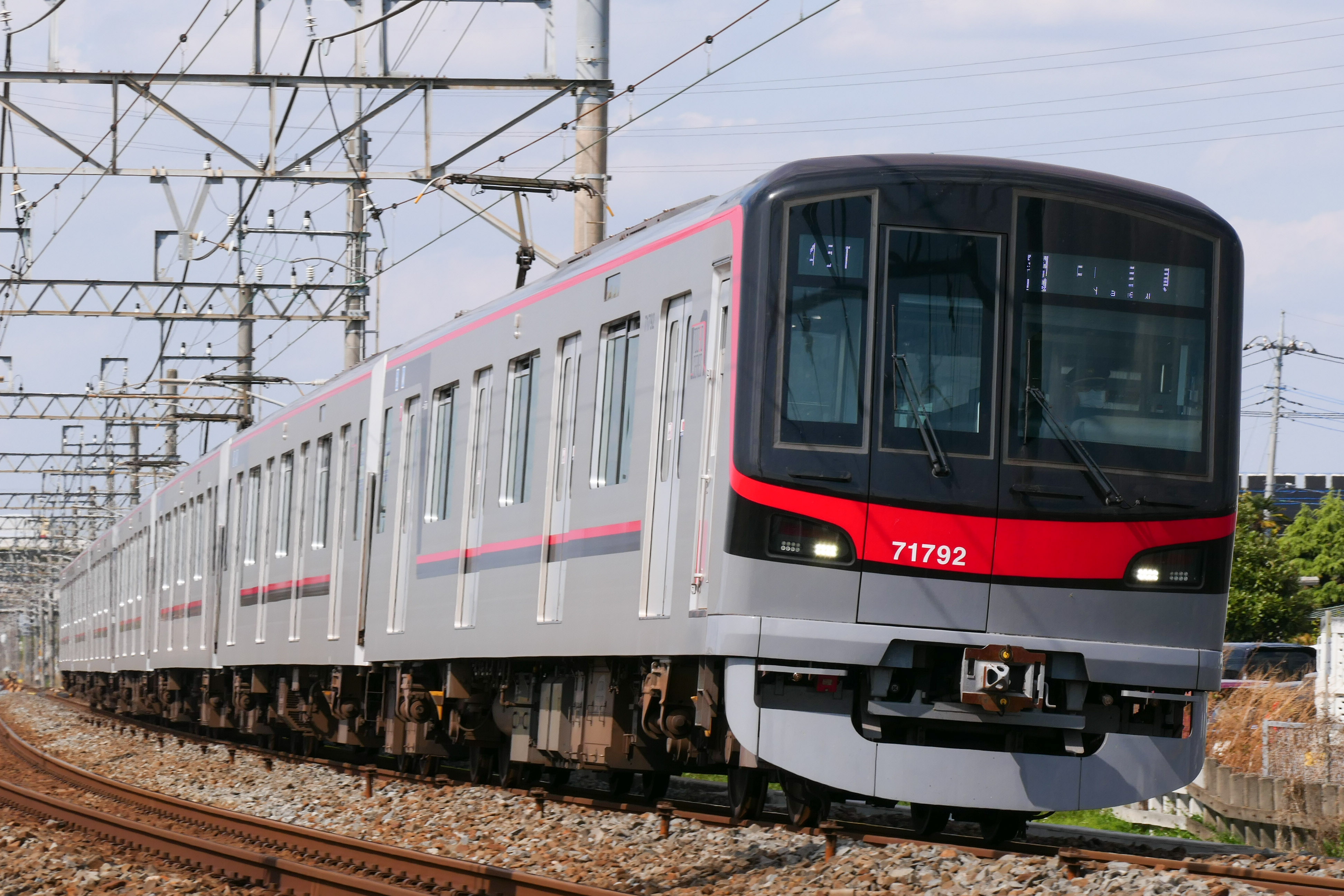
70090型
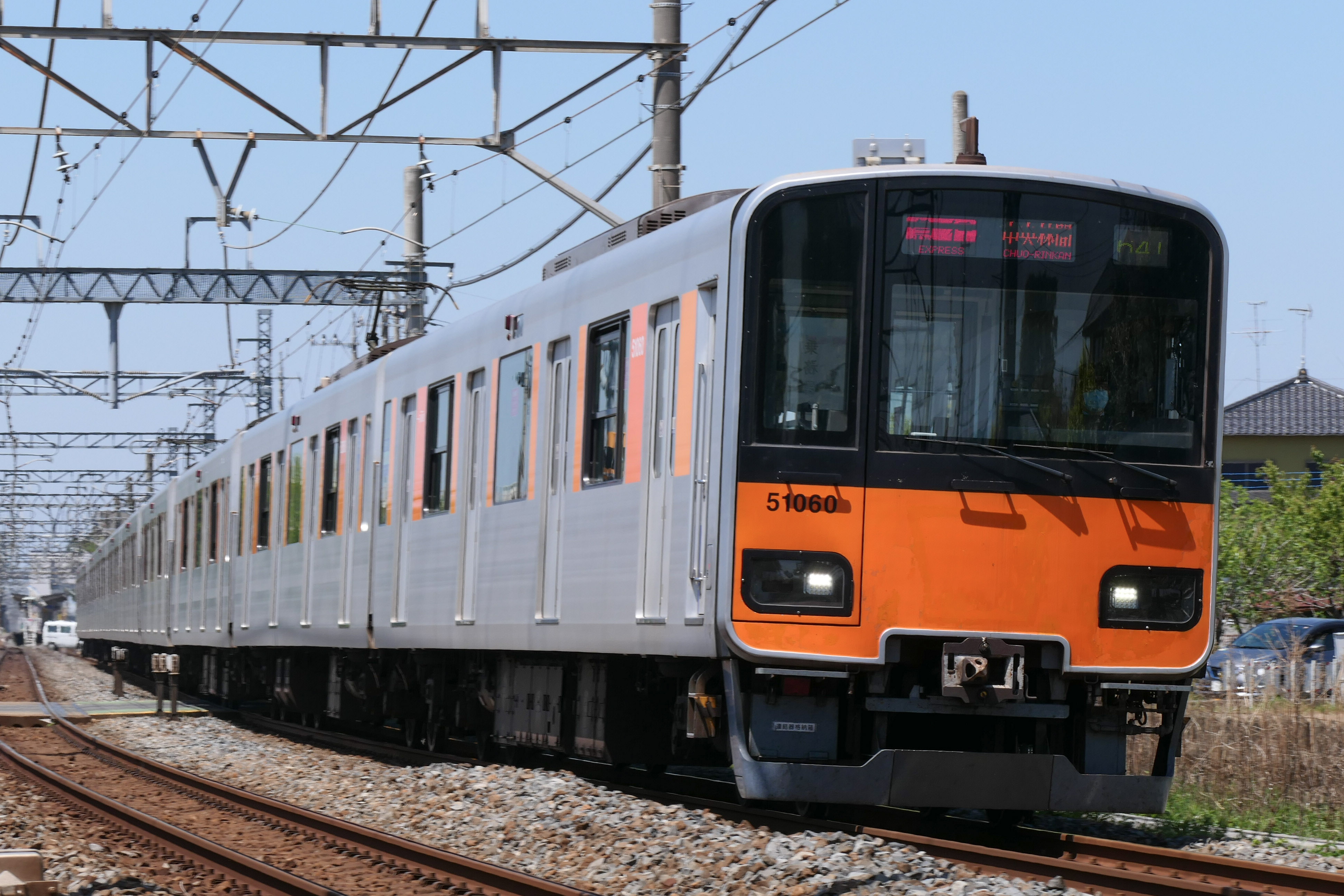
50000型・50050型

#### かつて使用されていた車両
- 蒸気機関車
  - B1形 - 開業時にイギリスのベイヤー・ピーコック社から輸入。貨物機として運用され、1965年までに廃車。5号は開業当初の原型に復元され、6号は現役時のまま東武博物館に保存されている。
  - B3形 -　1914年にベイヤー・ピーコック社から6両輸入。1966年廃車。
  - B4形 - 1922年に国鉄から6両譲渡される。1966年廃車。
- 電車
  - 250型
  - 300型・350型
  - 1700系・1720系
  - 1800系 - 1998年に定期運行終了。2018年に全廃。
  - 2000系 - 1993年に定期運行終了。同年に全廃。
  - 3000系・3050系 - 1996年に定期運行終了。同年に全廃。
  - 5000系・5050系・5070系 - 2006年に定期運行終了。2007年に全廃。
  - 5700系
  - 6000系
  - 6050系
  - 7300系
  - 7800系
  - 8000系 - 長らく伊勢崎線と日光線の準急や、2006年3月18日以降は区間準急・区間急行・普通列車でも運行されていたが、2012年6月に運行を終了した[注 14]。また、2006年3月17日までは1本のみ存在した浅草駅発東武日光駅・東武宇都宮駅行きの準急に使用されていた[注 15]。上りでは同じく準急の東武日光発浅草行きで、東武日光発は4両編成で途中の新栃木駅で後方に2両を連結して6両編成となる運用であった。
  - 10080型 - 2021年10月運用終了。
  - 20000型・20050型・20070型 - 上記の70000系導入に伴い、2020年3月27日に定期運行終了[34]。4両固定編成化して日光線・宇都宮線のワンマン運転用に順次転属している。
  - 30000系 - 伊勢崎線と半蔵門線との直通運転開始前は10000型などとの共通運用が組まれ、伊勢崎線内の全線で運用されていた。後述の50050型導入後は、大半の車両が半蔵門線直通の機能を外したうえで浅草駅発着などの本線内系統の運用に復帰したが、本線内系統専用車両を10000系列のみで統一することとなったこと、東上本線の川越市駅 - 小川町駅間にT-DATCと呼ばれるATCが導入されることに伴い、T-DATC設置の対象外となった8000系と一部の10000系の代替が必要になったこと、半蔵門線にCBTCが導入されることなどから、本線内系統地上運用・東京メトロ半蔵門線・東急田園都市線直通運用どちらにも対応できなくなり、最終的には2021年度までに全編成が東上本線に転出した。

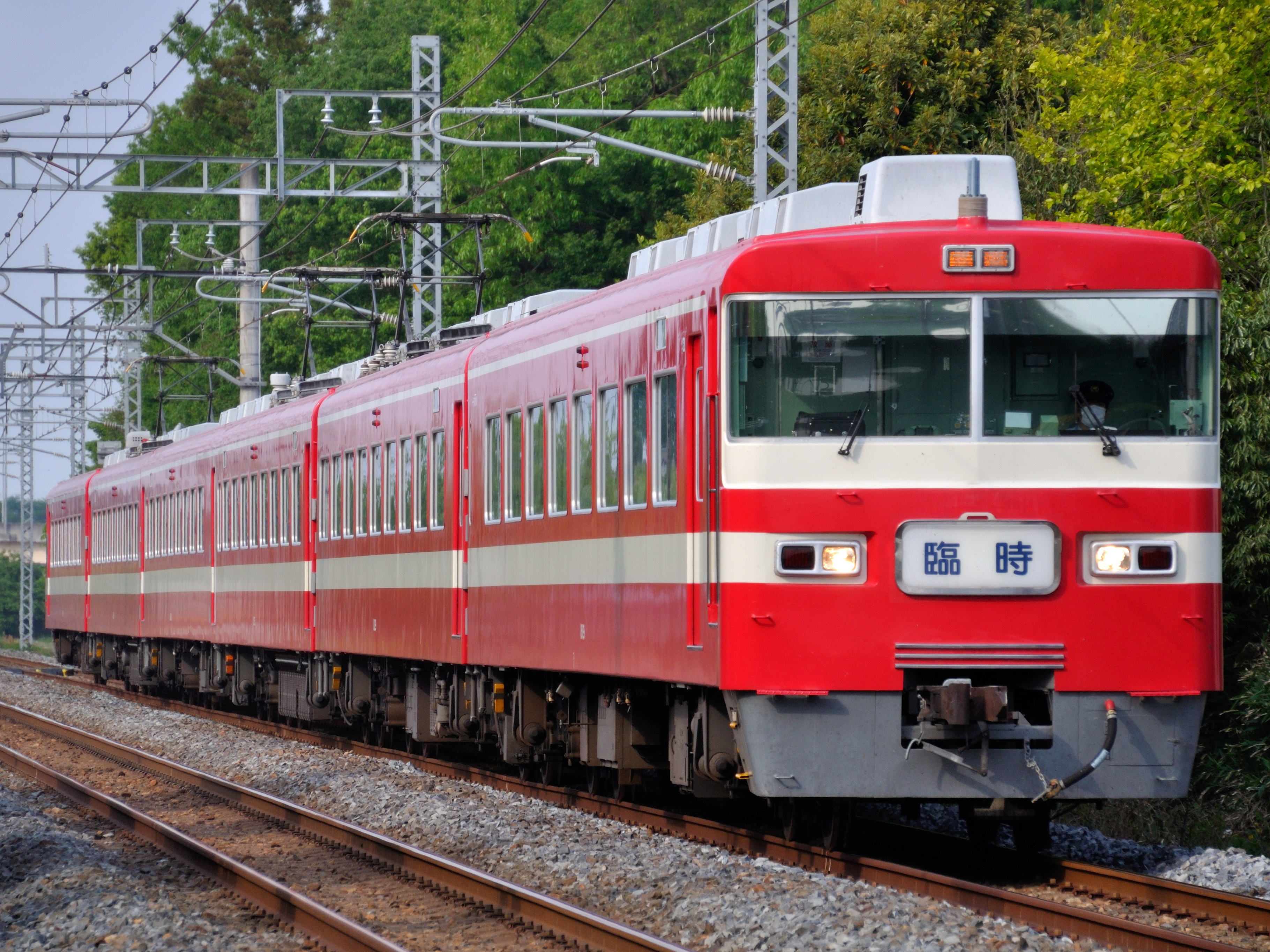
1800系
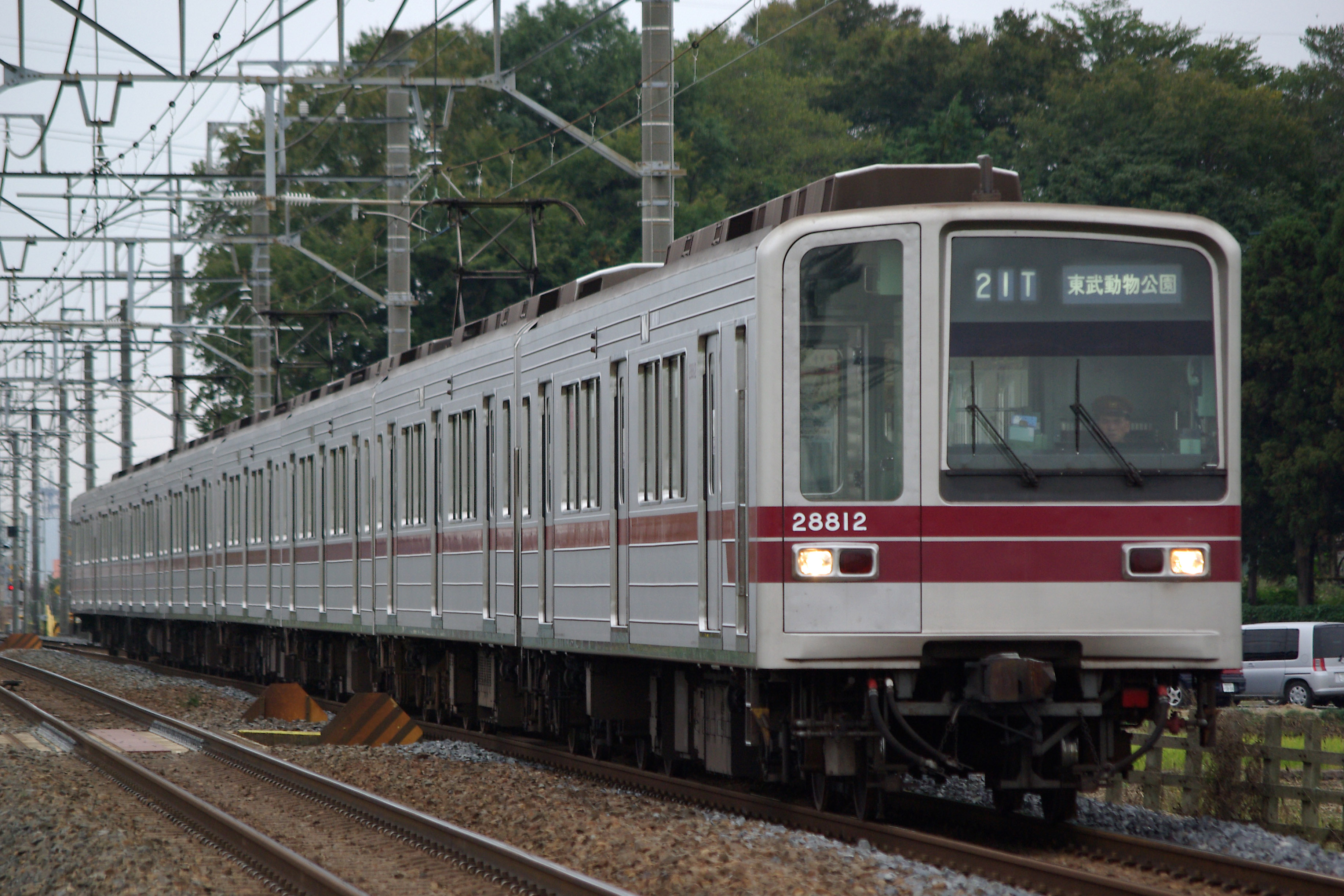
20000型
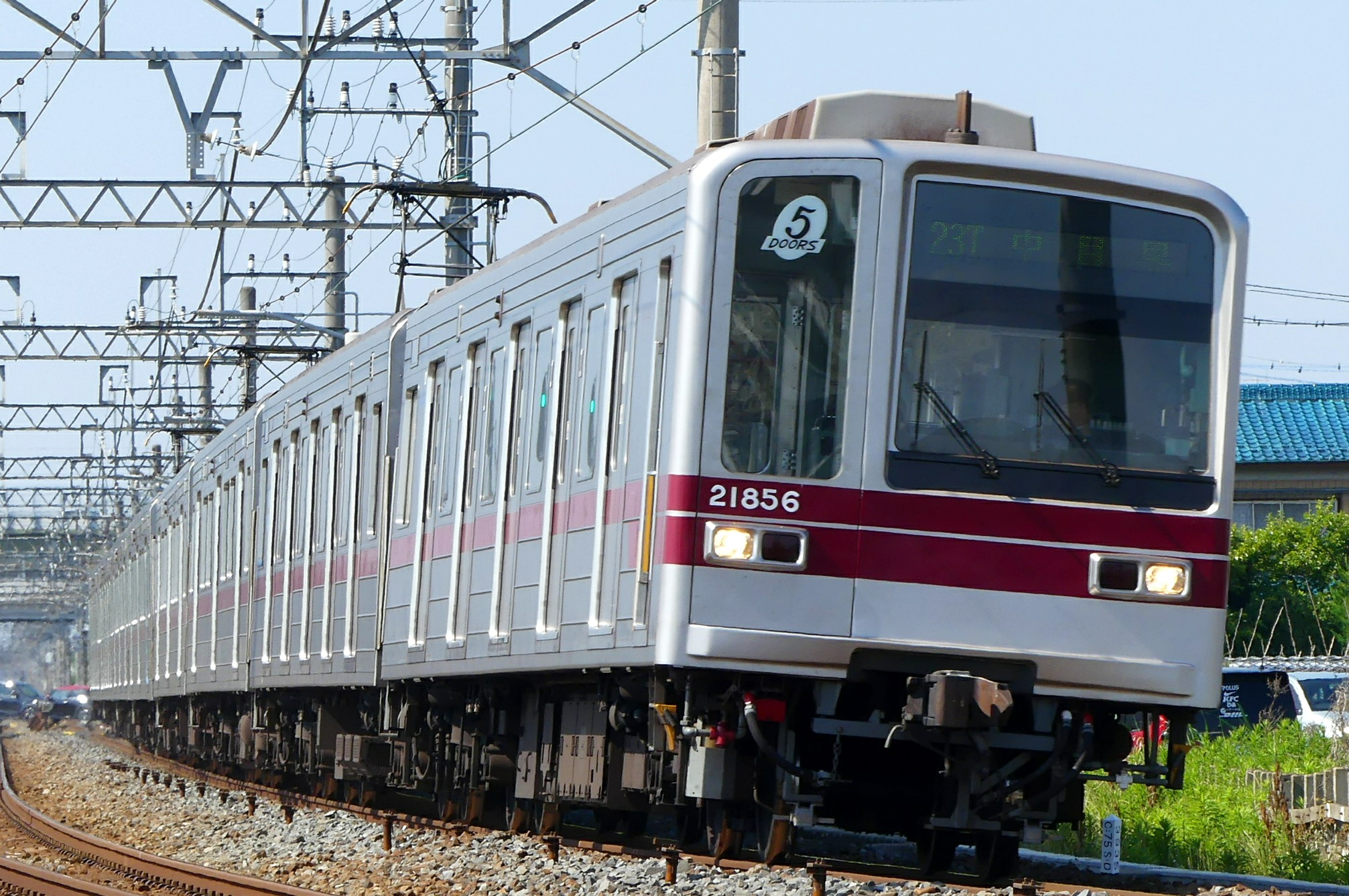
20050型
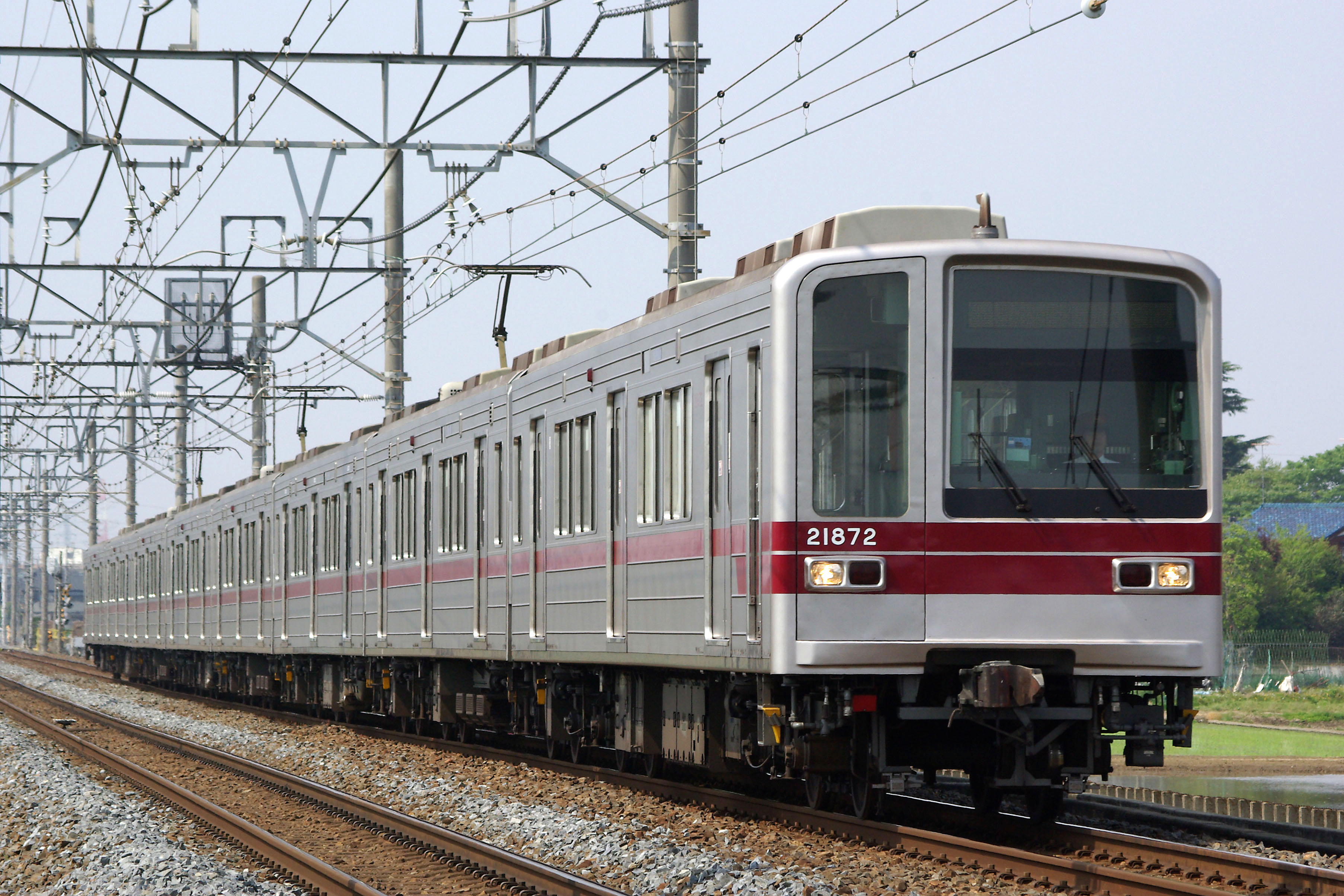
20070型
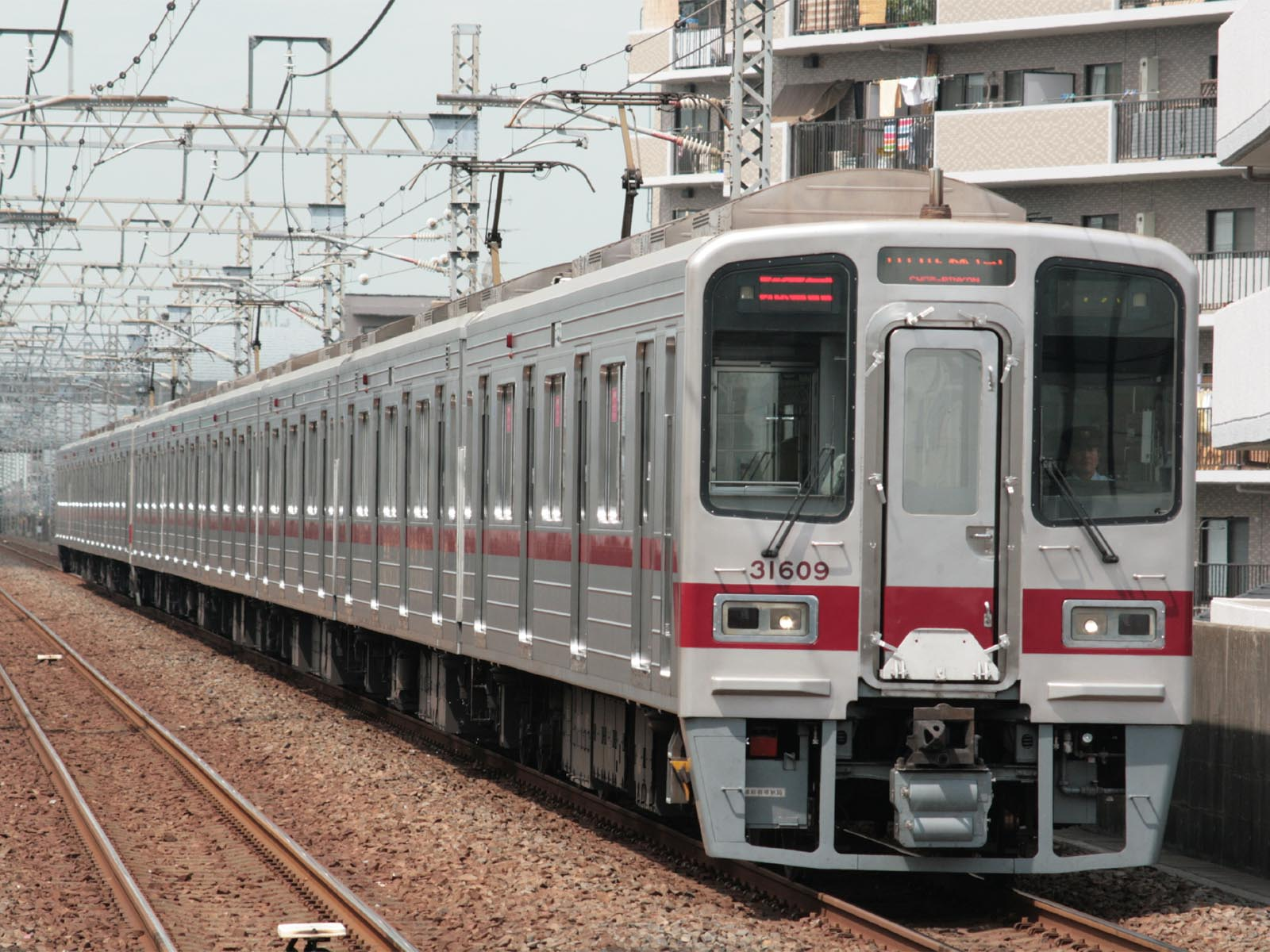
30000系

### 乗り入れ車両
- 東京メトロ日比谷線
  - 東京メトロ13000系
- 東京メトロ半蔵門線・東急田園都市線
  - 東京メトロ18000系
  - 東京メトロ08系
  - 東京メトロ8000系
  - 東急2020系
  - 東急5000系

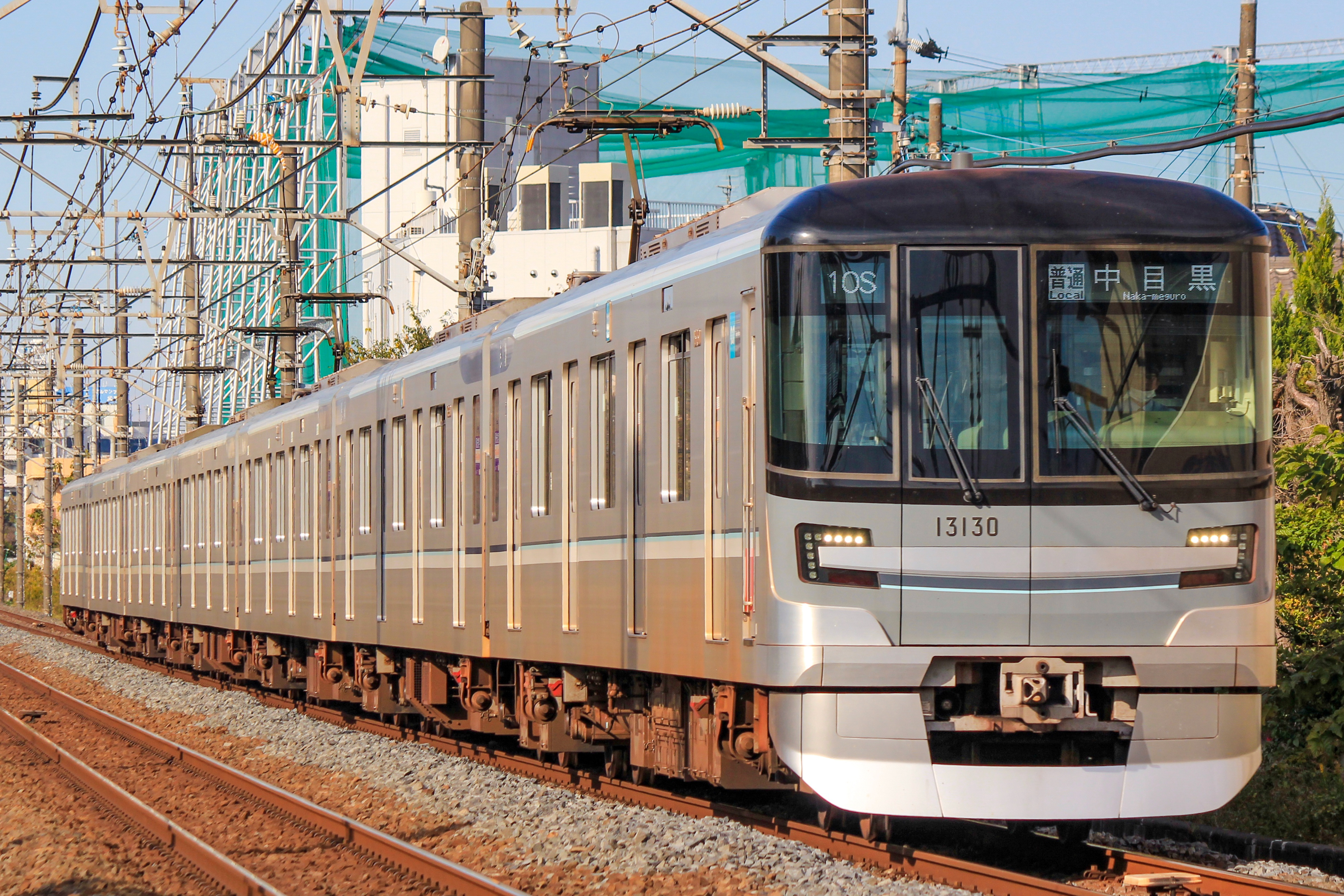
東京メトロ13000系
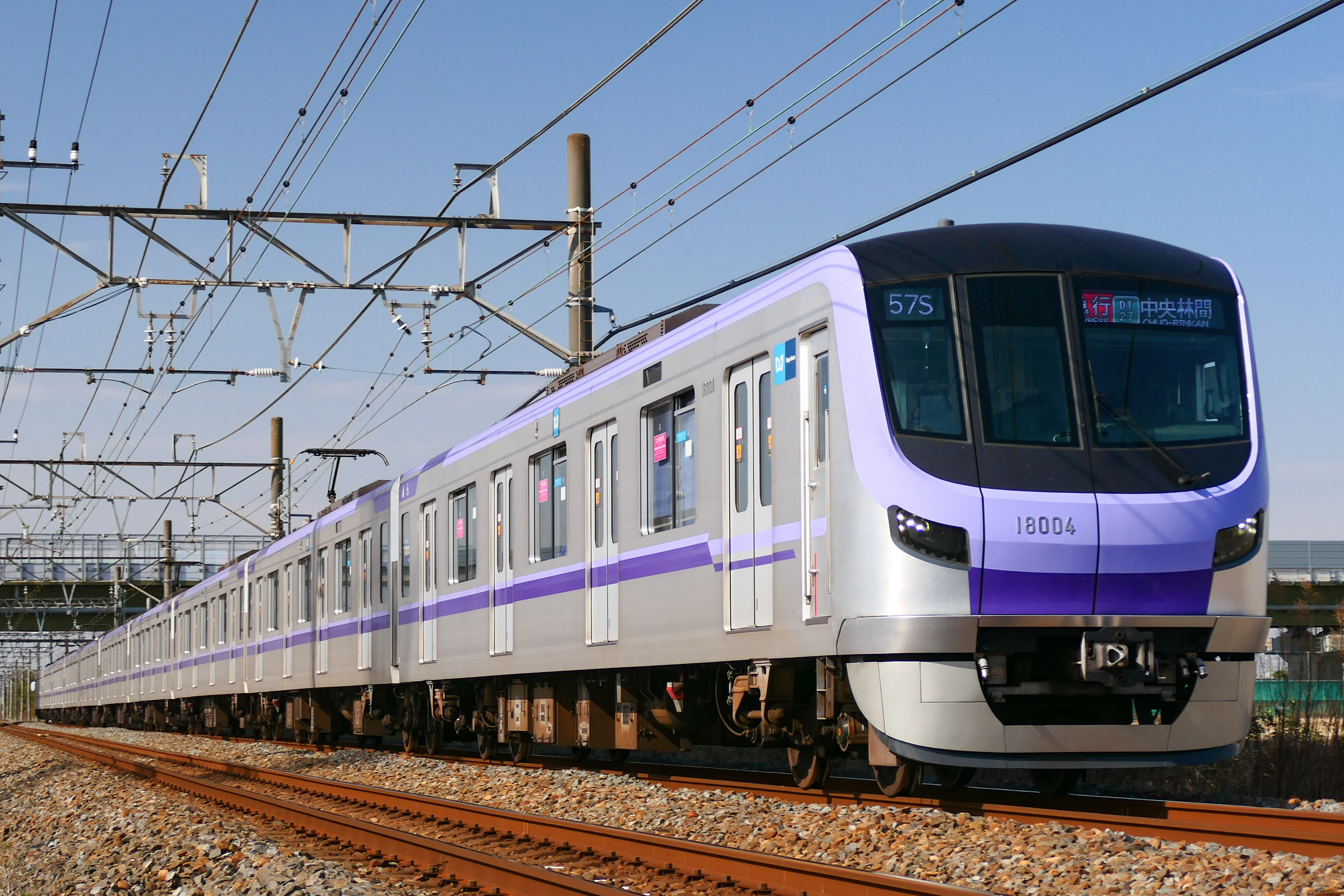
東京メトロ18000系
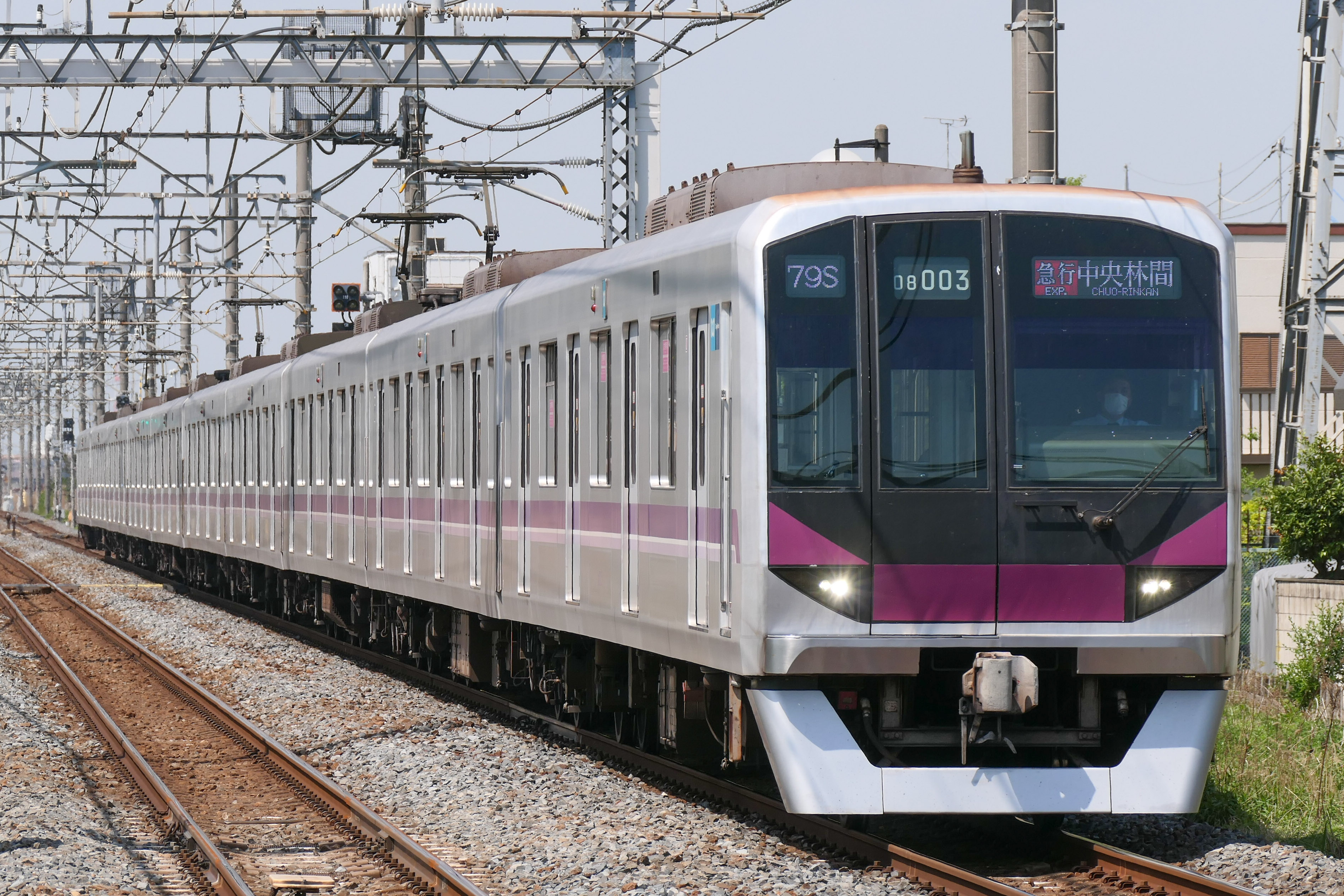
東京メトロ08系
東京メトロ8000系
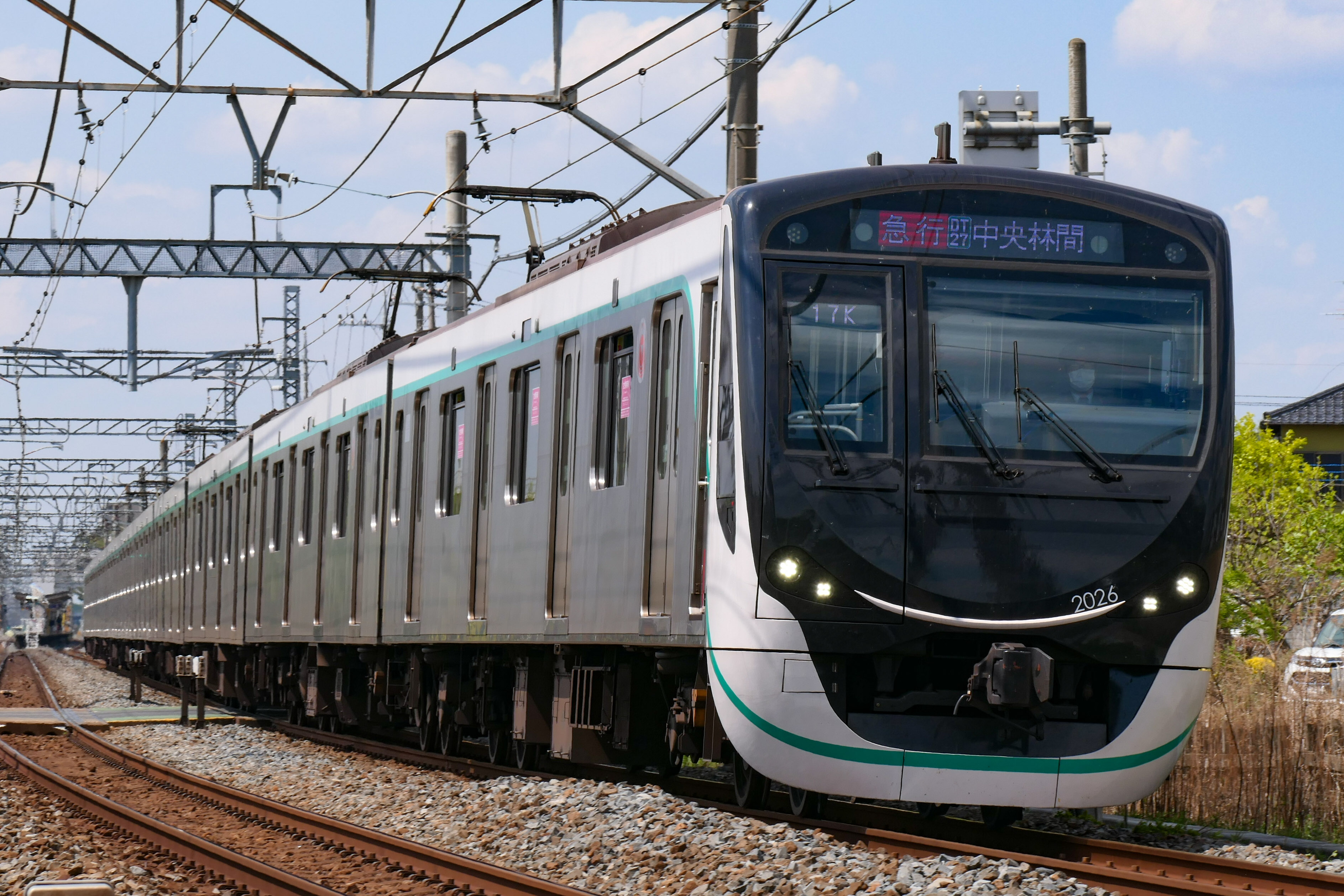
東急2020系
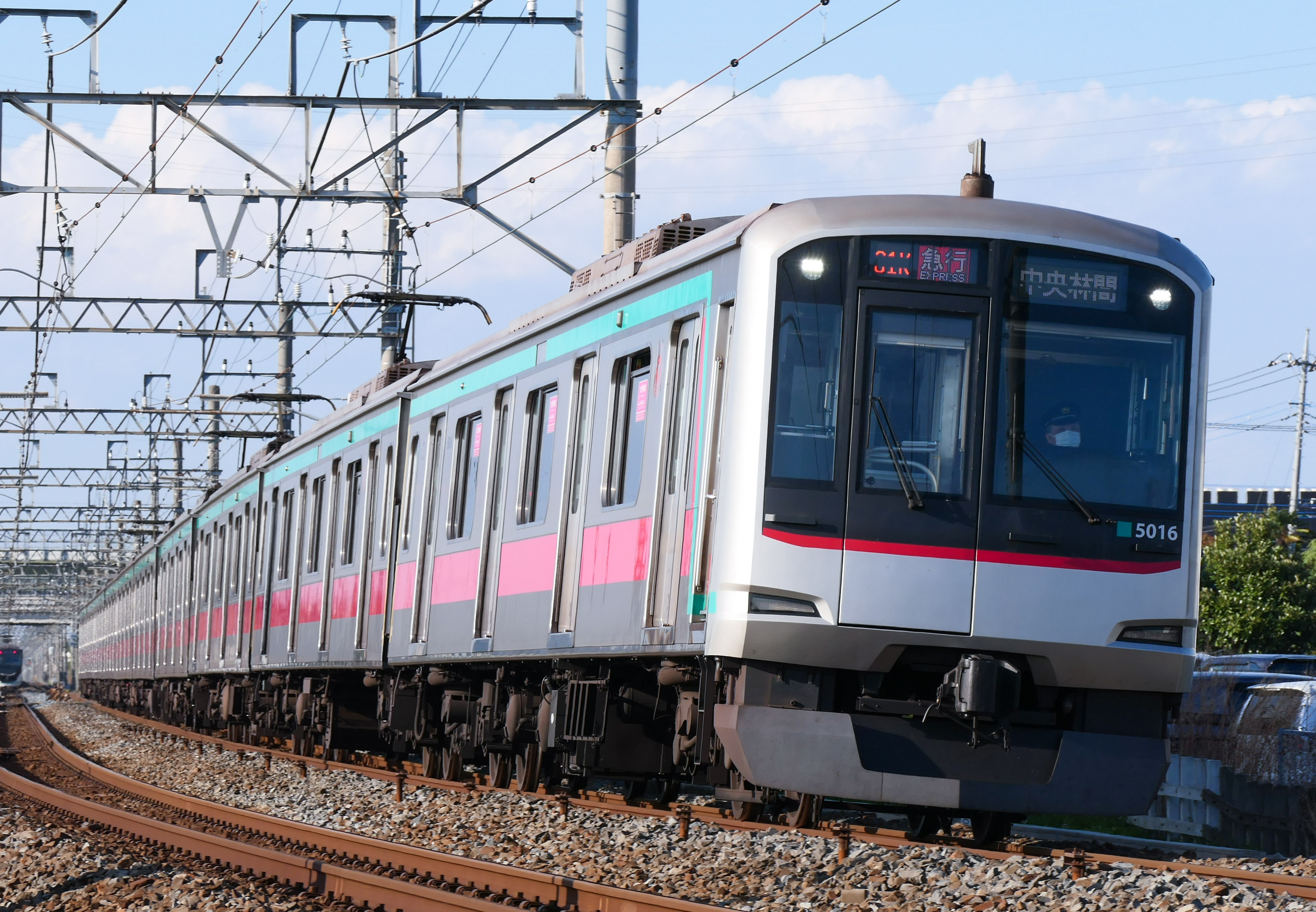
東急5000系

#### かつての乗り入れ車両
- 東京メトロ日比谷線
  - 営団3000系
  - 東京メトロ03系
- 東京メトロ半蔵門線・東急田園都市線
  - 東急8500系[36]
- 野岩鉄道会津鬼怒川線・会津鉄道会津線
  - 野岩鉄道6050系100番台
  - 会津鉄道6050系200番台

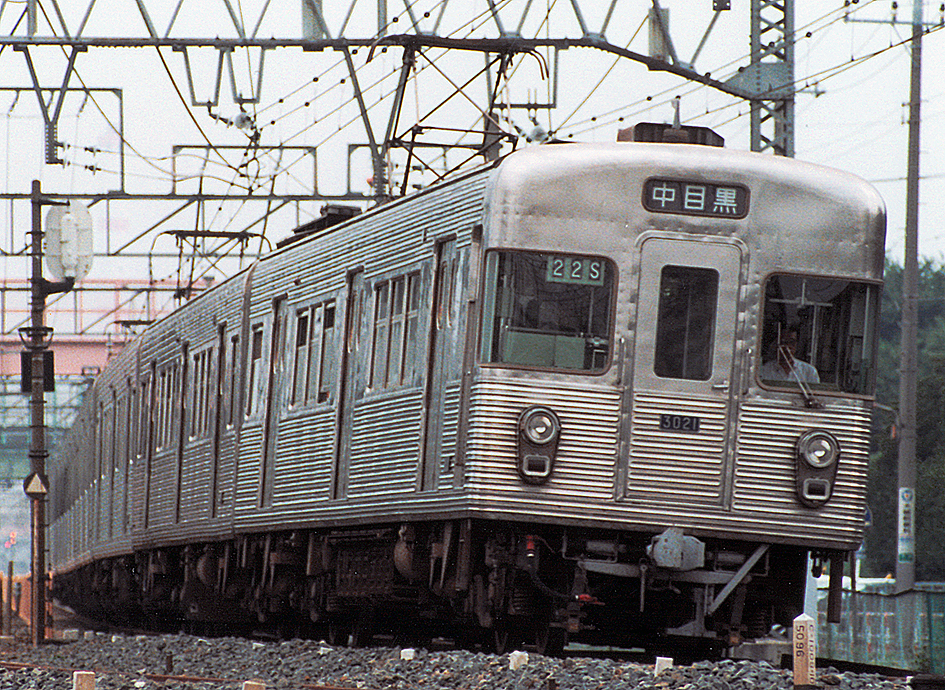
営団3000系
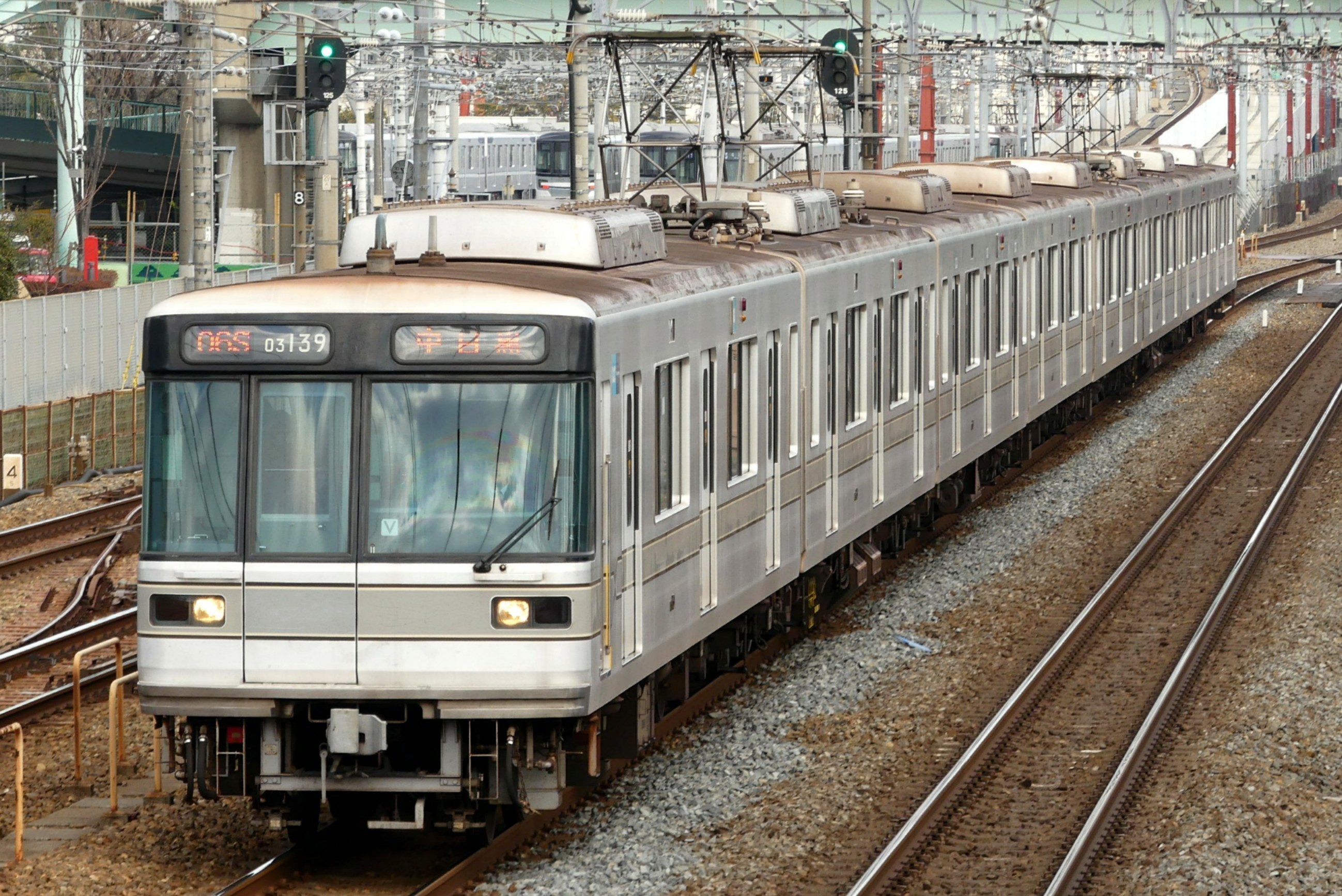
東京メトロ03系
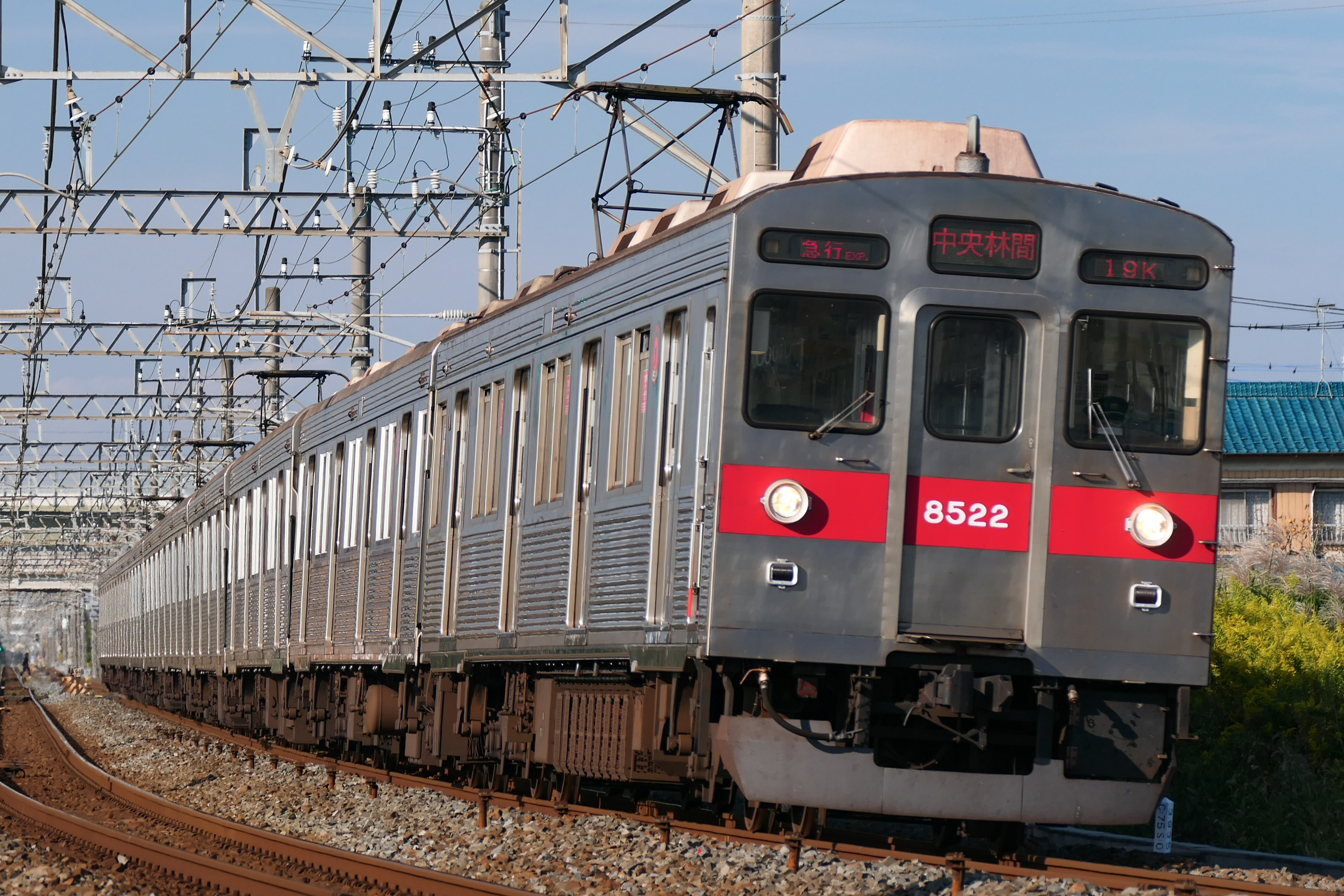
東急8500系
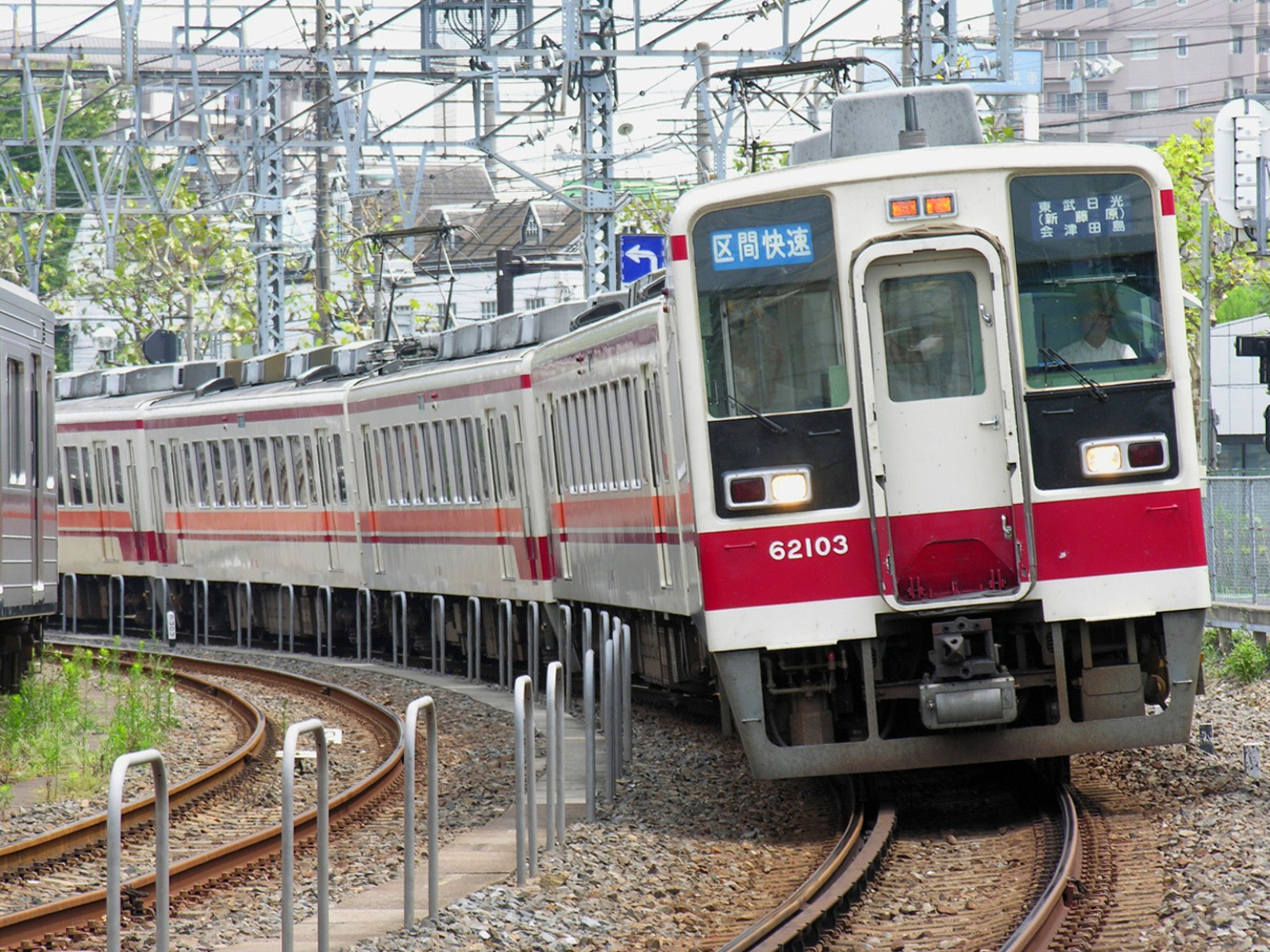
野岩鉄道6050系
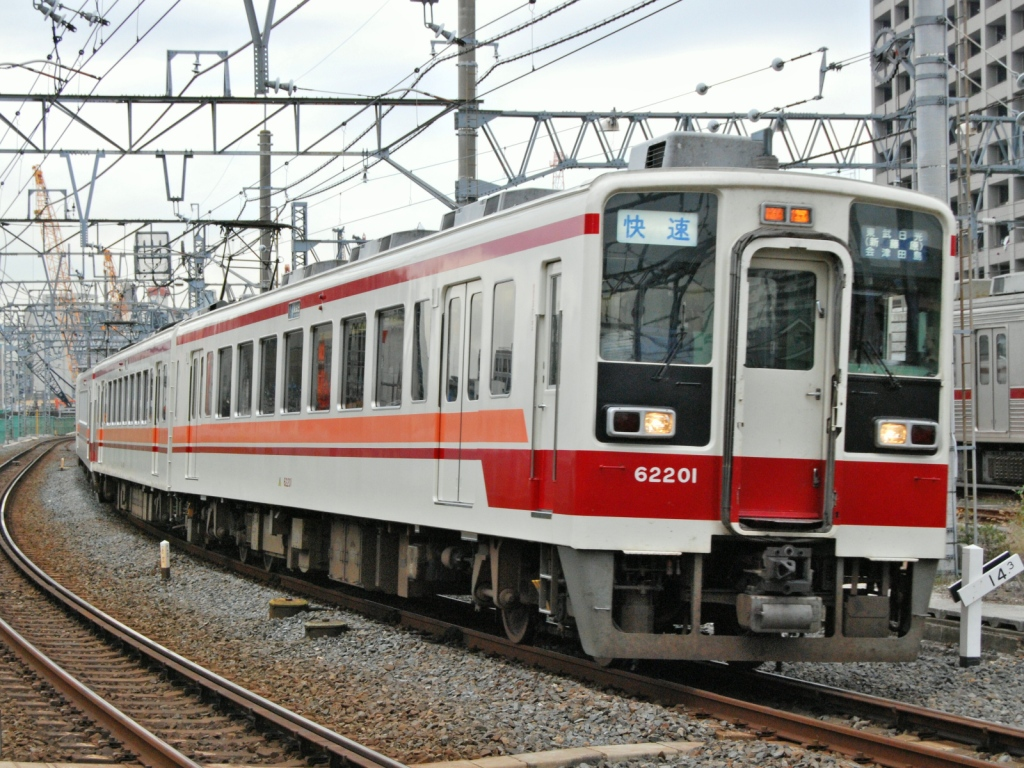
会津鉄道6050系

## 女性専用車
2005年5月9日から半蔵門線・東急田園都市線での導入に合わせて、平日朝ラッシュ時間帯の上り優等列車を対象に女性専用車が設定された。2006年3月27日から日比谷線での導入に合わせて、平日朝ラッシュ時間帯の日比谷線に直通する上り普通列車にも女性専用車が設定された。混雑率が低い浅草駅行きの普通列車は女性専用車が設定されていない。
対象となる列車は、東武鉄道の公式サイトに掲載されているほか、駅構内へ掲出されている時刻表に記述されている。
- 浅草駅・北千住駅行きの場合：朝7:30から9:00までに北千住駅に到着する8両編成の区間急行の最後尾車両。6両編成には設定がない。実施区間は館林駅・南栗橋駅→北千住駅。浅草駅行きの場合は北千住駅で設定解除となる。設定開始当初から2013年3月15日までは、10両編成の区間急行・区間準急にも設定されていた。なお、車両側に女性専用車のステッカーは掲出されておらず、駅ホームでの乗車位置案内のみ行われていたが、近年は10000系のうち8両固定編成である11801編成・11802編成と、4両編成2本を連結し8両固定化された編成のうち、下り寄り先頭車に緑色のステッカーを掲出している。
- 半蔵門線直通の場合：初電から9:20までに押上駅に到着する急行・準急の最後尾車両。実施区間は始発駅→渋谷駅。半蔵門線内で9:30を過ぎれば設定解除となる。
- 日比谷線直通の場合：朝7:30から9:00までに北千住駅に到着する普通の最後尾車両。実施区間は全区間。日比谷線内で9:00を過ぎれば設定解除となる。

女性専用車はいずれも最後尾の車両に設定されている。小児や身体の不自由な人とその介助者・保護者は性別を問わず乗車できる。
なお、半蔵門線直通列車の場合、10号車（押上・渋谷方先頭車両）にも女性専用車のステッカーが掲出されているが、これは直通先の東急田園都市線方面からの列車が、始発駅→半蔵門線内（東武線直通列車は押上まで）で女性専用車となるためであり、東武線内では無関係である（同様に田園都市線方面からの列車の場合、1号車に女性専用車は設定されない）。

## 利用状況
2023年度の朝ラッシュ時最混雑区間は小菅駅 → 北千住駅間であり、ピーク時（7:30 - 8:30）の混雑率は137%である。
混雑率は1995年度まで180%を超えていたが、北千住駅の改良工事が完了した1996年度に170%を下回った。その後も輸送力の増強と輸送人員の減少により混雑率は緩和傾向が続き、半蔵門線との直通運転を開始した2002年度のダイヤ改正では、ピーク1時間あたりの輸送力が私鉄最大の51,540人となり、混雑率が150%を下回った。その後のダイヤ改正は、輸送人員の減少に合わせて輸送力を削減したことで、混雑率は2012年度まで140%程度で推移していた。
2013年度のダイヤ改正では、朝ラッシュ時に運転されていた10両編成の区間急行が全て8両編成になり、輸送力が大幅に削減された。その一方で、輸送人員の減少に歯止めがかかったことにより、混雑率は150%程度で推移している。2017年度のダイヤ改正では、それまで朝ラッシュ時間帯のピーク時に運行されていなかった特急列車が初めて設定された。
種別や車両位置に関わらず全体的に混雑率が高く、北千住駅を7:40 - 8:10頃に到着する列車が最も混雑する。10両編成で運転される急行および準急は半蔵門線に直通し、8両編成で運転される区間急行より混雑率がやや高い傾向がある。7両編成で運転される普通は日比谷線に直通し、同様に混雑する。ピーク時の前後に運転されていた竹ノ塚駅始発浅草駅行きの普通列車は混雑率が非常に低かったが、2020年度のダイヤ改正で廃止された。
2008年度の一日平均通過人員は北千住駅 - 小菅駅間が526,730人であり、伊勢崎線で最も多い。北千住駅は伊勢崎線で最も乗降人員が多い駅であり、同駅を介して日比谷線との相互直通運転が行われている。牛田駅 - 北千住駅間の一日平均通過人員は153,984人であり、北千住駅 - 小菅駅間の3割程度になる。押上駅を介して半蔵門線との相互直通運転が行われているため、日比谷線と半蔵門線の直通列車が経由しない浅草駅 - とうきょうスカイツリー駅（押上駅）の一日平均通過人員は54,414人まで減少し、北千住駅 - 小菅駅間の1割程度になる。
埼玉県との都県境をまたぐ竹ノ塚駅 - 谷塚駅間が395,703人、複々線区間の北端にあたる越谷駅 - 北越谷駅間が291,344人、東武スカイツリーラインの北端にあたる姫宮駅 - 東武動物公園駅間が130,805人であり、東武スカイツリーラインの愛称区間は東京圏の通勤路線として機能している。東武動物公園駅で日光線と分岐するため、東武動物公園 - 和戸間の一日平均通過人員は61,799人に減少する。
久喜駅でJR宇都宮線と接続するため、和戸駅 - 久喜駅間の一日平均通過人員が59,729人であるが久喜駅 - 鷲宮駅間で66,385人に増加する。その後も一日平均通過人員が減少し、群馬県との県境をまたぐ羽生駅 - 川俣駅間が26,526人、複線区間の北端にあたる茂林寺前駅 - 館林間が24,518人で、北千住駅 - 小菅駅間の5%程度となる。館林駅で佐野線と小泉線に接続して単線区間となり、館林駅 - 多々良駅間は16,514人に減少する。単線区間は乗降人員が1,000人に満たない駅も存在する。太田駅より先は一日平均通過人員が8,000人を下回り、最も一日平均通過人員が少ない新伊勢崎駅 - 伊勢崎駅間が5,443人で、北千住駅 - 小菅駅間の1%程度となる。
2006年3月18日のダイヤ改正までは昼間の料金不要の速達列車は6両編成で運転されていたが、原則70 km以上を超えるロングラン運転を行っていたことから上記のような通過人員の変動を大きく受けていた。複々線区間は輸送力不足であった反面、単線区間は輸送力過剰であった。2003年3月19日のダイヤ改正までは日中に東武動物公園駅 - 太田駅間で通過運転を行う料金不要の速達列車が毎時1本運転されていたが、もともと日中の運転本数が毎時3本程度と少ない区間であり、緩急接続を行わないため通過駅の利便性を低下させる要因となっていた。現在のダイヤは久喜駅と館林駅で運用を分離し、運行区間と時間帯によって編成数を3両編成から10両編成まで分けることにより、適正な輸送力の確保と車両運用の効率化が図られている。
近年の輸送実績を下表に記す。表中、最高値を赤色で、最高値を記録した年度以降の最低値を青色で、最高値を記録した年度以前の最低値を緑色で表記している。
| 年度               | 最混雑区間（小菅駅 → 北千住駅間）輸送実績 | 最混雑区間（小菅駅 → 北千住駅間）輸送実績 | 最混雑区間（小菅駅 → 北千住駅間）輸送実績 | 最混雑区間（小菅駅 → 北千住駅間）輸送実績 | 特記事項                                    |
| 年度               | 運転本数：本                              | 輸送力：人                                | 輸送量：人                                | 混雑率：%                                 | 特記事項                                    |
| ------------------ | ----------------------------------------- | ----------------------------------------- | ----------------------------------------- | ----------------------------------------- | ------------------------------------------- |
| 1955年（昭和30年） | 13                                        | 5,725                                     | 13,020                                    | 227                                       |                                             |
| 1958年（昭和33年） | 16                                        | 8,810                                     | 19,550                                    | 222                                       |                                             |
| 1959年（昭和34年） | 17                                        | 8,830                                     | 16,453                                    | 186                                       |                                             |
| 1960年（昭和35年） | 17                                        | 10,400                                    | 17,140                                    | 165                                       |                                             |
| 1961年（昭和36年） | 20                                        | 12,020                                    | 22,601                                    | 188                                       |                                             |
| 1962年（昭和37年） | 21                                        | 13,030                                    | 22,366                                    | 172                                       | 1962年5月31日、日比谷線直通運転開始         |
| 1963年（昭和38年） | 22                                        | 13,087                                    | 29,639                                    | 226                                       |                                             |
| 1964年（昭和39年） | 22                                        | 13,848                                    | 33,135                                    | 239                                       |                                             |
| 1965年（昭和40年） | 24                                        | 16,964                                    | 37,393                                    | 220                                       |                                             |
| 1966年（昭和41年） | 26                                        | 19,920                                    | 46,001                                    | 231                                       |                                             |
| 1967年（昭和42年） | 26                                        | 20,760                                    | 47,673                                    | 230                                       |                                             |
| 1968年（昭和43年） | 28                                        | 22,350                                    | 51,578                                    | 231                                       |                                             |
| 1969年（昭和44年） | 28                                        | 22,260                                    | 55,306                                    | 248                                       |                                             |
| 1970年（昭和45年） | 30                                        | 23,670                                    | 55,951                                    | 236                                       |                                             |
| 1971年（昭和46年） | 30                                        | 28,055                                    | 57,662                                    | 206                                       |                                             |
| 1972年（昭和47年） | 30                                        | 28,728                                    | 60,341                                    | 210                                       |                                             |
| 1973年（昭和48年） | 30                                        | 29,280                                    | 62,281                                    | 213                                       |                                             |
| 1974年（昭和49年） | 34                                        | 32,592                                    | 64,583                                    | 198                                       | 1974年7月2日、北千住駅 - 竹ノ塚駅間複々線化 |
| 1975年（昭和50年） | 34                                        | 32,592                                    | 65,381                                    | 201                                       |                                             |
| 1976年（昭和51年） | 37                                        | 35,076                                    | 66,187                                    | 189                                       |                                             |
| 1977年（昭和52年） | 37                                        | 35,076                                    | 68,344                                    | 195                                       |                                             |
| 1978年（昭和53年） | 37                                        | 36,180                                    | 68,650                                    | 190                                       |                                             |
| 1979年（昭和54年） | 37                                        | 36,180                                    | 69,219                                    | 191                                       |                                             |
| 1980年（昭和55年） | 38                                        | 38,112                                    | 70,494                                    | 185                                       |                                             |
| 1981年（昭和56年） | 38                                        | 38,112                                    | 71,721                                    | 188                                       |                                             |
| 1982年（昭和57年） | 39                                        | 39,492                                    | 72,153                                    | 183                                       |                                             |
| 1983年（昭和58年） | 39                                        | 39,492                                    | 73,520                                    | 186                                       |                                             |
| 1984年（昭和59年） | 40                                        | 40,872                                    | 74,637                                    | 183                                       |                                             |
| 1985年（昭和60年） | 40                                        | 40,872                                    | 75,357                                    | 184                                       |                                             |
| 1986年（昭和61年） | 40                                        | 41,976                                    | 77,106                                    | 184                                       |                                             |
| 1987年（昭和62年） | 40                                        | 41,976                                    | 78,495                                    | 187                                       |                                             |
| 1988年（昭和63年） | 40                                        | 42,084                                    | 81,115                                    | 190                                       | 1988年8月9日、竹ノ塚駅 - 草加駅間複々線化   |
| 1989年（平成元年） | 40                                        | 42,804                                    | 82,202                                    | 192                                       |                                             |
| 1990年（平成02年） | 40                                        | 43,356                                    | 84,663                                    | 195                                       |                                             |
| 1991年（平成03年） | 40                                        | 43,356                                    | 85,819                                    | 198                                       |                                             |
| 1992年（平成04年） | 40                                        | 43,908                                    | 86,273                                    | 196                                       |                                             |
| 1993年（平成05年） | 40                                        | 43,908                                    | 85,824                                    | 195                                       |                                             |
| 1994年（平成06年） | 41                                        | 45,564                                    | 84,394                                    | 185                                       |                                             |
| 1995年（平成07年） | 41                                        | 45,564                                    | 83,493                                    | 183                                       |                                             |
| 1996年（平成08年） | 44                                        | 49,056                                    | 82,534                                    | 168                                       | 1997年3月25日、草加駅 - 越谷駅間複々線化    |
| 1997年（平成09年） | 44                                        | 49,056                                    | 80,058                                    | 163                                       |                                             |
| 1998年（平成10年） | 44                                        | 49,056                                    | 78,854                                    | 161                                       |                                             |
| 1999年（平成11年） | 44                                        | 49,056                                    | 77,022                                    | 157                                       |                                             |
| 2000年（平成12年） | 45                                        | 50,436                                    | 76,541                                    | 152                                       | 2001年3月28日、越谷駅 - 北越谷駅間複々線化  |
| 2001年（平成13年） | 45                                        | 50,436                                    | 75,850                                    | 150                                       |                                             |
| 2002年（平成14年） | 45                                        | 51,540                                    | 73,708                                    | 143                                       | 2003年3月19日、半蔵門線直通運転開始         |
| 2003年（平成15年） | 45                                        | 51,540                                    | 73,517                                    | 143                                       |                                             |
| 2004年（平成16年） | 45                                        | 51,540                                    | 73,140                                    | 142                                       |                                             |
| 2005年（平成17年） | 44                                        | 50,712                                    | 70,635                                    | 139                                       | 2005年8月24日、つくばエクスプレス開業       |
| 2006年（平成18年） | 44                                        | 50,712                                    | 72,426                                    | 143                                       |                                             |
| 2007年（平成19年） | 44                                        | 50,712                                    | 73,583                                    | 145                                       | 2008年3月30日、日暮里・舎人ライナー開業     |
| 2008年（平成20年） | 44                                        | 50,712                                    | 71,581                                    | 141                                       |                                             |
| 2009年（平成21年） | 42                                        | 49,056                                    | 68,541                                    | 140                                       |                                             |
| 2010年（平成22年） | 42                                        | 49,056                                    | 68,631                                    | 140                                       | 東日本大震災発生年度                        |
| 2011年（平成23年） | 42                                        | 49,056                                    | 66,359                                    | 135                                       |                                             |
| 2012年（平成24年） | 42                                        | 49,056                                    | 66,597                                    | 136                                       |                                             |
| 2013年（平成25年） | 40                                        | 44,364                                    | 65,666                                    | 148                                       |                                             |
| 2014年（平成26年） | 40                                        | 44,364                                    | 65,964                                    | 149                                       |                                             |
| 2015年（平成27年） | 40                                        | 44,364                                    | 66,537                                    | 150                                       |                                             |
| 2016年（平成28年） | 40                                        | 44,364                                    | 66,543                                    | 150                                       |                                             |
| 2017年（平成29年） | 41                                        | 45,314                                    | 67,669                                    | 149                                       |                                             |
| 2018年（平成30年） | 41                                        | 45,314                                    | 67,956                                    | 150                                       |                                             |
| 2019年（令和元年） | 41                                        | 45,314                                    | 67,956                                    | 150                                       |                                             |
| 2020年（令和02年） | 38                                        | 41,798                                    | 43,527                                    | 104                                       |                                             |
| 2021年（令和03年） | 38                                        | 41,798                                    | 47,768                                    | 114                                       |                                             |
| 2022年（令和04年） | 37                                        | 39,874                                    | 50,482                                    | 127                                       |                                             |
| 2023年（令和05年） | 36                                        | 39,590                                    | 54,415                                    | 137                                       |                                             |

## 駅一覧
- 特急はそれぞれの列車記事を参照のこと。急行以下より記載する。
- 普通列車は各駅に停車する（普通列車の設定のない押上駅を除く）。東京メトロ日比谷線直通列車はTHライナーを除き、北千住駅 - 東武動物公園駅 - 日光線南栗橋駅間で普通列車として運転。館林駅 - 伊勢崎駅間の普通列車ではワンマン運転が行われる。
- ( ) 内の英数字は駅番号を表す。
- #印は上下待避可能駅、#↓印は下りのみ待避可能駅、#↑印は上りのみ待避可能駅（詳細は後節参照）
- ●：停車、◇：運転停車、｜：通過、||・空白：経由および運行せず

### 浅草駅・押上駅 - 東武動物公園駅間（東武スカイツリーライン）
| 駅番号       | 駅名                     | 駅間 キロ    | 累計 キロ    | 区間準急 | 準急 | 区間急行 | 急行 | ＴＨライナー | 接続路線 | 所在地 | 所在地 |
| ------------ | ------------------------ | ------------ | ------------ | --- | --- | --- | --- | --- | --- | --- | --- |
|              |                          |              |              | | | | | | | | |
| 直通運転区間 | 直通運転区間             | 直通運転区間 | 直通運転区間 | 押上駅から 東京メトロ半蔵門線渋谷駅経由 東急田園都市線中央林間駅まで 北千住駅から 東京メトロ日比谷線中目黒駅まで（THライナーは恵比寿駅まで） | 押上駅から 東京メトロ半蔵門線渋谷駅経由 東急田園都市線中央林間駅まで 北千住駅から 東京メトロ日比谷線中目黒駅まで（THライナーは恵比寿駅まで） | 押上駅から 東京メトロ半蔵門線渋谷駅経由 東急田園都市線中央林間駅まで 北千住駅から 東京メトロ日比谷線中目黒駅まで（THライナーは恵比寿駅まで） | 押上駅から 東京メトロ半蔵門線渋谷駅経由 東急田園都市線中央林間駅まで 北千住駅から 東京メトロ日比谷線中目黒駅まで（THライナーは恵比寿駅まで） | 押上駅から 東京メトロ半蔵門線渋谷駅経由 東急田園都市線中央林間駅まで 北千住駅から 東京メトロ日比谷線中目黒駅まで（THライナーは恵比寿駅まで） | 押上駅から 東京メトロ半蔵門線渋谷駅経由 東急田園都市線中央林間駅まで 北千住駅から 東京メトロ日比谷線中目黒駅まで（THライナーは恵比寿駅まで）                                                  | 押上駅から 東京メトロ半蔵門線渋谷駅経由 東急田園都市線中央林間駅まで 北千住駅から 東京メトロ日比谷線中目黒駅まで（THライナーは恵比寿駅まで） | 押上駅から 東京メトロ半蔵門線渋谷駅経由 東急田園都市線中央林間駅まで 北千住駅から 東京メトロ日比谷線中目黒駅まで（THライナーは恵比寿駅まで） |
| TS-01        | 浅草駅                   | -            | 0.0          | ● | 半蔵門線直通 | ● | 半蔵門線直通 | 日比谷線直通 | 東京地下鉄： 銀座線 (G-19) 都営地下鉄： 浅草線 (A-18) | 東京都 | 台東区 |
| TS-02        | とうきょうスカイツリー駅 | 1.1          | 1.1          | ● | 半蔵門線直通 | ● | 半蔵門線直通 | 日比谷線直通 | | 東京都 | 墨田区 |
| TS-03        | 押上駅                   | -            | 1.1          | \|\| | ● | \|\| | ● | 日比谷線直通 | 東京地下鉄： 半蔵門線 (Z-14)（東武動物公園方面から直通運転：上記参照） 都営地下鉄： 浅草線 (A-20) 京成電鉄： 押上線 (KS45)                                                                    | 東京都 | 墨田区 |
| TS-04        | 曳舟駅 #↑                | 1.3          | 2.4          | ● | ● | ● | ● | 日比谷線直通 | 東武鉄道： 亀戸線 | 東京都 | 墨田区 |
| TS-05        | 東向島駅                 | 0.8          | 3.2          | ● | ｜ | ● | ｜ | 日比谷線直通 | | 東京都 | 墨田区 |
| TS-06        | 鐘ヶ淵駅 #               | 1.0          | 4.2          | ● | ｜ | ● | ｜ | 日比谷線直通 | | 東京都 | 墨田区 |
| TS-07        | 堀切駅                   | 1.1          | 5.3          | ● | ｜ | ● | ｜ | 日比谷線直通 | | 東京都 | 足立区 |
| TS-08        | 牛田駅                   | 0.7          | 6.0          | ● | ｜ | ● | ｜ | 日比谷線直通 | 京成電鉄： 本線（京成関屋駅：KS06） | 東京都 | 足立区 |
| TS-09        | 北千住駅 #               | 1.1          | 7.1          | ● | ● | ● | ● | ◇ | 東京地下鉄： 日比谷線 (H-22)（東武動物公園方面から直通運転：上記参照）・ 千代田線 (C-18) 東日本旅客鉄道： 常磐線（快速・上野東京ライン） (JJ 05) 首都圏新都市鉄道： つくばエクスプレス (TX05) | 東京都 | 足立区 |
| TS-10        | 小菅駅                   | 1.1          | 8.2          | ｜ | ｜ | ｜ | ｜ | ｜ | | 東京都 | 足立区 |
| TS-11        | 五反野駅                 | 1.1          | 9.3          | ｜ | ｜ | ｜ | ｜ | ｜ | | 東京都 | 足立区 |
| TS-12        | 梅島駅                   | 1.2          | 10.5         | ｜ | ｜ | ｜ | ｜ | ｜ | | 東京都 | 足立区 |
| TS-13        | 西新井駅                 | 0.8          | 11.3         | ● | ● | ● | ● | ｜ | 東武鉄道： 大師線 | 東京都 | 足立区 |
| TS-14        | 竹ノ塚駅                 | 2.1          | 13.4         | ｜ | ｜ | ｜ | ｜ | ｜ | | 東京都 | 足立区 |
| TS-15        | 谷塚駅                   | 2.5          | 15.9         | ｜ | ｜ | ｜ | ｜ | ｜ | | 埼玉県 | 草加市 |
| TS-16        | 草加駅 #                 | 1.6          | 17.5         | ● | ● | ● | ● | ｜ | | 埼玉県 | 草加市 |
| TS-17        | 獨協大学前駅             | 1.7          | 19.2         | ｜ | ｜ | ｜ | ｜ | ｜ | | 埼玉県 | 草加市 |
| TS-18        | 新田駅                   | 1.3          | 20.5         | ｜ | ｜ | ｜ | ｜ | ｜ | | 埼玉県 | 草加市 |
| TS-19        | 蒲生駅                   | 1.4          | 21.9         | ｜ | ｜ | ｜ | ｜ | ｜ | | 埼玉県 | 越谷市 |
| TS-20        | 新越谷駅                 | 1.0          | 22.9         | ● | ● | ● | ● | ● | 東日本旅客鉄道： 武蔵野線（南越谷駅:JM 22） | 埼玉県 | 越谷市 |
| TS-21        | 越谷駅 #                 | 1.5          | 24.4         | ● | ● | ● | ● | ｜ | | 埼玉県 | 越谷市 |
| TS-22        | 北越谷駅 #               | 1.6          | 26.0         | ● | ● | ｜ | ｜ | ｜ | | 埼玉県 | 越谷市 |
| TS-23        | 大袋駅                   | 2.5          | 28.5         | ● | ● | ｜ | ｜ | ｜ | | 埼玉県 | 越谷市 |
| TS-24        | せんげん台駅 #           | 1.3          | 29.8         | ● | ● | ● | ● | ● | | 埼玉県 | 越谷市 |
| TS-25        | 武里駅                   | 1.3          | 31.1         | ● | ● | ｜ | ｜ | ｜ | | 埼玉県 | 春日部市 |
| TS-26        | 一ノ割駅                 | 1.9          | 33.0         | ● | ● | ｜ | ｜ | ｜ | | 埼玉県 | 春日部市 |
| TS-27        | 春日部駅 #               | 2.3          | 35.3         | ● | ● | ● | ● | ● | 東武鉄道： 野田線（東武アーバンパークライン）(TD-10) | 埼玉県 | 春日部市 |
| TS-28        | 北春日部駅 #             | 1.5          | 36.8         | ● | ● | ｜ | ｜ | ｜ | | 埼玉県 | 春日部市 |
| TS-29        | 姫宮駅                   | 1.6          | 38.4         | ● | ● | ｜ | ｜ | ｜ | | 埼玉県 | 南埼玉郡 宮代町 |
| TS-30        | 東武動物公園駅 #↓        | 2.6          | 41.0         | ● | ● | ● | ● | ● | 東武鉄道： 伊勢崎線（直通運転）・ 日光線（浅草・北千住方面から南栗橋駅まで直通運転） | 埼玉県 | 南埼玉郡 宮代町 |

1. 1 2  とうきょうスカイツリー駅と押上駅は同じ駅としてみなされる。ただし改札内乗り換えはできない。
2. ↑  自動放送などによる牛田駅 - 京成関屋駅間の乗り換えの案内は行われていない。

### 東武動物公園駅 - 伊勢崎駅間
- この区間では、急行・準急は東武動物公園駅 - 久喜駅間、区間急行・区間準急は東武動物公園駅 - 館林駅間で運転され、いずれも各駅に停車。
- 累計キロは浅草駅からのもの。

| 駅番号 | 駅名              | 駅間 キロ | 累計 キロ | ＴＨライナー | 接続路線                                                           | 所在地        | 所在地          |
| ------ | ----------------- | --------- | --------- | ------------ | ------------------------------------------------------------------ | ------------- | --------------- |
|        |                   |           |           |              |                                                                    |               |                 |
| TS-30  | 東武動物公園駅 #↓ | -         | 41.0      | ●            | 東武鉄道： 伊勢崎線（東武スカイツリーライン）（直通運転）・ 日光線 | 埼玉県        | 南埼玉郡 宮代町 |
| TI-01  | 和戸駅            | 2.9       | 43.9      | ｜           |                                                                    | 埼玉県        | 南埼玉郡 宮代町 |
| TI-02  | 久喜駅 #          | 3.8       | 47.7      | ●            | 東日本旅客鉄道：■宇都宮線（上野東京ライン・湘南新宿ライン）        | 埼玉県        | 久喜市          |
| TI-03  | 鷲宮駅            | 4.4       | 52.1      |              |                                                                    | 埼玉県        | 久喜市          |
| TI-04  | 花崎駅            | 2.7       | 54.8      |              |                                                                    | 埼玉県        | 加須市          |
| TI-05  | 加須駅 #          | 3.7       | 58.5      |              |                                                                    | 埼玉県        | 加須市          |
| TI-06  | 南羽生駅          | 4.6       | 63.1      |              |                                                                    | 埼玉県        | 羽生市          |
| TI-07  | 羽生駅 #          | 3.1       | 66.2      |              | 秩父鉄道：秩父本線 (CR01)                                          | 埼玉県        | 羽生市          |
| TI-08  | 川俣駅            | 4.3       | 70.5      |              |                                                                    | 群馬県        | 邑楽郡 明和町   |
| TI-09  | 茂林寺前駅        | 1.9       | 72.4      |              |                                                                    | 群馬県        | 館林市          |
| TI-10  | 館林駅 #          | 2.2       | 74.6      |              | 東武鉄道： 佐野線・ 小泉線                                         | 群馬県        | 館林市          |
| TI-11  | 多々良駅          | 4.0       | 78.6      |              |                                                                    | 群馬県        | 館林市          |
| TI-12  | 県駅              | 3.2       | 81.8      |              |                                                                    | 栃木県 足利市 | 栃木県 足利市   |
| TI-13  | 福居駅            | 2.1       | 83.9      |              |                                                                    | 栃木県 足利市 | 栃木県 足利市   |
| TI-14  | 東武和泉駅        | 1.2       | 85.1      |              |                                                                    | 栃木県 足利市 | 栃木県 足利市   |
| TI-15  | 足利市駅          | 1.7       | 86.8      |              |                                                                    | 栃木県 足利市 | 栃木県 足利市   |
| TI-16  | 野州山辺駅        | 1.7       | 88.5      |              |                                                                    | 栃木県 足利市 | 栃木県 足利市   |
| TI-17  | 韮川駅            | 3.3       | 91.8      |              |                                                                    | 群馬県        | 太田市          |
| TI-18  | 太田駅 #          | 2.9       | 94.7      |              | 東武鉄道： 桐生線・ 小泉線                                         | 群馬県        | 太田市          |
| TI-19  | 細谷駅            | 3.1       | 97.8      |              |                                                                    | 群馬県        | 太田市          |
| TI-20  | 木崎駅            | 3.4       | 101.2     |              |                                                                    | 群馬県        | 太田市          |
| TI-21  | 世良田駅          | 2.9       | 104.1     |              |                                                                    | 群馬県        | 太田市          |
| TI-22  | 境町駅            | 2.2       | 106.3     |              |                                                                    | 群馬県        | 伊勢崎市        |
| TI-23  | 剛志駅            | 3.7       | 110.0     |              |                                                                    | 群馬県        | 伊勢崎市        |
| TI-24  | 新伊勢崎駅        | 3.3       | 113.3     |              |                                                                    | 群馬県        | 伊勢崎市        |
| TI-25  | 伊勢崎駅          | 1.2       | 114.5     |              | 東日本旅客鉄道：■ 両毛線                                           | 群馬県        | 伊勢崎市        |

### 廃駅
復活・営業再開した駅を除く。休止・廃止日は最終営業日の翌日。
- 隅田公園駅（浅草駅 - 業平橋駅〈現・とうきょうスカイツリー駅〉間 1931年5月25日開業、1943年12月31日休止、1958年10月22日廃止認可）
- 請地駅（業平橋駅 - 曳舟駅間 1931年6月1日開業、1947年3月1日廃止）
- 中千住駅（牛田駅 - 北千住駅間 1924年10月1日開業、1953年信号所化、1962年3月23日廃止）
- 草加荷扱所（草加駅 - 松原団地駅〈現・獨協大学前駅〉間 1931年3月13日開業、1973年4月10日廃止）
- 競馬場前駅（随時営業、野州山辺駅 - 韮川駅間 1932年4月17日開業、1939年2月1日廃止）

## 名称について

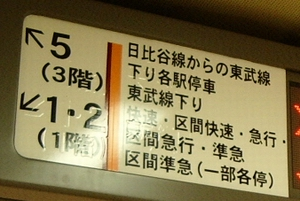
以前の北千住駅では、東武伊勢崎線は「東武線」、東京メトロ日比谷線は「日比谷線」と表記していた（2007年）。愛称導入後は、東武スカイツリーラインと表記されている。

伊勢崎線は、1899年（明治32年）に東武鉄道で最初に開業した路線であり、東武鉄道の社名はこの時に開業した北千住駅 - 久喜駅間の地域を指す「武蔵国東部」に由来する。このことから、現在でもこの区間を中心として俗に「東武線」と呼ばれることがある。
また、1990年代までは駅表札に冠する社名表記では路線によって「東武線」・「東武野田線」・「東武東上線」の表記があり統一されず、発祥区間を持つ伊勢崎線を中心とする路線に絞って「東武線」の表記が使われていた。

## 乗車カードの対応状況
館林駅以北は、足利市駅・太田駅・伊勢崎駅以外自動改札機設置駅がないが、2007年3月18日にICカード「PASMO」サービス開始により自動改札非設置駅には簡易型PASMO読取機が設置された。

## 重大な踏切事故
- 越谷駅構内第79号踏切道における死傷事故（1966年） - 「東武伊勢崎線バス衝突事故」の項目を参照。
- 館林駅構内第309号踏切道における死傷事故（1969年） - 「東武伊勢崎線多々良 - 館林間踏切事故」の項目を参照。
  - この事故では8000型のクハ8139が使用不能となり、翌1970年（昭和45年）4月に車体を復旧名義で新製した。
- 花崎駅構内第207号踏切道における死傷事故（1970年） - 「東武伊勢崎線花崎駅踏切衝突事故」の項目を参照。
  - この事故では7800系の1編成2両（モハ7808-クハ808）が大破し、廃車となっている。東武鉄道では唯一のケースとなる踏切事故による事故廃車である。
- 竹ノ塚駅構内第37号踏切道における死傷事故（2005年） - 「東武伊勢崎線竹ノ塚駅踏切死傷事故」の項目を参照。

## 今後の予定
- ホームドアについては、2024年度中に小菅駅、梅島駅、西新井駅、蒲生駅で設置または工事実施。2024年度以降に浅草駅 - 牛田駅・北千住駅（1階ホーム）・大袋駅 - 北春日部駅・久喜駅で整備予定である[46]。
- 春日部駅ジャンクション機能強化の一環で、野田線と伊勢崎線の相互乗り入れの強化によるアクセス性向上、都心からの速達性向上を図る[47]。
- 2027年までに野田線・東上線含めて37駅でホームドアを設置する予定である[48]。
- 2025年4月17日に東京メトロとの間で、2030年代半ばの開業を目指して建設中の有楽町線延伸区間（住吉駅 - 豊洲駅間）への、半蔵門線を経由しての相互直通運転を行うことで基本合意した。具体的な乗り入れ区間や運行計画については今後協議の上決定するとしている[広報 24]。